# Historia del País Vasco

Lauburu

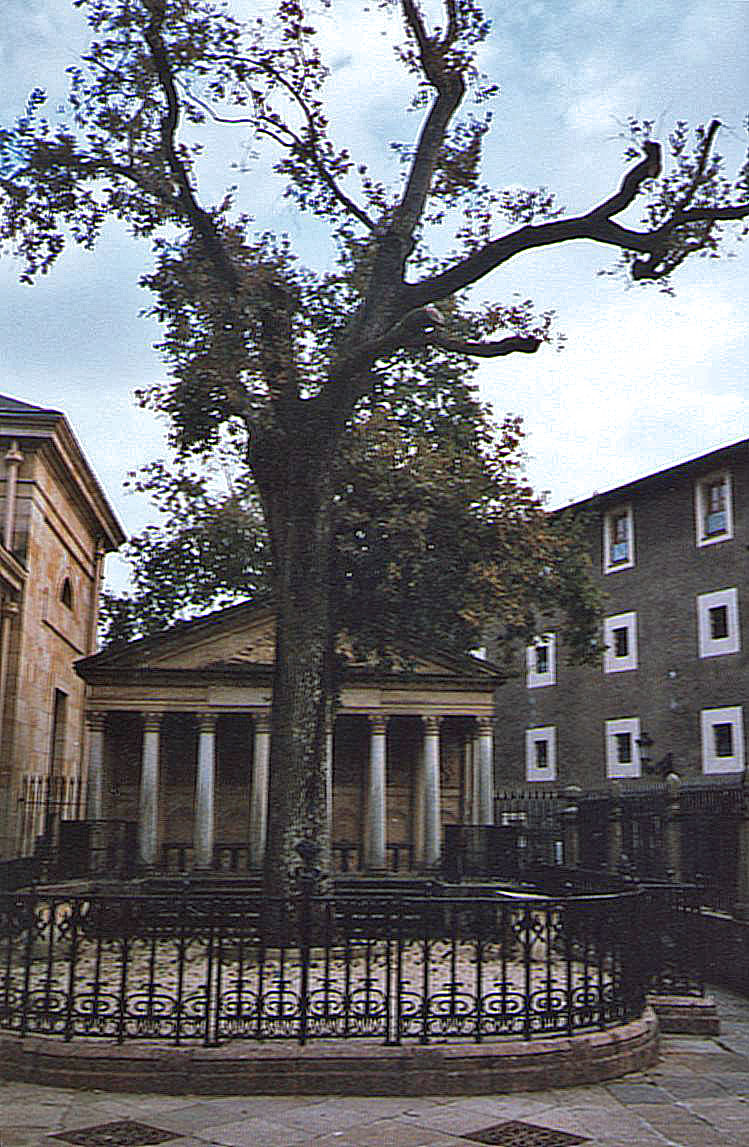
El árbol de Guernica es el símbolo de las libertades vascas

La historia del País Vasco cubre el periodo desde que las tribus vascas se asentaron en el extremo nororiental de la franja cantábrica hasta la sociedad posindustrial moderna de nuestros días. El artículo parte de una concepción amplia del término País Vasco, como territorio en el que se ha hablado euskera —en el País Vasco francés (Baja Navarra, Labort y Sola) y el norte de España (Álava, Guipúzcoa, Vizcaya y Navarra). Lengua aislada y sin relación con sus vecinas y que parece no tener relación con las que llegaron a Europa por las emigraciones indoeuropeas, ha hecho que la búsqueda de su origen, el de la lengua y el de los hechos culturales y característicos que los puedan definir como «pueblo», se haya convertido en un reto para muchos estudiosos y haya dado lugar a muchas más tesis que lo que suele ser habitual, muchas de ellas sin bases sólidas en algunos de los territorios que han ocupado.

## Origen de los vascos
El origen de los vascos sigue siendo fuente de muchas hipótesis. La lengua vasca, el euskera, es para algunos autores el hilo conductor que permite investigar sus orígenes y que confirma, por sus modificaciones e influencias, las relaciones de los vascos con los pueblos que han atravesado sus tierras a lo largo de la historia.
Son varias las hipótesis, más o menos fundadas y trabajadas, que se mantienen sobre esta cuestión. Principalmente se conocen cinco:
- Primera hipótesis: ¿Aparecieron los vascos con la llegada a Europa de los Cro-Magnon? En esta hipótesis varios estudios antropológicos consideran que los vascos son el grupo étnico más antiguo de Europa, y el único superviviente a la llegada de los indoeuropeos. Se supone que desde el post-[Neolítico], ocupaban una zona que se correspondería a una zona similar a lo que se conoce como [Euskal Herria] ([País Vasco|CAPV], [Navarra] y País Vasco francés).[1] Para ello basan los estudios en áreas, las investigaciones paleogenéticas y las lingüísticas, en esta última en etimología de los topónimos y de las palabras.

Estudios realizados por el Centro Nacional de Investigaciones Científicas francés en 2011 afirman que el pool genético materno de la población vasca es similar al de sus vecinos europeos, siendo el haplogrupo mayoritario el H, con seis líneas que son específicas de la región franco-cantábrica, y específicamente de las poblaciones de lengua vasca. De donde deducen que los vascos se separaron del pool génico paneuropeo hace 8000 años, antes de la llegada indoeuropea. Estudios genéticos del ADN mitocondrial y de los linajes maternos de la población vasca más recientes en el tiempo han determinado que el ADN mitocondrial más ancestral entre los vascos no es el haplogroup H, sino el haplogrupo U5 que entró en Europa durante el Paleolítico Superior, desarrollando variantes propias entre los vascos como el U8a. Los actuales vascos, más allá del minoritario U8a, poseen casi exclusivamente linajes U5b como el U5b1f, el U5b1c1 y el U5b2, este último minoritario entre los vascos franceses y mucho más frecuente entre los vascos españoles.
- Segunda hipótesis: ¿Están los vascos emparentados con los íberos? Esto es lo que defiende la teoría del vascoiberismo, al afirmar que, de un modo o de otro, existe una relación entre las lenguas vasca e íbera, de manera que o bien la lengua vasca sería el resultado de una evolución de la íbera o de una lengua de la misma familia que la íbera. El primero en apuntar esta posibilidad es Estrabón que, en el siglo I a. C. (es decir, cuando todavía se hablaba íbero en la Península), afirmaba que los íberos y los aquitanos eran similares físicamente y que hablaban lenguas parecidas.

- Tercera hipótesis: ¿Llegaron los vascos con los indoeuropeos? Una de las teorías sobre el origen de los vascos es que llegaron a Aquitania con los indoeuropeos hace 7000 años,[5] no llegando a la península ibérica hasta el siglo I AC.[6]

Hay ejemplos de acaecimientos similares. Durante las migraciones germánicas, que barrieron Europa después de la caída de Roma, casi todas las tribus eran indoeuropeas, salvo los hunos y los ávaros.
- Cuarta hipótesis: ¿Ocuparon los vascones el actual País Vasco en la Antigüedad Tardía o en la Alta Edad Media? Esta hipótesis o teoría de la vasconización tardía es defendida por estudiosos tales como Arnaud Oihenart,[7][8] Claudio Sánchez Albornoz,[9] Manuel Gómez Moreno, Jürgen Untermann, Adolf Schulten[10] y José Antonio Vaca de Osma[11] consideran que los vascones ocuparon las tierras del actual País Vasco en tiempos de los visigodos. Dos de las autoridades con mayor peso en la lingüística histórica vasca –Luis Michelena y Joaquín Gorrochategui– coinciden en parte con esta teoría, pero añaden que esta vasconización se produjo sobre un sustrato que ya era vasco; es decir, fue un suceso que vino a unificar las tribus vascas de la zona, como se puede comprobar por los numerosos arcaísmos que retiene el dialecto vizcaíno.[12]

- Quinta hipótesis: ¿Vino el euskera a España desde Francia en época histórica? Esta hipótesis es defendida por Larry Trask[13] y por los filólogos españoles Francisco Villar Liébana y Blanca M. Prósper que la presentan en su libro Vascos, celtas e indoeuropeos. Genes y lenguas publicado por la Universidad de Salamanca en 2005 y por Francisco Rodríguez Adrados que lo hace en Historia de las Lenguas de Europa, publicado en 2008.[14][15]

Análisis genéticos, especialmente aquel promovido por la National Geographic Society con su Proyecto Genográfico, podrán agregar elementos adicionales para descubrir el origen de la población vasca. A medida que un mayor número de Vascos ordenen análisis de sus muestras genéticas, la identidad de la rama vasca se irá haciendo más clara dentro del contexto del árbol genético global de migraciones.

### Teoría del origen común genético de vascos, irlandeses, galeses, escoceses e ingleses
En 2001, un estudio científico publicado por la cadena de televisión inglesa BBC reveló que vascos y celtas son «genéticamente hermanos de sangre». A esta conclusión ha llegado un equipo de investigadores de la University College London (UCL) que, después de haber analizado y comparado los modelos genéticos de vascos, celtas de Gales y celtas de Irlanda, ha concluido que son «increíblemente similares».

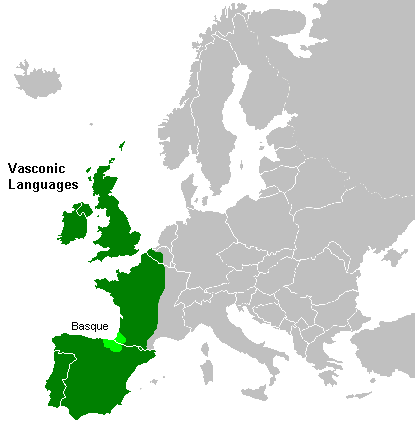
Mapa propuesto de la extensión del substrato vasco

Según la teoría del profesor Stephen Oppenheimer de la Universidad de Oxford, el investigador David Goldstein de la University College London y el lingüista alemán Theo Vennemann  tanto los habitantes de Irlanda como los de Gran Bretaña (especialmente los de Gales y Escocia) tendrían su origen en el País Vasco y sus antepasados vascos habrían viajado hace 16 000 años por tierra hacia el norte cruzando Las Landas, Aquitania y Bretaña a las islas británicas durante la Glaciación, época en la que el nivel del mar era más bajo que el actual y las actuales islas británicas estaban unidas al continente europeo, lo que habría hecho posible dicha migración.
Oppenheimer indicó que se realizó una investigación con 10 000 habitantes de las islas británicas, entre el 95 % y el 58 % del componente genético de estos voluntarios coincidía con la de los vascos, lo que echaba por tierra la teoría de que los habitantes de las islas británicas eran descendientes genéticos directos de los celtas.
El 90 % del componente genético de los voluntarios irlandeses correspondía con el de los vascos, el 80 % del de los galeses, y el 70 % del de los escoceses e ingleses. Por lo tanto, serían dos tercios de los habitantes de esas islas los que tendrían un origen común con los vascos. Más tarde se dieron las invasiones de vikingos y normandos a las islas británicas de los cuales sus actuales habitantes, especialmente los ingleses y parte de los escoceses, serían sus descendientes un 5 % de los vikingos y 5 % de los normandos.
Según Dan Bradley, genetista de la Universidad Trinity College de Dublín, «hay una concordancia significativa entre los orígenes genéticos irlandeses y vascos».
En palabras de dicho investigador, «cuando se mira a todos estos elementos en su conjunto empieza a observarse una imagen que nos deja ver que, a lo largo de toda la costa atlántica de Europa -que incluye más o menos todas las áreas celtas y la zona pirenaica, incluyendo Euskal Herria- se producen amplias similitudes tanto en el cromosoma Y como en el ADN mitocondrial y, hasta cierto punto, también en el de algunos grupos sanguíneos: por ejemplo, el grupo O. De entre los diversos haplogrupos de ADN mitocondrial que se encuentran en Europa, existiría un vínculo entre el haplogrupo H de ADNmt -mtDNA-, el idioma vascuence, y una línea femenina de cuya presencia en la península ibérica y Cerdeña habría huellas desde hace unos 15 000 años. Debido a que se produce una repetición constante, esto significa que es muy improbable que sea un resultado erróneo, lo cual nos hace ver que hay ciertas similitudes en el área. Esto requiere una explicación y es muy difícil de descubrir cuál es la correcta, porque estamos mirando al pasado y no podemos volver a él. Pero hay algunas ideas. Una de ellas es que hace mucho tiempo, cuando surgieron las poblaciones celtas del oeste europeo, quizás esos pobladores procedían del sur del continente. La otra posibilidad es que, en la antigüedad, el mar no era visto como un impedimento para comunicarse, sino como una oportunidad. Si miramos al suroeste de Irlanda, su zona más accesible por mar es por el suroeste de la isla de Gran Bretaña, Bretaña y la bahía de Vizcaya».

## Antigüedad
Si la hipótesis válida fuese que los vascos llegaron a Europa con los Cro-Magnon[cita requerida], en tiempos prehistóricos estarían establecidas en toda Europa una serie de tribus que hablaban lenguas de una misma familia lingüística (lo que se ha dado en llamar el protovasco) y tenían relación cultural entre sí. Si lo fuese la de la expansión vascona en los años oscuros, los vascos no ocuparon todo lo que actualmente se define como Euskal Herria hasta el siglo VI o V a. C. Las otras hipótesis son intermedias. Sin embargo, hoy en día se desconoce cuál es la válida.
Según los historiadores romanos Estrabón, Plinio el Viejo, Pomponio Mela, Lucio Floro o Silio Itálico, la zona estaba habitada en tiempos prerromanos por diversas tribus cuyo idioma y filiación nos son desconocidos. Solo de los aquitanos hay constancia de que hablaban vascuence. La distribución de tribus y las zonas ocupadas por várdulos, caristios y autrigones varían según cada historiador. La distribución de Ptolomeo, la más completa, era la siguiente:
- Cántabros, daba este nombre a los pueblos que habitaban entre el río Sella y el Asón.
- Autrigones, establecidos entre el río Asón y el río Nervión.
- Caristios, establecidos entre el río Nervión y el Deva en la actual Guipúzcoa.
- Várdulos, que ocupaban la actual Guipúzcoa a excepción del valle del Deva y del Bidasoa.
- Vascones, que ocupaban lo que hoy es Navarra, noroeste de Aragón y noreste de La Rioja.
- Aquitanos, que estaban entre el río Garona y los Pirineos.
- Berones, ocupaban el territorio de la actual Rioja Alta, parte de la Rioja Alavesa y algunos enclaves en Burgos, oeste de Navarra y norte de Soria.[23]

Otros colocan a cántabros y vascones como tribus fronterizas, y para otros, entre vascones y cántabros solamente estaban los várdulos. Plinio dice que Portus Ammanus (la romana Flaviobriga y la actual Castro-Urdiales) era una ciudad várdula, lo que se contradice claramente con la distribución de Ptolomeo. Aunque hay diversas teorías que consideran que los vascones se extendieron por los territorios vascongados (de ahí el término) y que por esa razón se habla euskera y se mezclaron con los celtas que huían de la presión romana en el Ebro, creando los dialectos del euskera.
Los territorios de estas tribus estaban políticamente repartidos en diferentes conventos jurídicos de Hispania y la Galia. Los vascones dependían administrativamente del convento caesaraugustano, cuya capital era la actual Zaragoza. Los várdulos, caristios y autrigones dependían del convento cluniense, cuya sede estaba en Clunia, en la provincia de Burgos. Y los aquitanos estaban incluidos en la Galia.
No hay más noticias de várdulos, caristios y autrigones, hasta que en el siglo IX se menciona por primera vez a Castilla, antes llamada Bardulia.

### Guerras Sertorianas
El territorio vascón se vio profundamente implicado en las Guerras Sertorianas. Sertorio se traslada en el año 77 a. C. al valle del Ebro e instala su cuartel en Osca (actualmente Huesca) y ese mismo año, atravesando el paso de Perthús, llega Cneo Pompeyo, enviado por Roma, quien consigue la simpatía de muchos vascones, especialmente en la zona del Ebro. Esto provoca que ciudades próximas tomen partidos diferentes: mientras Calagurris (actual Calahorra) se mantiene fiel a Sertorio, Gracurris apuesta por Roma, lo que convierte a la zona del Ebro en la más convulsionada por los enfrentamientos entre los dos bandos. 
En el invierno del año 75 a. C., Pompeyo funda la ciudad de Pompaelo (actual Pamplona). Sertorio es asesinado a traición el año 72 a. C. en Osca, que queda como última plaza fiel al ideal de Sertorio. Este asedio realizado por Afriano, general de Pompeyo, que duró hasta el año 67 a. C., llevó a sus habitantes hasta el extremo de tener que recurrir a comerse los cadáveres.

### Caminos
Cinco de los treinta y cuatro caminos del itinerario de Antonino pasaban por territorio vascón, caminos de los cuales el más importante era el XXXIV, que unía Astúrica (Astorga) con Burdigalia (Burdeos) pasando por Velegia, Veleia y Pompaelo (Pamplona), junto al que recorría el valle del Ebro uniendo Deobriga con Caesaraugusta (Zaragoza) pasando por Calagurris (Calahorra), Graccurris (Alfaro) y Cascantum (Cascante). Pompaelo se unía con la costa y los pasos pirenaicos así como con la vía de Caesaraugusta en Graccurris. Varias vías secundarias unían la calzada XXXIV con los puertos costeros del Cantábrico.

### Presencia en el Ejército romano
Se tiene constancia de la presencia de vascones en el Ejército romano al menos desde el siglo I a. C., tanto en cohortes como en las legiones y en los pretorianos. Igualmente se sabe de la existencia de cohortes de vascones;  La Cohors II Vasconum Civium Romanorum estuvo destinada en Germania. Esta cohorte fue posteriormente destinada a Britania y el año 156 a la Mauritania Tingitana. Augusto tuvo su guardia personal formada por vascones y berones calagurritanos, que fueron licenciados tras vencer a Marco Antonio. La costumbre de guardias personales formadas por hispanos fue muy común entre los generales, debido a su fides y devotio hacia su jefe.

## Edad Media
No hay casi noticias históricas del territorio vascón (ni de casi toda la costa cantábrica) a partir del hundimiento del Imperio romano y la invasión de los pueblos germánicos. 
El hecho es que de ser un área aislada dentro de un gran imperio, los vascones pasan a encontrarse en la zona fronteriza entre dos belicosos vecinos. Los reinos franco y visigodo. Esta zona se convierte en un territorio de alto valor estratégico deseado por ambos contendientes.
El accidentado territorio vasco es ideal para el bandidaje y la guerrilla, por lo que es posible que los vascos sobrevivieran a pesar de sus opresivos vecinos. Simplemente se fueron a las montañas y esperaron ahí hasta que la amenaza desapareciese.
La caída del Imperio romano dio paso a los asentamientos y posteriores reinos visigodo y franco y a la implantación en Francia del Ducado de Vasconia. Este ducado, creado por los reyes francos, ocupaba la Novempopulania romana, en las Galias, y llegó a tener una cierta independencia de los francos cuando se unió al Ducado de Aquitania.
El la península, el rey godo Leovigildo funda Victoriacum, que se cree que se trata del actual Bitoriano, pueblo a día de hoy perteneciente a la cuadrilla de Zuya (Álava) en el año 581. El caso de Pamplona es un tema políticamente polémico. Pese a haber sido sede episcopal de la iglesia visigoda, activa intermitentemente, y la confirmación de noticias de presencia visigoda en determinados períodos (Leovigildo en 581 y presencia de un obispo de Pamplona en el concilio toledano de 589, renovación de las murallas por Wamba en 674, etc.), la principal necrópolis descubierta en Pamplona, llamada confusamente «visigoda», apunta a un elemento mayoritariamente vasco-aquitano.

### Domuit vascones
Domuit vascones es una expresión latina traducida como 'dominó a los vascones'. Cierta historiografía afirma que esta frase se aplicaba a todos los reyes godos en sus crónicas, lo que significa que en realidad no lograron dominar a los vascones, pero diversos historiadores han puesto en duda que esa expresión proceda de crónicas antiguas ya que no ha sido encontrada en ninguna. 
Según el historiador Armando Besga, la frase podría datar de 1931, cuando fray Bernardino de Estella escribe en uno de los clásicos de la historiografía nacionalista, la Historia Vasca:

En las Crónicas de los reyes visigodos se encuentra una frase constantemente repetida: Domuit vascones (subyugó a los vascones). Vencer a los vascos fue la idea que abrigaron casi todos los reyes visigodos. Pero esa frase, siempre repetida hablando del mismo pueblo, indica claramente que jamás lograron dominar a las tribus vascas. Lucharon contra Recciario, Eurico, Leovigildo, Recaredo, Gundemaro, Sisebuto, Suintila, Wamba, todos los cuales atentaron contra la independencia de Euzkadi.

Sin embargo nunca existieron esos cronicones de los reyes godos ni nunca escribió esas palabras Isidoro de Sevilla, a quien también se las atribuyen. Como resume Armando Besga, doctor de la Universidad de Deusto, «aunque parezca increíble, lo cierto es que la dichosa expresión domuit vascones no aparece ni una sola vez en las fuentes de la época de los reinos germánicos, lo que demuestra cómo se ha hecho una parte de la historia de los vascones que, además, ha trascendido mucho».
Recientemente, Miguel Izu ha ofrecido otra explicación sobre el origen de esta frase y que la sitúa en 1877. Francisco Navarro Villoslada en la introducción de Amaya o los vascos en el siglo VIII escribe:

Consta que Requiario, Eurico, Leovigildo, Recaredo, Gundemaro, Sisebuto, Suintila, Recesvinto y Wamba, sujetaron a los vascones, frase que constantemente repetida por espacio de tres centurias, viene a significar precisamente lo contrario de lo que suena [...] No puede menos que maravillarnos que algunos críticos tomen por lo serio la frase de domuit vascones, que los godos tenían como en estampilla para añadir al nombre de cada nuevo monarca toledano.

Según Izu, probablemente con esa locución latina Navarro Villoslada se tomara una licencia literaria para hacer un resumen de las noticias históricas sobre las guerras entre godos y vascones y reflejar su idea, tomada de autores como José de Moret o Fermín Gonzalo Morón, de que los vascones no fueron nunca sometidos, pero la expresión se asume como un hecho histórico por los autores posteriores y se adorna con otros datos igualmente ficticios. Autores fueristas como Arturo Campión, Hermilio de Oloriz, Eugenio Urroz, y luego el citado Bernardino de Estella, difunden la supuesta cita.

### La invasión islámica
En el siglo VIII, tras la invasión musulmana proveniente del sur, solamente la cornisa norte quedó fuera de su alcance debido a su difícil orografía y poco interés para los conquistadores, a pesar de haberla sometido (Asturias y Cantabria). Poco se sabe de las zonas costeras y occidentales actualmente vascas durante esta época.
Los musulmanes llegaron a lo que hoy es Navarra, casi de inmediato a la entrada en la península, en 714 y ese mismo año Pamplona capituló por acuerdo con las fuerzas atacantes. Los musulmanes controlaron de ese modo el paso de los Pirineos, del cual se valieron para lanzar expediciones militares a través de los Pirineos.
Las primeras noticias de resistencia en zona periférica al Pirineo Occidental y Central, datan del período posterior a la derrota musulmana de Poitiers, en el que tenemos noticia de una avanzadilla franca (probablemente vasco-aquitana, 734) en posesión de Pamplona, así como de un posterior ataque de Abd al-Malik al otro lado de los Pirineos y su posterior derrota por sus pobladores.

### Roncesvalles

La península ibérica el año 750

La península ibérica el año 814

En 778, el ejército de Carlomagno sufrió un duro revés en Roncesvalles, dando lugar al famoso «Cantar de Roldán».. Se desconoce quiénes fueron los atacantes, y los historiadores manejan tres hipótesis. La primera dice que una coalición de vascones y musulmanes; la segunda, una combinación de vascones de ambas laderas del Pirineo y, la tercera, vascones ultrapirenaicos descontentos con el fortalecimiento del régimen franco en Aquitania. Hay otras como que fueron sólo musulmanes, que es la que canta la francesa Canción de Roldán.
Se cree que tras la abortada toma de posesión de Zaragoza, el Emperador, con temor de exponer la seguridad del Ejército Franco que se reunificó tras las tomas de Pamplona y Barcelona en sus retaguardias, decidió allí mismo regresar a Francia por la zona menos expuesta a un encuentro con fuerzas cordobesas por el Levante. Tras cruzar el Pirineo, fue lo más probable, como así ya habían hecho en otros lugares y posteriormente tratarían allí mismo, el establecer alguna guarnición en Pamplona como marca o avanzada militar para en lo sucesivo proteger los pasos y el puerto principal a un acceso musulmán o desde donde lanzar otra tentativa. Sería esta retaguardia y su noble gobernante, quizás el duque en la frontera bretona, Hruodaland, Roland o Roldán precisamente por estar experimentado en zonas limítrofes también, los que arrasaran Pamplona o serían masacrados tras Roncesvalles, aunque no necesariamente en el Puerto. Lo que no haría desistir a los francos de ocupar la Plaza permanentemente, en futuras incursiones.
La versión vasca es la que sigue:
Después de que los francos de Carlomagno invadiesen el Norte de España, volvieron a Francia saqueando el País Vasco, quemando Pamplona. En respuesta, los vascos interceptaron al ejército franco cuando pasaba por el puerto de montaña de Roncesvalles. Pese al pobre armamento y al reducido número de combatientes, los vascos destruyeron gran parte de las fuerzas francas.
La Batalla de Roncesvalles
Todos los pueblos cercanos a los Pirineos reciben ayuda de Carlomagno para que puedan consolidarse, puesto que a los francos les interesa que los cristianos del Pirineo sean fuertes para que puedan controlar a los musulmanes. Parece ser que le ofrecieron al emperador Carlomagno entregarle personalmente la plaza de Zaragoza, pero no cumplieron con ello y el emperador lo interpretó como traición, y detuvo al negociador, un tal Zuleiman, que era el gobernador musulmán de Barcelona. Después se dirigió de nuevo hacia Pamplona con ambos ejércitos. En el camino, Zuleiman fue liberado por sus hijos, con sus tropas, en una operación rápida y sorpresiva dirigida a la retaguardia del ejército, donde iba prisionero su padre.
Cuando el emperador llega a Pamplona, apresuradamente y con el temor de más ataques musulmanes a su retaguardia, recoge la guarnición que había dejado allí en su viaje de ida, destroza e incendia la ciudad y toma rumbo a Francia. En Roncesvalles, cerca ya de Francia, lo emboscaron un grupo de vascones que atacaron su retaguardia, causándole graves daños. Esta escaramuza transcendió porque murieron muchos nobles franceses, entre ellos el famoso Roldán, marqués de la Marca Bretona; estos nobles iban en la zaga del ejército de Carlomagno.
Fue la única gran derrota que sufrió Carlomagno en toda su carrera. Los francos la inmortalizaron en francés en la Canción de Roldán, una de las piezas más importantes de la poesía medieval. Carlomagno personalmente, sin embargo nunca sostuvo derrotas, y aunque sus ejércitos francos sufrieron pérdidas en muchos frentes (Sajonia, Dinamarca, Hungría) a la postre su Imperio fue incólume y aumentó.

### La Reconquista
Al producirse las primeras revueltas del litoral cantábrico circa 722 (Batalla de Covadonga, expulsión del gobernador Munuza), los territorios peninsulares occidentales quedan pronto incorporados al Reino de Asturias, mientras que los peninsulares orientales y los continentales permanecen semiautónomos dentro del Ducado de Vasconia (englobado al mismo tiempo dentro de la alianza vasco-aquitana). Tras la conquista de Aquitania por Pipino el Breve, Carlomagno fue anexionando territorios pirenaicos a su incipiente imperio, que formaron parte de la Marca Hispánica.
En el primer cuarto del siglo IX Íñigo Arista funda, a partir de la parte navarra de la Marca Hispánica, el Reino de Pamplona.

La península ibérica en el año 910
La península ibérica en el año 1000
La península ibérica en el año 1035
La península ibérica en el año 1037
La península ibérica en el año 1150
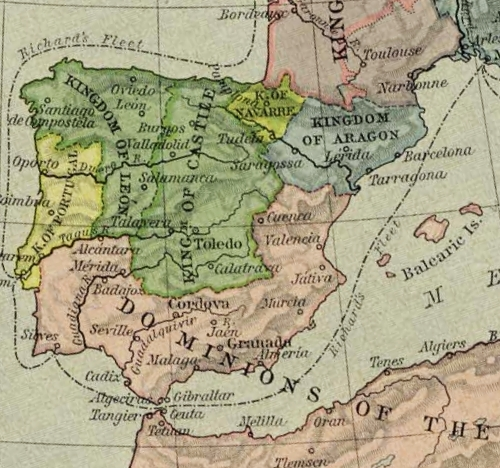
La península ibérica en el año 1190
La península ibérica en el año 1360
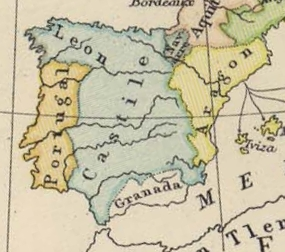
La península ibérica en el siglo XV

Los vascos tomaron parte activa en la Reconquista. Las tierras fronterizas de Álava fueron ocupadas, y los reyes llamaban a los vascos para colonizar nuevos territorios. 
Participaron en las expediciones castellanas, y los marineros vascongados tomaron parte activa en la conquista de Andalucía.

### Evolución de la sociedad
A lo largo de la Edad Media había ido formándose una sociedad muy compleja en la que los linajes feudales habían ido perdiendo importancia en favor de las actividades y los sectores sociales ligados a las villas. Estas eran núcleos de población urbanos establecidos en virtud de una Carta Puebla otorgada por el Rey o por el Señor en la que se fijaban los derechos y deberes de sus residentes, mayoritariamente dedicados a actividades relacionadas con el comercio y la industria. El proceso, que comenzó a finales del siglo XI en Navarra, se aceleró en los siglos siguientes hasta culminar en los últimos años del siglo XIII con la fundación de numerosas villas vizcaínas. La mayor parte de las Cartas Pueblas se inspiraron en los fueros municipales de Jaca, de 1063, y de Logroño, otorgado en 1095. Ambos, además de garantizar la libertad de comercio dentro de la villa, otorgaban a sus moradores importantes garantías judiciales que los ponía a salvo de las arbitrariedades de la justicia feudal que imperaba en el campo.
El conflicto con los intereses de los Parientes Mayores o Ahaide Nagusiak, cabezas de los antiguos linajes que dominaban el mundo rural, no se hizo esperar y desembocó en las llamadas Guerras de bandos, manifestación de un conflicto que se dio por las mismas fechas (siglos XIV y XV) en otras partes de Europa y que no hacía sino expresar las tensiones que acompañaron el nacimiento del Mundo Moderno.

### Evolución de los diferentes territorios
Desde el punto de vista político-institucional, Álava, Guipúzcoa y Vizcaya, tras oscilar a lo largo de la Edad Media entre las órbitas navarra y castellana, se integraron en la Corona de Castilla en diferentes momentos de la historia, conservando sus propias leyes e instituciones. Navarra, por su parte, tuvo su propia evolución como reino independiente, a caballo entre Castilla, Aragón y Francia, pero su debilidad entre vecinos tan poderosos, especialmente tras la unficación de las Coronas de Aragón y Castilla con los Reyes Católicos y el complicado juego de alianzas e intereses internacionales tejidos por Fernando, desembocó en la ocupación de la parte peninsular del Reino de Navarra por un ejército castellano-aragonés en 1512 y su incorporación forzosa primero a Aragón y a la muerte de Fernando II de Aragón, a la Corona de Castilla. Solo la Merindad de Ultrapuertos se mantuvo teóricamente como reino independiente con su capital en Pau, aunque sometida a los Reyes de Francia hasta que un descendiente de los últimos reyes de Navarra se convirtió en Enrique IV, Rey de Francia y Navarra e iniciador de la Dinastía de Borbón.

#### Navarra
En el siglo IX surge el reino de Pamplona bajo la influencia del reino franco, los cuales crearon la Marca Hispánica desde la actual Navarra hasta el Mediterráneo como tapón frente a los musulmanes y como vía de mejor influencia en la zona. Íñigo Arista (816-852) fue elegido jefe  (buruzagi) para luchar contra los francos y fue coronado como rey de Pamplona. Este reino, más tarde transformado en Reino de Navarra, se alió con el reino muladí (indígenas convertidos) de los Banu Qasi (descendientes del hispano-latino conde Casio), cuya capital era Tudela y no dependía de Córdoba; sellaron su alianza mediante matrimonios cruzados. El reino de Pamplona se extendió hacia el Sur hasta el río Ebro.
En la segunda mitad del siglo IX y siglo X se establece el Reino de Pamplona que, al igual que los condados resultantes de la división de la Marca Hispánica y que el Reino de Asturias, se configura como elemento, a veces de oposición y otras de cooperación con la zona islámica, instalado en el territorio de la monarquía visigoda; las relaciones navarras con la familia muladí de los Banu Qasi fueron muy estrechas durante su inicio.
Existen algunos trabajos que pretenden aproximarse a la vida cotidiana de los vascos en la Edad Media.
Sancho Garcés junto con Ordoño II de León conquistaron Nájera y en 924, su hijo, García Sánchez creó el Reino de Nájera-Pamplona, desarrollando una labor de repoblación y favorecimiento de las nuevas tierras y de los monasterios allí existentes. 
Sancho Garcés II, su sucesor, y García Sánchez II el Temblón se ven obligados a capitular ante Almanzor y a pagar tributos al Califato de Córdoba.
Con Sancho III el Mayor (1004-1035) el reino de Nájera-Pamplona alcanza su mayor extensión territorial, abarcando casi todo el tercio norte peninsular. En la reorganización del reino, se supone que creó el vizcondado de Labort, entre 1021 y 1023, con residencia del vizconde en Bayona y el de Baztán hacia 1025. 
Algunos autores defienden que, a la muerte del duque Sancho Guillermo, duque de Vasconia, el 4 de octubre de 1032, extendió su autoridad sobre la antigua Vasconia ultrapirenaica comprendida entre el Pirineo y el Garona, como comenzó a ser mencionado en sus documentos. Otros autores, como Armando Besga, opinan lo contrario

Por el Norte, la frontera del reino pamplonés está clara, los Pirineos (caso de haberse extendido la autoridad de los reyes navarros hasta el Baztán, lo que es lo más probable, pero que no se puede acreditar hasta el 1066), y no se modificó. No es cierto, pese a todas las veces que se ha dicho, que Sancho III lograra el dominio de Gascuña (la única Vasconia de entonces, es decir, el territorio entre los Pirineos y el Garona, en el que la población que podemos considerar vasca por su lengua sólo era una minoría). El rey navarro únicamente pretendió suceder en 1032 al duque de Gascuña Sancho Guillermo, muerto sin descendencia, lo que bastó para que en algunos documentos se le cite reinando en Gascuña. Pero la verdad es que la herencia recayó en Eudes.

Se puede decir que Sancho III realizó el primer Imperio Hispánico y fue denominado Rex Ibericus  y Rex Navarrae Hispaniarum.
Antes de morir (1035) dividió sus territorios entre sus hijos: su primogénito, García, reinó en Pamplona y heredó algunas tierras en Aragón y Castilla; Fernando obtuvo gran parte del condado de Castilla; Ramiro recibió tierras en Aragón y en Navarra, y Gonzalo en el Sobrarbe y otros puntos distantes de Aragón. De este reparto surge la nueva estructura política del siglo XII con los reinos de Navarra, Aragón y Castilla.
El reino de Nájera-Pamplona está incorporado entre 1076 y 1134 en la Corona aragonesa, de la que se separa en el reinado de García Ramírez. 
En el de Sancho el Sabio (1150-1194) pasa a llamarse Reino de Navarra y sigue la pérdida territorial.
En 1200, bajo el reinado de Sancho el Fuerte (1194-1234), pierde Álava, Guipúzcoa y el Duranguesado, que es conquistada por el monarca castellano Alfonso VIII, ayudado por gran parte de la baja nobleza alavesa (logran tomar Vitoria, tras un largo asedio que duró siete meses, con un ejército compuesto en su mayoría por alaveses) y mandado por el señor de Vizcaya. En Guipúzcoa, pacta su integración en Castilla, aprovechando las desavenencias del pueblo con la nobleza (el rey castellano fundará numerosas villas como compensación) y el Duranguesado, una vez anexionado, es entregado al Señor de Vizcaya como recompensa por los servicios prestados en la Batalla de Las Navas de Tolosa.
Navarra, separada ya de los otros territorios peninsulares vascos, se ve obligada a orientar su política de expansión hacia el norte y este, territorios franceses de Ultrapuertos y la franja fronteriza con Aragón.
La presión de Castilla y Aragón hacen que, buscando la supervivencia del reino, a la muerte de Sancho VII el Fuerte en 1234 sin descendencia, este entre en la órbita de Francia con la instalación de la casa de Champaña (1234-1274) y, posteriormente, de los Capetos (1274-1328). 
La casa de Évreux (1328-1425) inaugura una etapa de interesantes relaciones peninsulares y europeas, sobre todo con Carlos II. Carlos III el Noble (1387-1425) destaca por la prosperidad material y cultural que se desarrolló, que al contrario que sus antecesores vivió y gobernó en Navarra centrándose en la política interna. Leyes como el Privilegio de la Unión (que puso fin a la guerra entre burgos pamploneses) y el Fuero General de Navarra hizo que se ganase el aprecio de los navarros.

#### Vizcaya
Al iniciarse la Reconquista, según la Crónica de Alfonso III  parte de los territorios de la actual Vizcaya quedan bajo la influencia del Reino de Asturias, estos eran las zonas de Carranza, Sopuerta y el oeste del Nervión y habían sido repoblados con huidos de la invasión musulmana mientras que en la llamada «Vizcaya nuclear» no se registraron asentamientos de este tipo. No se sabe bajo qué jurisdicción estaban los demás territorios vizcaínos. Según señala el Códice Rotense, hacia 920 hay constancia del matrimonio entre un hijo de un conde vizcaíno, el conde Momo, con la hija del rey de Pamplona Sancho Garcés I.
Tras la anexión del condado de Castilla por Sancho III el Mayor (1029), Vizcaya queda bajo la influencia navarra. En 1040 era Señor de Vizcaya Íñigo López Ezquerra, primer señor de Vizcaya que gobernaba la Vizcaya nuclear (sin las Encartaciones ni el Duranguesado). El regicidio de Peñalén en 1076 (donde se asesinó al rey de Pamplona-Nájera Sancho Garcés IV) marcó un punto de inflexión al marcar la desintegración del reino pamplonés. Íñigo López se sitúa bajo la influencia política del rey castellano Alfonso VI pasando de esta forma a vincularse con Castilla. En agradecimiento es nombrado primer Señor de Vizcaya, título otorgado con carácter hereditario. 
Lope Íñiguez, hijo de Íñigo López, reunió en sus manos el Señorío de Vizcaya, el condado alavés y la tenencia guipuzcoana que mantuvo hasta 1093. Su hijo, Diego López I, adquirió la tenencia de Haro pasando a añadir el locativo Haro a su apellido.
En 1135 la Vizcaya nuclear vuelve a estar bajo órbita navarra en el marco de las guerras que se dieron a raíz de la ruptura matrimonial de la hija de Alfonso VI de Castilla, Urraca, con el rey navarro Alfonso I el Batallador. El señorío se situó de parte castellana pero El Batallador resultó triunfante en 1124 pasando a su dominio.
Sancho VII el Fuerte perdió el dominio sobre Vizcaya en 1180, cuando pasó definitivamente a pertenecer a Castilla siendo Señor de Vizcaya Diego López de Haro II quien lo convirtió en un señorío jurisdiccional, padrimonial y hereditario.
Las Encartaciones siguen en el Reino de Castilla y se van incorporando a Vizcaya en diferentes fases: Santurce y Solajuela lo hacen en el siglo XI, Somorrostro y Carranza en el XII, Lanestosa en el XIII y Valmaseda en el XIV. El Duranguesado sigue en el Reino de Navarra hasta que en 1200 pasa a ser castellano. Alfonso VIII de Castilla lo cede en 1212 al Señor de Vizcaya, Diego López II de Haro, como recompensa por los servicios prestados en la batalla de Las Navas de Tolosa.

#### Álava
Inicialmente en el Reino de Asturias, y en el caso de Álava, luego en el de León, fue absorbida por el reino de Navarra y, en 1200, pasó a formar parte del reino de Castilla, después de la conquista de Vitoria por parte de Alfonso VIII, según se aprecia en las actas castellanas tituladas Narración de la Toma de Vitoria y Guipúzcoa Año 1199. Según éstas, la toma de Vitoria habría sido llevada a cabo por gran parte de la población que hoy formaría la provincia de Álava, lo que se debería al apoyo de la nobleza baja de Álava. Las tropas eran mandadas por el Señor de Vizcaya.
El paso de Álava a depender de la Corona castellana se dio en 1332 con el pacto denominado voluntaria entrega que se realizó entre la Cofradía de Arriaga y el rey Alfonso XI de Castilla. En este pacto se ponen las bases del futuro político del territorio y de su fuero. La Cofradía solicitó al rey 21 peticiones que fueron aceptadas por éste. Esto estableció una soberanía compartida entre el monarca y los señores del sistema feudal.

#### Guipúzcoa
En Guipúzcoa, al igual que Álava, pasó a formar parte del reino de Castilla en 1200. En este caso el rey castellano usó una estrategia contraria a la alavesa y, en lugar de asegurarse la lealtad de la nobleza, se aseguró la lealtad de la población que estaba sometida a la nobleza, de ahí que los reyes castellanos crearan numerosas villas (aldeas donde el alcalde tenía jurisdicción civil y penal). Así pues, en solo 30 años los reyes de Castilla crearon más de cuatro villas. 
No hay constancia de que haya habido acuerdo entre los señores de Guipúzcoa y el rey castellano. Este asunto ha sido muy debatido sin que se haya llegado a poder definirlo fehacientemente. Según las capitulaciones de 1200 los guipuzcoanos pasaban a ser vasallos del rey de Castilla integrándose voluntariamente. Hay otra versión que señala que Guipúzcoa se confederó a Castilla por lo que sus habitantes no eran vasallos reales.
Los marinos guipuzcoanos y vizcaínos, integrados junto a sus vecinos cántabros en la Hermandad de las Marismas, mantuvieron relaciones comerciales con Flandes y tuvieron constantes enfrentamientos con los comerciantes de Bayona, llegando muchas veces a saqueos y enfrentamientos armados. El poder de esta hermandad era tal que se permitían establecer pactos con los reyes de Inglaterra.

#### País Vasco francés
Los territorios vascos franceses quedan integrados en el carolingio Condado de Gascuña en 781 y se integraron en el ducado de Aquitania en 1063. Como parte de Aquitania, pasaron a depender de la Corona de Inglaterra en 1152.
La actual Baja Navarra fue entregada a mediados del siglo XI al reino de Navarra. Esta medida no fue aceptada por los barones locales, que se mantuvieron en rebeldía hasta que en 1191 Ricardo Corazón de León se la entregó nuevamente al rey de Navarra.
Bayona estuvo dominada por los normandos entre 846 y 982.

## Edad Moderna

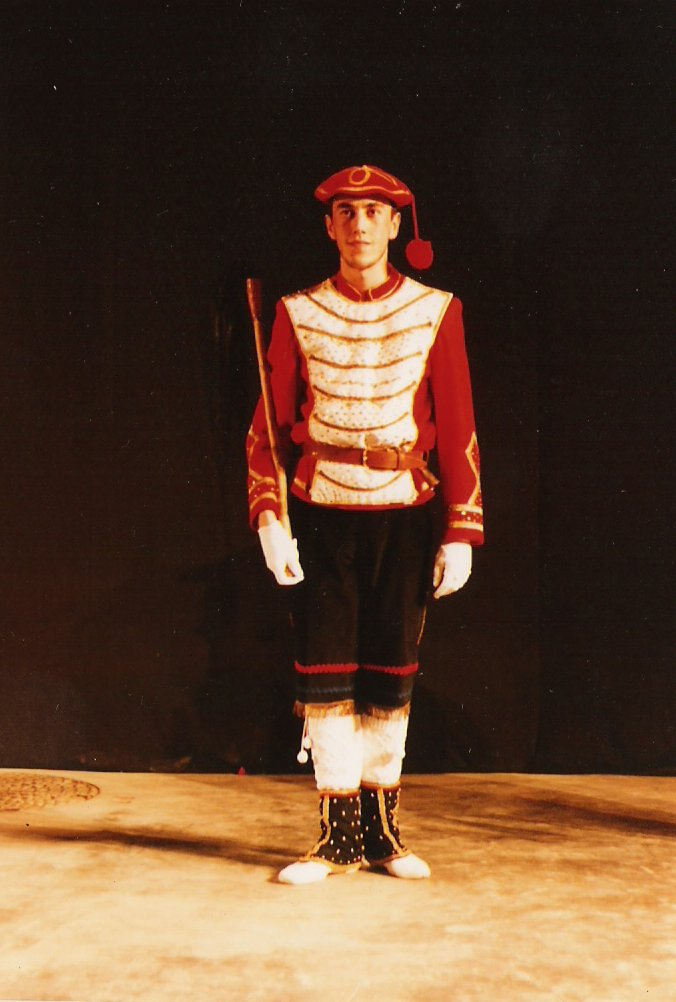
Dantzari

### Navarra
Hacia el final de la Edad Media, con la muerte de Carlos III el Noble entró la inestabilidad dinástica con las casas de Foix y Albret. Juan II de Aragón fue rey de Navarra hasta que murió su mujer y titular de la corona Blanca I de Navarra. Al morir el tronó se disputó entre su viudo Juan II y su hijo Carlos de Viana ente dos bandos navarros. El bando agramontés apoyó a Juan II de Aragón mientras que el beaumontés al Príncipe de Viana. A pesar de que ganó, este último murió en extrañas circunstancias y el trono recayó en su hermana Leonor de Foix, mientras que Juan II al volver a casarse perdía sus derechos en el trono navarro. Fernando el Católico (hijo de Juan II de Aragón) consiguió ocupar militarmente Navarra con la ayuda esta vez del bando beaumontés, mientras que, al contrario que la anterior guerra, el bando agramontés apoyaba a los reyes de Navarra Juan de Albret y Catalina de Foix. 
En 1512, un ejército castellano entra en Navarra por el oeste al mando de Fadrique Álvarez de Toledo, II duque de Alba, y la mayor parte del Reino de Navarra resulta invadida militarmente. Previamente, el monarca aragonés había conseguido del Papa Julio II la proclamación de una bula, la Pastor Ille Caelestis, que excomulgaba a los aliados del rey francés, como enemigos de la Liga Santa. La firma del Tratado de Blois, con el que los reyes navarros pretendían asegurarse la neutralidad en la guerra entre Francia y Castilla, sirvió como pretexto a Fernando el Católico para invadir Navarra, como aliada supuestamente de los franceses.
Posteriormente en una segunda bula, en 1513, denominada Exigit Contumacium, la casa de Albret quedaba desposeída de su reino y se liberaba a los súbditos navarros del juramento de fidelidad a sus reyes, quedando el reino a merced de quien primero lo tomara.

(...) a los arriba mencionados, Juan y Catalina excomulgados, anatemizados, maldecidos, autores de cisma y herejía y reos de lesa divina majestad y del eterno suplicio, y privados y despojados de todo título, honor y dignidad real, entregando sus reinos, dominios y bienes a quienes los hubieran capturado o capturaren, expropiados según guerra justísima y sacrosantísima, anunciamos y declaramos que el título y dignidad de Reino, no sólo del Reino de Navarra, Ducados, Condesados y resto de sus Dominios temporales sino de todos sus bienes arrebatados de las manos de Juan y Catalina que se les hayan desposeído o se les desposean en el futuro, siguiendo un derecho enteramente justo.

Según algunos historiadores, como Arturo Campión, esta bula era falsa, mientras que muchos otros historiadores sostienen la veracidad de la bula pontificia, como el historiador navarro Víctor Pradera en su libro Fernando el Católico y los falsarios de la historia cuya versión ha sido luego corroborada por varios historiadores, como José Mª Lacarra, Prosper Boissonnade, Jaime del Burgo o Luis Suárez Fernández. Otros autores como Jon Oria, no dudan de la vercidad de las bulas pero alegan que presentan «indicios de una manipulación» realizada por el papado o por Aragón. 
La importancia de la citada bula reside en que no era «justa causa» de guerra para la época que un rey conquistara otro reino católico, pero una vez promulgada la bula, los reyes de Navarra eran considerados como «príncipes», desposeídos de sus territorios y se eximía a sus súbditos de rendirles obediencia, por lo que el rey castellano podía hacerse «justamente» con sus territorios.
En 1513, las Cortes de Navarra, estando solo los Beaumonteses, nombran a Fernando rey de Navarra. En 1515, las Cortes de Castilla anexan Navarra a la Corona de Castilla por el Tratado de Burgos, con un régimen foral especial. En esta reunión no estuvo ningún navarro presente.
Posteriormente, primero Juan de Albret y Enrique II de Navarra intentaron recuperar Navarra en tres ocasiones, en 1512, en 1516 y en 1521, cuando reinaba ya Carlos I de España. En esta última ocasión se consiguió recuperar en poco tiempo todo el reino, gracias al alzamiento generalizado de los navarros de toda Navarra. Posteriormente el 30 de junio de 1521 se produjo la Batalla de Noáin donde la derrota de las tropas franco-navarras determinó el destino de Navarra. Aún se produjeron dos focos de resistencia. Uno en la Batalla de Amaiur (1522), donde hoy un monolito recuerda la batalla, y el fin de la independencia de Navarra, y otro, hasta febrero de 1524, en el Castillo de Fuenterrabía.
En 1524, la Navarra peninsular, manteniéndose como reino, quedó consolidada en la corona de Castilla. Carlos I se retiró definitivamente en 1530 de la Baja Navarra, tras resultar infructuosas sus incursiones en ese territorio, aunque nunca se firmó un tratado de paz entre Castilla y Navarra.

### Baja Navarra
El Reino de Navarra bajo dominio de la casa de Foix, se redujo a los territorios al norte del Pirineo (Baja Navarra). En 1594 Enrique de Navarra fue coronado rey de Francia tras su conversión al catolicismo, siendo el primer Borbón que accedía al trono francés (fue entonces cuando dijo la célebre frase de París bien vale una misa, haciendo hincapié en el motivo de su conversión). Desde Enrique IV hasta Luis XVI los reyes de Francia tomaron el título de Rey de Francia y de Navarra.
Tras la Revolución francesa el Reino de Navarra quedó disuelto en la República Francesa. 
Las tierras navarras quedaron así divididas entre España y Francia, hasta hoy en día.

### Vascongadas
Los vascos de Guipúzcoa, Vizcaya y Álava, que ya estaban integrados en la Corona de Castilla,  siguen con un amplio grado de autogobierno: los fueros daban a cada región vasca leyes locales, impuestos y tribunales independientes. Estos fueros eran diferentes para cada región. Por ejemplo, en el Señorío de Vizcaya, eran diferentes para las Encartaciones, la Tierra Llana (que tenía el llamado fuero de Vizcaya), la ciudad (Orduña) y las villas (que tenían sus propios fueros, siendo el de Bilbao y Bermeo el fuero de Logroño). Los vizcaínos y guipuzcoanos reciben del rey la hidalguía universal, que significa que tanto unos como otros, pasan a ser considerados hidalgos por el hecho de ser vizcaínos o guipuzcoanos.
Su historia está ligada a la del resto de España, teniendo una importante participación en la conquista y colonización de América. La Casa de Contratación prefería los barcos de los astilleros del Cantábrico, por su solidez y buenas condiciones marineras, para las flotas de Indias.
También participaron en casi todas las acciones navales de la incipiente Armada de España, como en las expediciones a Italia del Gran Capitán, la Batalla de la Isla Terceira, la Armada invencible, etc. 
Colaboraron con las tropas de Fernando el Católico en la Conquista de Navarra y en las acciones militares que fueron consecuencia de la misma. 
Hacia el final del siglo XVI, los marineros vascos enseñaron a los holandeses el empleo del arpón para la caza de ballenas.
La Revolución francesa llevó a España a la guerra del Rosellón o de la Convención (1793), durante la cual, tras unos éxitos españoles iniciales en los que se tomó el Rosellón, las tropas francesas, al mando del general Dugommier, consiguen recuperar el Rosellón en las campañas de 1794 y 1795 tras las batallas de Tec (28 de abril), Albere (30 de abril) y Boulou (1 de mayo) y penetran en Cataluña, Vascongadas y Navarra, llegando a ocupar Miranda de Ebro.
El 2 de agosto de 1794 las tropas francesas cercaron las Provincias Vascongadas y en 36 horas llegaron a San Sebastián sin encontrar resistencia. Manuel Godoy (Manuel Godoy, Memorias del Príncipe de la Paz) dice:

La ocupación de San Sebastián no fue un hecho de armas. Varios politicastros guipuzcoanos se dejaron seducir por el general Adrien de Moncey, quien les prometió convertir la provincia en República independiente. Estos crédulos hombres...entregaron la ciudad a los franceses...
Manuel Godoy

Días después vizcaínos y alaveses se rendían en masa y el 26 de agosto el alcalde declaraba no la prometida república sino la sumisión total a Francia, ya que al ser reclamada la misma, Salbert Pinet, comisionado de Napoleón, ordenó el encarcelamiento de 40 de ellos.
Con la firma del tratado de Paz de Basilea (22 de julio de 1795) se da fin al conflicto. En ella se establece que a cambio de la retirada de las tropas francesas de tierras vascongadas se había de entregar la Isla de Santo Domingo, y por la liberación de los 40 guipuzcoanos encarcelados se permitía además a Francia ciertos derechos sobre caballos andaluces y ganado ovino durante 5 años.

### País Vasco francés
La Reforma protestante fue aceptada por parte de los vascos, apoyada por Margarita de Angulema y su hija Juana de Albret, reinas de Baja Navarra. El hugonote vasco Joannes Leizarraga Lermanda tradujo en 1571 al vascuence, el Nuevo Testamento.
En el siglo XVI, una burguesía vascohablante imprimió en Bayona libros en vascuence, casi todos sobre temas cristianos. Sin embargo, como el protestantismo era perseguido por la Inquisición española y, en el nordeste, el rey protestante navarro se convirtió al catolicismo para ser el rey Enrique IV de Francia, tanto la reforma como la publicación de textos vascuences duró poco.
Herejías en el siglo XVI
En el siglo XVI el hambre y la miseria se apoderaron del País Vasco francés, comenzó también una época de persecución a supuestas brujas en todo el territorio. Las acusaciones que se realizaron en el Parlamento de Burdeos motivaron el envío a Labort del consejero Pierre de Lancre. Este, arrancando confesiones mediante torturas, hizo quemar alrededor de 200 mujeres, niños y sacerdotes. Pierre de Lancre fue el responsable de la caza de brujas en Labort. Pensaba que las mujeres son de naturaleza pecaminosa, y que son tan peligrosas que jamás sería capaz un juez en solitario de juzgar a una mujer, porque los hombres son débiles. Decía que se necesitaría un tribunal compuesto por muchos hombres.
Sin embargo, tras superar los desastres sufridos, en el siglo XVII se vivió una especie de renacimiento. Entre otras cosas, Rabelais publicó su Gargantua y Pantagruel y Bernat Dechepare escribió el primer texto impreso en euskera.
La Revolución francesa
El autogobierno de las provincias vascas del norte tuvo su fin con la Revolución francesa, que centralizó el gobierno y abolió todos y cada uno de los privilegios locales que garantizaba el  Ancien Régime. Algunos vascos se vieron forzados a tomar posturas contrarrevolucionarias, mientras que otros, como Dominique Joseph Garat, participaron activamente en la Revolución.

## ElsigloXIX

### La Guerra de la Independencia
Más adelante, cuando los ejércitos napoleónicos invadieron España y el Reino de Navarra, encontraron casi desde el principio fuerte resistencia, aunque ha sido habitual dar por supuesto lo contrario. Como los franceses entraron en el territorio como aliados del gobierno español, fueron bien recibidos. Las primeras tropas cruzaron el Bidasoa en otoño de 1807, teóricamente rumbo a Portugal. Al cabo de un par de meses los franceses comenzaron a ocupar todo el territorio vasco, provocando una creciente desconfianza. El punto de inflexión fue la toma a traición de la Ciudadela de Pamplona, en febrero de 1808. A partir de aquel momento empezaron acciones de guerrilla a pequeña escala contra los franceses, patrón de conducta que se repitió en otras provincias españolas. Surgieron guerrilleros, como Gaspar de Jáuregui el Pastor, que llegó a mandar a tres mil hombres y alcanzó el grado de coronel y al que se le unió el joven Zumalacárregui que luego sería una de las máximas figuras de las guerras carlistas. De los cuatro batallones iniciales en la guerra de la Independencia uno era solo vasco[cita requerida]. 
Posteriormente, en el País Vasco y Navarra se dio también el movimiento guerrillero contra Napoleón, en Guipúzcoa destaca la figura del Cura Santa Cruz y en Navarra la de Francisco Espoz y Mina.
La última parte de España en la que se mantuvieron los franceses fueron las provincias vascongadas (véase: batalla de Vitoria). La invasión acabó el 31 de agosto de 1813 con la expulsión de los franceses de San Sebastián por parte del ejército aliado anglo-luso, que tal y como había hecho anteriormente, procedió a cometer el llamado incendio de San Sebastián, siendo la ciudad saqueada por las tropas anglo-lusas durante tres días, sufriendo la población civil las consecuencias de los robos, asesinatos y violaciones cometidas, siendo incendiada y destruida a continuación. Ese mismo día tuvo lugar en Irún la denominada batalla de San Marcial en los altos del mismo nombre, y que enfrentó al VI ejército español al mando del general Freire y a tropas napoleónicas al mando del Mariscal Soult. Después de un día entero de sangrientos combates la batalla terminó con la victoria de las armas españolas. En dicha batalla se distinguieron los dos batallones de voluntarios de Guipúzcoa al recuperar la zona que rodea la ermita de San Marcial cuando el enemigo estaba a punto de ganar la contraescarpa de dichos altos y rebasar el centro del dispositivo del VI Ejército. Dichos batallones tuvieron bajas que alcanzaron el 50 % en algunas compañías.

### Las guerras carlistas

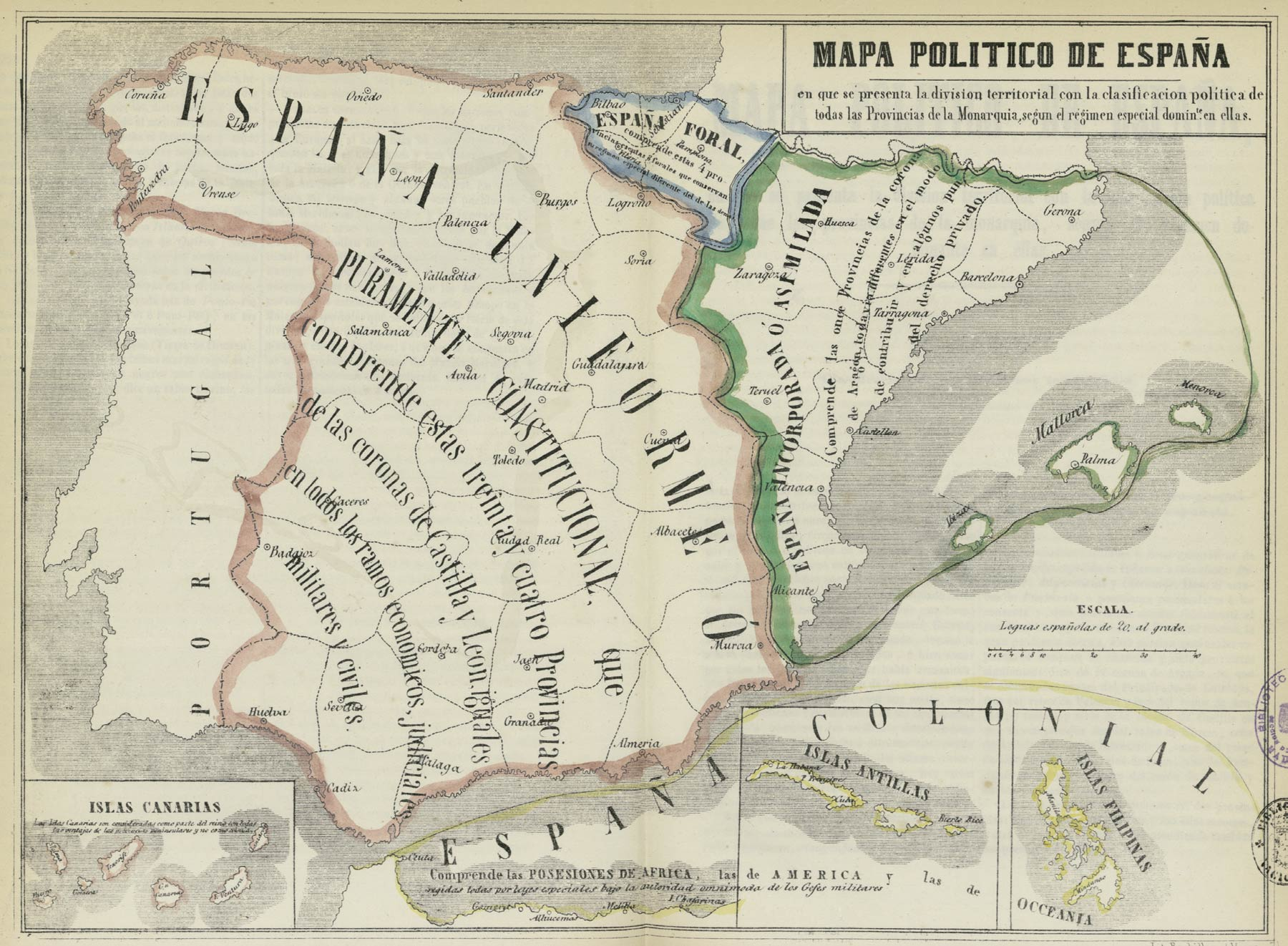
La España política en 1854, después de la primera guerra Carlista

Durante las varias guerras civiles que sufrió España en el siglo XIX, los fueros fueron defendidos por los tradicionalistas y nominalmente absolutistas carlistas, mientras que las luego victoriosas fuerzas constitucionalistas se oponían a ellos.
Los carlistas reclamaban la corona de España para Carlos, el cual había prometido defender el sistema foral vasco y navarro. 
Fruto de la influencia de la Iglesia Católica, y temiendo que bajo la igualadora constitución liberal los fueros fueran eliminados, los vascos españoles de las zonas rurales se unieron masivamente al ejército tradicionalista, al cual pagaban en gran medida los gobiernos de las provincias vascas. Así, en un diálogo de Un Faccioso más y algunos Frailes menos, el autor, Benito Pérez Galdós, pone en boca de uno de sus personajes:
«....el Sr. D. Carlos Navarro, nuestro valiente amigo, llegó anteanoche de su excursión por el reino de Navarra y por Álava y Vizcaya. Es un guapo sujeto. Dice que en todo aquel religioso país hasta las piedras tienen corazón para palpitar por D. Carlos, hasta las calabazas echarán manos para coger fusiles. Las campanas allí, cuando tocan a misa dicen «no más masones» y el día en que haya guerra los hombres de aquella tierra serán capaces de conquistar a la Europa mientras las mujeres conquistan al resto de España... Bueno, muy bueno... ¿Con que usted desea ver a ese señor? Le prevengo a usted que está oculto....»
Por otro lado, las fuerzas del ejército isabelino tuvieron apoyos vitales en las grandes ciudades (como Bilbao), así como de los británicos (cuya legión irlandesa, el «Tercio», fue prácticamente aniquilada por los carlistas en la batalla de Oriamendi por los franceses (con una importante legión argelina) y por legiones portuguesas, ya que estos gobiernos apoyaron a Isabel contra los carlistas.
Durante la primera guerra carlista, al aumentar entre los carlistas las diferencias entre los bandos Apostólico (el bando oficial) y Navarro (el bando de base vasca), estos últimos firmaron un armisticio en el que los Isabelinos prometían mantener los fueros. El Convenio de Vergara, firmado el 31 de agosto de 1839 y escenificado con el abrazo entre los generales Espartero, liberal, y Maroto, carlista, ante los batallones de ambos ejércitos, puso fin a las hostilidades. En su artículo 1.º el Convenio decía literalmente: El Capitán General D. Baldomero Espartero recomendará con interés al Gobierno el cumplimiento de su oferta de comprometerse formalmente a proponer a las Cortes la concesión o modificación de los Fueros.... El resto de los artículos regulaba las condiciones en que los soldados carlistas podían regresar a sus casas y sus oficiales integrarse en el ejército liberal.
Pese a una redacción tan ambigua y tan poco comprometedora para el jefe del ejército victorioso, el 25 de octubre de 1839 la Reina sancionaba una Ley cuyo artículo 1.º confirmaba los Fueros de las Provincias Vascongadas y de Navarra sin perjuicio de la unidad constitucional de la Monarquía. El 2.º comprometía al Gobierno a escuchar a los representantes de las Provincias antes de proceder a las modificaciones que se considerasen necesarias. No obstante, la amenaza que podía suponer tal redacción para la continuidad del sistema foral, la élite dominante en el País (compuesta por los liberales fueristas que dominaban los centros urbanos y por los propietarios agrícolas que, pese a su ideología conservadora, supieron adaptarse al final del Antiguo Régimen) consideró confirmados los Fueros en todos sus extremos y dedicó sus mejores esfuerzos a dilatar primero y a impedir después las negociaciones con el Gobierno Central para la prevista modificación foral. En adelante, tal ley sería designada por los representantes de las Provincias como Ley Confirmatoria de los Fueros.
La subida al poder de los progresistas tras 1841 trajo consigo algunos cambios impuestos por la fuerza, como la supresión de las aduanas interiores y su traslado a la costa, el establecimiento de juzgados de primera instancia y otros de menor importancia, como la denominación de Jefe Político o Gobernador al antiguo Corregidor. Todos ellos fueron recibidos con protestas, pero, especialmente en el traslado de las aduanas, pronto quedó claro que resultaban beneficiosos para el desarrollo de los negocios comerciales e industriales, sobre todo en Bilbao y San Sebastián.
Tras la caída de Espartero en 1843 y el ascenso de los moderados la situación mejoró para los fueristas. Conservadores todos ellos, les resultó fácil llegar a un acuerdo tácito que permitía que el control de la situación en el País Vasco recayera en el mismo tipo de gente que ahora disfrutaba del poder en Madrid, tanto frente a los progresistas como frente a los carlistas. Tal acuerdo no solo permitió que se mantuviesen las Juntas Generales y las Diputaciones Forales (auténtico esqueleto del sistema foral) sino que los mismos Ayuntamientos siguiesen siendo elegidos del modo tradicional, lo que ponía a todos los organismos de poder local y provincial en manos de la referida élite. Además, y es un elemento esencial, el mantenimiento de las instituciones forales daba una legitimidad añadida al ejercicio del poder por parte del citado grupo social frente a una población que había apoyado mayoritariamente, sobre todo en el campo, al bando tradicionalista. Cuando tales argumentos no bastaban para convencer a sus interlocutores moderados en Madrid, los representantes de las Provincias no dudaban en acudir a una supuesta amenaza de una nueva sublevación carlista para conseguir sus objetivos.
Por lo que se refiere a Navarra, allí las cosas se aclararon antes. Cansados los representantes del viejo Reino de las tácticas dilatorias utilizadas por las otras provincias, se apresuraron a llegar a un acuerdo con el Gobierno Central que se tradujo en la llamada Ley Paccionada de 16 de agosto de 1841. Aunque se implantase el mismo régimen jurídico que imperaba en el resto de España (con lo que se perdía capacidad legislativa) se mantenía un cierto autogobierno financiero.
A lo largo de los años que van entre 1845 y 1868 se asiste, pues, a una extraña situación por lo que se refiere al sistema foral de las tres Provincias Vascas. La amenaza nunca concretada de la modificación de los Fueros por parte del Gobierno Central coexiste con el mayor grado de desarrollo alcanzado nunca por el sistema foral, especialmente en lo concerniente a las Diputaciones Forales.
Por lo que se refiere a la situació económica y social, en los años anteriores a la tercera guerra carlista se asiste a los primeros pasos en el camino de la moderna industrialización. Al mismo tiempo que continúan y se desarrollan las actividades tradicionales del comercio y la artesanía en las ciudades, van apareciendo las primeras fábricas: Santa Ana de Bolueta, a las afueras de Bilbao, en la que se instaló el primer horno alto para fundir mineral de hierro, aunque todavía funcionaba con carbón vegetal, y la fábrica Nuestra Señora del Carmen, instalada por los Ybarra en el Desierto de Baracaldo, núcleo inicial de lo que legarían a ser los Altos Hornos de Vizcaya. También en estos años comenzó a explotarse de forma sistemática los yacimientos de mineral de hierro, aunque habrá que esperar al último cuarto de siglo para que despegue la industrialización.
Tras la Revolución Gloriosa y la caída de Isabel II, comienza el Sexenio Revolucionario en el que se aprueba una nueva Constitución y se nombra a Amadeo de Saboya nuevo Rey. Enfrentados a la monarquía y prácticamente fuera del sistema quedaron, en primer lugar, los carlistas, cuya fuerza había crecido en paralelo a los enfrentamientos habidos entre la Iglesia y el Estado por el tratamiento de la cuestión religiosa en la Constitución. Estaban divididos en dos tendencias, una partidaria de la vía parlamentaria (los neocatólicos dirigidos por Cándido Nocedal) y otra más proclive a la insurrección armada y al abandono de las vías legales. Finalmente, en medio de un periodo político turbulento, fue esta última la que se impuso, lo que daría lugar al comienzo de una nueva Guerra Civil en 1872 que duraría hasta 1876, la tercera guerra carlista.

### El País Vasco tras la abolición del sistema foral
La tercera guerra carlista tuvo lugar fundamentalmente en el País Vasco. En los territorios ocupados por los carlistas se desarrolló incluso un embrión de Estado, con su administración, sus impuestos, su Boletín Oficial, etc. Al igual que había ocurrido en la primera guerra carlista, si bien el campo era mayoritariamente carlista, los núcleos de población más importantes (entre ellos las capitales de los territorios) permanecieron bajo el control de los liberales, apoyados por la población burguesa y por una parte importante de los artesanos.
La guerra acabó en 1876 cuando, ya con Alfonso XII en el trono, el reorganizado ejército liberal pudo acabar con los últimos núcleos de resistencia carlistas, especialmente tras la sangrienta Batalla de Somorrostro.
Pese a la reiterada protesta de los liberales vascos, que intentaron separar el futuro del Régimen Foral de la derrota carlista, Cánovas hizo aprobar la Ley de 21 de julio de 1876, abolitoria del Régimen Foral, por la que se extendían a las Provincias Vascongadas las obligaciones de pagar impuestos y acudir a las quintas y reemplazos en el Ejército. La misma ley autorizaba al Gobierno a introducir las reformas que considerase oportunas en el sistema foral. La resistencia a estas medidas, que llegó a la desobediencia civil por parte de las Juntas y Diputaciones Forales, hizo que el Gobierno disolviera estas instituciones al año siguiente, y estableciese en Álava, Guipúzcoa y Vizcaya las Diputaciones Provinciales, en principio con las mismas atribuciones que las de cualquier otra provincia.
Sin embargo, la supresión de los Fueros no significó la igualación absoluta con el resto de España. Cánovas era perfectamente consciente de que no podía enfrentarse definitivamente con los sectores burgueses de las Provincias Vascongadas, que eran parte esencial de los apoyos con que había de contar el nuevo régimen de la Restauración. Así, si bien desapareció el relativo autogobierno que permitía el sistema foral, se concedía a las nuevas Diputaciones la facultad de negociar con la hacienda estatal la fijación de un cupo, o cantidad que habrían de entregar al Estado por los impuestos concertados con este. Dicho de otra manera, como se desconocía el valor exacto de la riqueza de las Provincias, se calculaba una cantidad global que las Provincias deberían pagar en concepto de los impuestos correspondientes. Además, el Estado reconocía a las Diputaciones el derecho a cobrar y gestionar sus propios impuestos (principalmente impuestos indirectos destinados a beneficiar la inversión) para hacer frente al pago del cupo. Los impuestos no concertados se cobrarían como en las demás provincias.
El primer Concierto Económico se aprobó en 1878 y el cálculo del cupo se hizo a la baja, procediéndose por comparación con otras provincias cuya riqueza se suponía similar a la de los antiguos territorios forales. Esto, al coincidir con el período de gran crecimiento económico (el último cuarto del siglo XIX es el momento de arranque de la industrialización) permitió a las Diputaciones vascas, sobre todo la vizcaína, contar con una masa de recursos que posibilitó su intervención en campos y competencias fuera del alcance de las Diputaciones de régimen común.
Por si todo ello fuera poco, la facultad de fijar los impuestos para obtener el cupo permitió a las Diputaciones de Álava, Guipúzcoa y Vizcaya optar por una política fiscal basada en los impuestos indirectos aplicados a los productos de primera necesidad y de más consumo (alimentos, bebidas, combustible) lo que repercutió más en los sectores sociales más desfavorecidos, que vieron aumentar de forma notable los precios de los artículos básicos. Con los ingresos así obtenidos pudieros las Diputaciones desarrollar una política en beneficio de los grupos sociales que tenían su control, favoreciendo de paso el proceso de industrialización.
Tras la aprobación del Concierto, las quejas por la abolición foral quedaron limitadas a los carlistas y a un sector minoritario de la burguesía, que, en todas las Provincias, siguió pidiendo la reintegración foral plena. Este es el caso de la Sociedad Euscalerría de Bilbao, entre cuyos miembros se contaba desde un antiguo Diputado General como Fidel de Sagarmínaga hasta un empresario como Ramón de la Sota, que tanta importancia tendría algunos años más tarde en la evolución del Partido Nacionalista Vasco.
Los sectores oligárquicos que se beneficiaron del Concierto apoyaron a los partidos dinásticos, conservador y liberal, en el País Vasco. Su único punto de desacuerdo fue el relativo a la necesidad de establecer un sistema fuertemente proteccionista que protegiese a los industriales de la competencia exterior, objetivo que conseguirían en 1891. Utilizando diferentes medios, que iban desde la compra de votos a las amenazas de despido, consiguieron disputar a los carlistas los puestos de diputados a Cortes, sobre todo por algunos distritos de Vizcaya.
En las ciudades vascas, que estaban experimentando un importante proceso de crecimiento al calor de la industrialización (especialmente en Bilbao) los sectores politizados, minoritarios en su conjunto, repartían su apoyo entre los grupos ajenos al régimen: republicanos y socialistas, a los que más adelante se uniría el Partido Nacionalista Vasco.
El campo vasco, y Navarra en su conjunto, siguió apoyando mayoritariamente a los carlistas, que pese haber sido derrotados en la guerra mantuvieron su presencia política y consiguieron la mayoría de las actas de diputados en todas las elecciones.

### La industrialización en el País Vasco

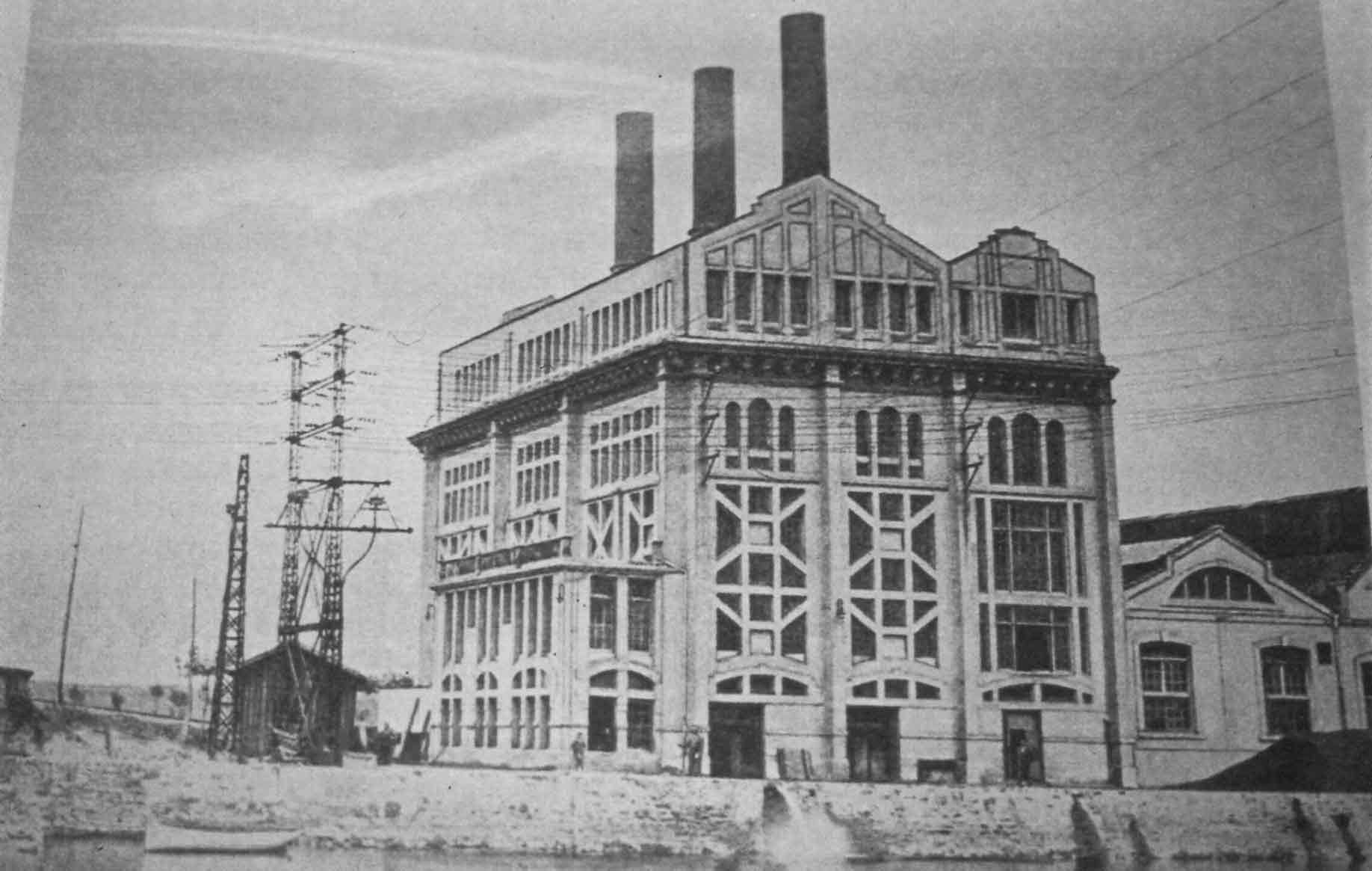
La central térmica de Burceña, en Baracaldo, la primera gran central térmica instalada en el norte de España, que entró en funcionammiento en 1907

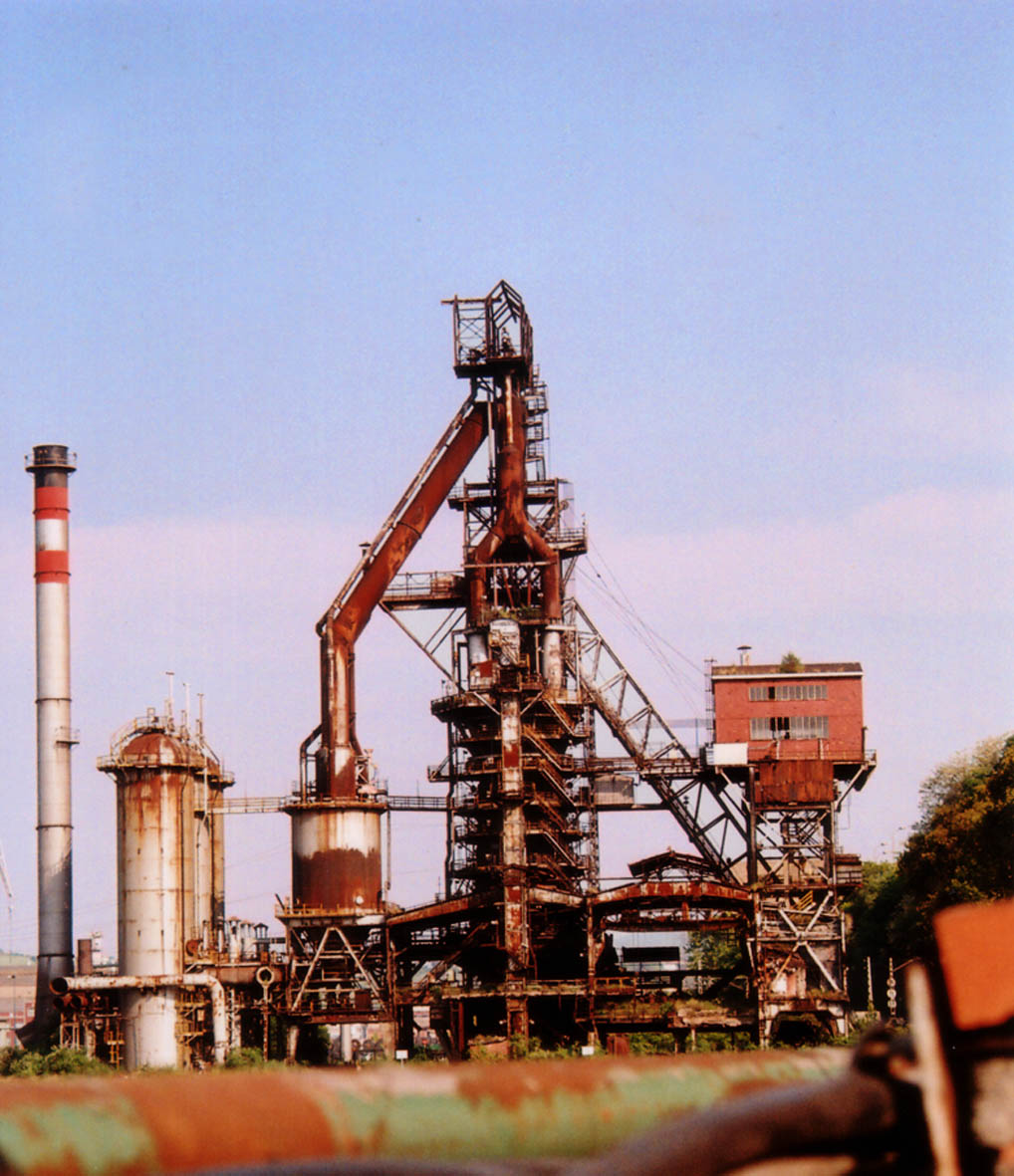
Alto horno en Sestao. Altos Hornos de Vizcaya fue la mayor empresa de España durante gran parte del

La revolución industrial tuvo influencia manifiesta en el País Vasco. La riqueza de sus minas y la pureza de su mineral atrajeron a los inversores ingleses que, primero, explotaron las minas de hierro para llevar el mineral a Inglaterra y, luego, montaron las plantas siderúrgicas en la margen izquierda de la ría del Nervión.
A finales del siglo XIX y principios del siglo XX surge en Vizcaya un gran dinamismo emprendedor que dio lugar a grandes empresas que se extendieron por toda España. Nombres como Horacio Echevarrieta, Pedro Pascual Gandarias y su hijo Juan Tomás Gandarias, Urquijo, Durañona, Ybarra, Aguirre, Ampuero... se implicaron en industrias de todo tipo invirtiendo en minas, siderurgia, navieras, bienes de equipo, explosivos, urbanismo, producción energética, ferrocarriles, sector financiero... llegando a controlar, entra estas familias afincadas en el barrio de Neguri de Guecho, en los años 30 del siglo XX las tres cuartas partes del acero y la mitad del hierro que se producían en España.
Como ejemplo del dinamismo emprendedor de la plutocracia vizcaína se puede señalar que en 1921 cuatro miembros de la familia Ybarra ocupaban 46 puestos en diferentes consejos de administración de las más importantes empresas españolas entre las que están Altos Hornos de Vizcaya, Sociedad Española de Construcción Naval, Compañía Marítima del Nervión, Compañía Española de Minas del Rif, Compañía de los Caminos de Hierro del Norte de España, Hidroeléctrica Española, Babcock & Wilcox y Banco de Vizcaya
El poder económico llevaba al poder político y las familias de la plutocracia vizcaína ocuparon cargos de importancia y relevancia en todas las esferas políticas, desde la administración local hasta la estatal.

#### Las familias de Neguri
Entre las familias que conformaron el núcleo de la plutocracia vizcaína asentada en Neguri destacan las siguientes:
Aguirre
Ligada al desarrollo siderúrgico y al financiero y de seguros. Presencia en empresas como BBVA y Privanza (Axa Aurora seguros).
Ampuero
Familia vinculada al Banco Bilbao y a empresas navieras, cementeras y bodegas además de producción eléctrica (Ibardrola).
Aresti
Familia ligada a las empresas del papel (Papelera Española, Cellophane Española, Unión Resinera y luego Scott) y a empresas como Papelera del Cadagua, Compañía del Ferrocarril de Santander a Bilbao, la Sociedad de Plomos y Estaños Laminados y Terrenos de Neguri. También han tenido una amplia representación en el consejo del BBVA.
Basterra
La familia Basterra está fuertemente vinculada con empresas como BBVA, Viscofan e Iberdrola. José María de Basterra y Ortiz del Campo fue un destacado empresario vasco que participó en la fundación del Banco de Vizcaya, y su primo José María de Basterra y Madariaga, fue uno de los arquitectos más importantes de Bilbao, destacando especialmente su obra como arquitecto diocesano en Bilbao y la provincia de Vizcaya.
Chalbaud
Vinculados con la siderurgia y edición de prensa. Destacan empresarios como Pedro Chalbaud Errazquin, cofundador junto a Nobel de Sociedad Española de la Pólvora Dinamítica-Privilegios Nobel. La familia residía en el palacio de Santa Clara, situado en Neguri. 
Delclaux
Relacionados con el sector del vidrio (Vidrala). Isidoro Delclaux Aróstegui fue uno de los principales impulsores de la economía vizcaína. 
Echevarrieta
Los Echevarrieta tienen a Horacio Echevarrieta Marauri  como principal exponente junto a su padre Cosme Echevarrieta Lascurain. Muy implicada en la minería y la construcción naval aunque con participaciones en todo tipo de empresas desde el sector inmobiliario al transporte aéreo (fue uno de los fundadores de Ibaria). En sus astilleros de Cádiz los Echevarrieta y Larrinaga, se construyó el submarino E-1, el primer submarino moderno de la historia y el barco Juan Sebastián Elcano.
Gandarias
Los Gandarías estuvieron relacionados con el sector minero y metalúrgico, fundaron Altos hornos de Vizcaya, aunque participaron en toda clase de industria. Lograron controlar toda al cadena del hierro, desde su extracción en las mimas hasta su manufacturación y participaron en todas las empresas y sectores que estuvieran relacionados.
Lezama-Leguizamon
Familia vinculada históricamente a la minería y apellido que da nombre a uno de los palacios de Neguri y a un polígono industrial.
Lipperheide
Vinculada principalmente con el sector químico con empresas como Sefanitro, Petronor, Compañía Española de Plásticos, Española de Zinc y Andaluza de Piritas entre otras muchas. José Lipperheide Henke nació en Alemania en 1906 y a los 17 años se trasladó a Vizcaya con su familia, fue un incesante creador de empresas.
Muguruza
Familia de comerciantes que se introdujo en la industria armera. Participó en el BBVA y en Metrovacesa.
Rotaeche
Los Rotaeche participaron en la construcción de profusas obras de ingeniería en Bilbao y en industrias de numerosos sectores. También vinculados con el Palacio Zubiate, la Torre de Aranguren, y otros solares de carácter residencial.
Sota
Vinculada al comercio, minería y navieras. Suya fue la naviera Sota y Aznar y Compañía Euskalduna de Construcción y Reparación de Buques. También participaron en la fundación del Banco del Comercio, de la Sociedad de Seguros La Polar y la Compañía Siderúrgica del Mediterráneo. Participaron en otras muchas empresas.
Ybarra
Participaron en numerosas industria de todos los sectores, financiero, minero, siderúrgico, energético, medios de comunicación... Una rama de la familia se trasladó a Andalucía donde emprendió también muchos negocios y empresas.
Zubiría
Tomás de Zubiría e Ybarra fue llamado por Miguel de Unamuno «conde siderúrgico» en relación con que fue nombrado conde por su actividad en ese sector. Los Zubiría participaron en los sectores de siderurgia, metalurgia y construcción naval.

#### La vertiente social
La incipiente industria requería mucha mano de obra. A finales del siglo XIX, la inmigración, procedente de otros lugares de España, es muy alta, lo que hace que se cree un contraste cultural fuerte.
Hasta entonces, las personas de recursos que podían estudiar debían ir a las universidades castellanas y solían hablar un buen castellano, mientras que los que no estudiaban no sabían hablarlo. Esto hacía que el hecho de hablar castellano denotara una clase social superior y, por el contrario, el no saberlo era sinónimo de pertenencia al mundo rural. Los emigrantes, que llegaban a estas tierras a buscar el sustento hablando castellano, mostraron a los oriundos que no era cuestión de lengua la posición social y trajeron, además, las ideas de izquierdas que acompañaron al nacimiento de la revolución industrial, marcando la lucha de clases y pidiendo la unidad de los proletarios.
La estructura social vasca de carácter conservador y muy apegado a la tradición y a la religión se vio alterada por las incipientes ideas que trajo el movimiento obrero. En ciertos lugares como Éibar donde se había desarrollado desde tiempo inmemoriales una rica actividad industrial basada en el hierro, cuajaron rápidamente las nuevas ideas que se enfrentaron a las tradicionales. En otros se dieron sucesos de huelgas y luchas donde la población fue abriéndose a los nuevos pensamientos y tomando conciencia de la nueva sociedad que estaba surgiendo, ejemplo de ello es la huelga de los obreros eibarreses de Esperanza y Unceta realizaron en el otoño de 1913 en Guernica.

### El Nacionalismo Vasco
El nacionalismo vasco nace en Bilbao a fines del siglo XIX con Sabino Arana, cuya obra surge en un momento de crisis de la sociedad tradicional vasca debido, por un lado, a la abolición del sistema foral tras la tercera guerra carlista, y por otro a las profundas transformaciones socioeconómicas que trae la industrialización.
Estos aspectos son claros en la propia bibliografía de Sabino Arana. Su padre, propietario de unos pequeños astilleros que construían barcos de madera, tuvo que exiliarse al finalizar la tercera guerra carlista por su participación en la misma al lado del pretendiente, y su empresa no fue capaz de hacer frente a la nueva situación creada por la proliferación de buques con casco de acero. El fundador del nacionalismo vasco se educa, pues, en un medio en el que están muy presentes los traumas producidos por la realidad en que se envuelve el País Vasco en el último cuarto del siglo XIX.
Numerosos autores han señalado la importancia de estos hechos en la obra de Sabino Arana, cuya teoría política parece reflejar la sensación agónica de estar presenciando la desaparición de un mundo que se quisiera preservar.
Junto a estos factores, otro rasgo destaca en la obra y en la vida de Sabino Arana: el integrismo religioso, último motor de su pensamiento hasta el extremo de llevarle a posiciones que harían difícil, en un primer momento, la expansión de sus ideas entre una sociedad como la bilbaína, relativamente moderna y liberal.
El énfasis que Sabino Arana pone en la independencia, de Vizcaya primero y de Euzkadi después, nace tanto del fuerismo histórico que desde el siglo XVI justifica las peculiaridades vascas en la idea de la independencia originaria frente a las diferentes invasiones de la Península (Romana, Visigoda, Árabe) como de la necesidad de separarse de un país, España, corrupto por liberal e irreligioso:

Vizcaya dependiente de España no puede dirigirse a Dios, no puede ser católica en la práctica.

El lema adoptado por Sabino Arana (Jaungoikua eta Lagi-zarra, Dios y Ley Vieja) le sirve para articular su pensamiento. Dios es el elemento central del pensamiento sabiniano. La independencia se hace necesaria para conseguir la salvación de Euskeria y España es odiada porque corrompe a los vascos. La raza vasca no debe mezclarse con la española para así salvaguardar sus caracteres de raza cristiana, por lo que la lengua vasca ha de ser utilizada para evitar el contagio:

Donde se pierde el uso del euskera, se gana en inmoralidad, la blasfemia y el carácter irreligioso y las costumbres inmorales y criminales del invasor maketo se hacen en campo de Bizkaya en razón directa de las conquistas que hace el idioma castellano.

Lagi-zarra supone volver a alcanzar la independencia política de unos territorios que no son España ni por raza ni por lengua. Para Sabino Arana la raza, expresada en los apellidos, es el elemento que define la nación y la lengua es la barrera frente a lo extranjero, lo maketo, por lo que en el País Vasco solo ha de utilizarse la lengua vasca por los naturales del país:

Si nos dieran a elegir entre una Bizkaya poblada de maketos que sólo hablasen euzkera y una Bizkaya poblada de bizkaínos que sólo hablasen el castellano, elegiríamos sin dubitar esta segunda, porque es preferible la sustancia bizkaína con accidentes exóticos que pueden eliminarse y sustituirse por los naturales, a una sustancia exótica con propiedades bizkaínas que nunca podrán cambiarla.

El integrismo religioso latente en las propuestas políticas de Arana queda de manifiesto en el propio lema sabiniano, al enlazar la conjunción copulativa eta la tradición con Dios. El mismo simbolismo encontramos en el diseño de la ikurriña, elaborada entre Sabino Arana y su hermano Luis Arana: la cruz blanca alusiva a Dios se coloca por encima de la tradición representada en la cruz verde de San Andrés, y ambas se superponen al fondo rojo que simboliza al pueblo.

#### La fundación del Partido Nacionalista Vasco
Tras presentar sus ideas en público en el llamado Discurso de Larrazabal, en 1893, Sabino Arana comienza una labor de proselitismo y exposición de sus ideas en variosperiódicos fundados y dirigidos por él mismo, hasta llegar a la creación en 1894 del Euzkeldun Batzokija, embrión del futuro Partido Nacionalista Vasco, que se constituye como sociedad político-recreativa.
El Partido Nacionalista Vasco se funda en 1895, aunque al principio tuvo un carácter cerrado y clandestino, con posiciones radicalmente independentistas, que lo situaban prácticamente al margen del sistema legal. Este radicalismo impedirá que se integren en el nuevo partido elementos distintos a aquellos de origen integrista y carlista que ya habían participado en el Batzoki. Habrá que esperar algunos años para que se les una otro grupo de personas, procedentes de la Sociedad Euskalerria. Esta sociedad, fundada en 1876 para protestar contra la abolición foral, estaba dirigido por el naviero Ramón de la Sota, de pensamiento liberal y pragmático. La confluencia de ambos sectores a partir de 1898 produciría los primeros éxitos electorales del nacionalismo, entre ellos destaca la elección del propio Sabino Arana como diputado provincial por Vizcaya.
La muerte prematura en 1903 de Sabino Arana impidió que cuajasen los planteamientos autonomistas que había esbozado en la cárcel el año anterior, y sus sucesores al frente del Partido Nacionalista Vasco mantuvieron el tono independentista radical al tiempo que comenzaba la mitificación del pensamiento sabiniano, lo que constituiría un freno importante en la evolución del partido.
Los intentos por construir un partido más moderno, que se integrase de alguna manera en el sistema de la Restauración y abogase por conseguir más autonomía desde la legalidad, chocaron con la oposición frontal de los sectores más integristas, dirigidos por el hermano de Sabino, Luis Arana. Ello dará lugar a una serie de escisiones de las que el partido no se repondrá hasta 1930, año en el que el Partido Nacionalista Vasco alcanza su forma definitiva, aunque por su izquierda haya aparecido un partido nacionalista laico y más próximo a los postulados socialistas como Acción Nacionalista Vasca.

## ElsigloXX

### La República

#### Las fuerzas políticas vascas durante la República
1 Los Partidos de derecha antirrepublicana
El partido más importante era la Comunión Tradicionalista, nombre que recibía la organización que agrupaba a los antiguos carlistas, primer partido en Navarra y en Álava y muy importante en algunas zonas rurales de Guipúzcoa y Vizcaya, que se presentaba como baluarte de la contrarrevolución y decidido partidario de la insurrección contra el nuevo régimen, para lo que contaba con importantes fuerzas paramilitares, entre las que destacaban los requetés.
Mucho menos importantes eran los monárquicos, organizados en torno a Renovación Española, dirigida por José Calvo Sotelo, o la Confederación Española de Derechas Autónomas de José María Gil-Robles. Al comienzo de la República trataron de ocupar el espacio político de la derecha moderada, pero sus esfuerzos no tuvieron mucho éxito. Cerca de ellos se situaban los católicos independientes, cuya principal fuerza era el control de periódicos importantes, como La Gaceta del Norte de José María de Urquijo en Bilbao, El Pueblo Vasco en San Sebastián y El Diario de Navarra en Pamplona.
Todos ellos formaron con el PNV una coalición electoral para las elecciones a Cortes de 1931, y juntos impulsaron el Estatuto de Estella para lograr la autonomía religiosa. El fracaso en este empeño los hizo girar hacia posiciones cada vez más autoritarias y contrarias a la autonomía política del País Vasco, de cuyo proyecto consiguieron separar a Navarra y casi a Álava.
2 Los Partidos Nacionalistas

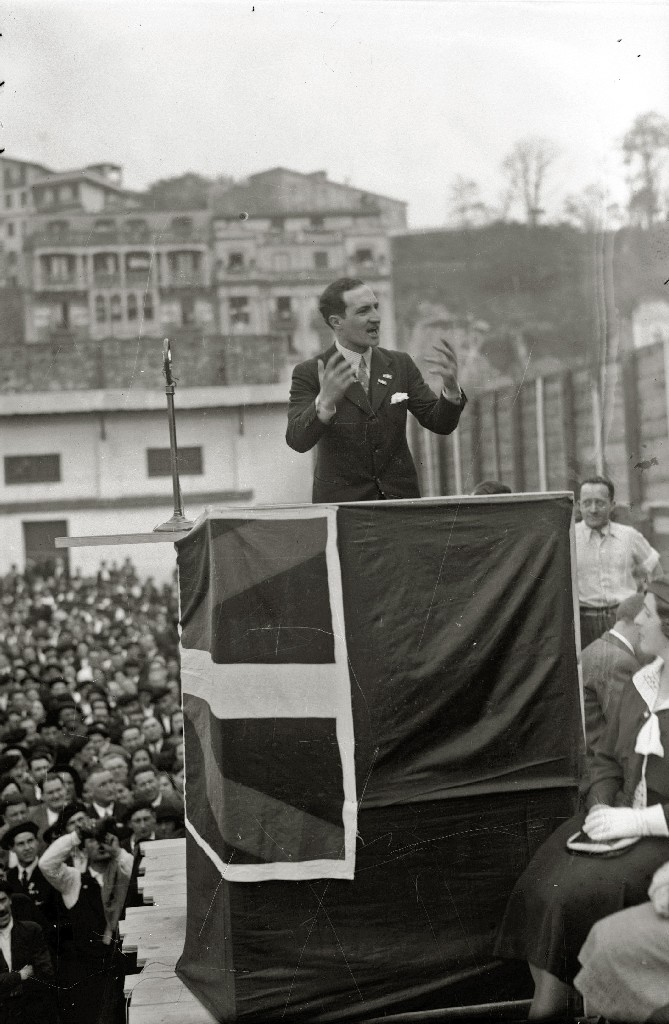
José Antonio Aguirre, dirigente del PNV, en 1933

El PNV, católico y conservador, fue el partido con más peso en la Euskadi republicana. Su fuerza no le venía solo del importante respaldo electoral que tenía, sino de su presencia en todos los sectores de la sociedad a través de organizaciones creadas y controladas por él como la organización femenina Emakume Abertzale Batza, los Mendigoizale, organización juvenil de montañeros que en ocasiones funcionaba como fuerza paramilitar, las ikastolas, asociaciones culturales, etc., además de las estrechas relaciones que mantenía con el sindicato nacionalista Solidaridad de los Trabajadores Vascos, ELA-STV.
Acción Nacionalista Vasca era un pequeño partido, surgido de una escisión por la izquierda del PNV, nacionalista pero aconfesional y progresista, claro partidario de la República, que se alió con la coalición republicano-socialista en 1931. Nunca tuvo mucha fuerza.
3 Los Partidos Republicanos
Eran partidos pequeños, de cuadros, muy divididos entre sí y con escasa implantación salvo en las grandes ciudades. Su control de las Comisiones Gestoras de las Diputaciones les dio mucha importancia en el proceso estatutario. Se enfrentaron al PNV por la cuestión religiosa, sobre todo durante el primer bienio republicano. Luego, algunos evolucionaron hacia posturas fuertemente contrarias a la autonomía, especialmente en Navarra, mientras otro lo hacían en sentido contrario.
4 Los Partidos Obreros

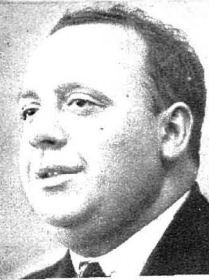
Indalecio Prieto, dirigente del PSOE, en 1931

En el ámbito obrero, el Partido Socialista Obrero Español era el primer partido y la Unión General de Trabajadores el sindicato más importante, y ambas organizaciones estaban fuertemente implantados en Bilbao, las zonas mineras e industriales, y algunas ciudades guipuzcoanas como San Sebastián, Éibar e Irún. Su dirigente más importante era Indalecio Prieto, y su evolución fue paralela a la del socialismo español en su conjunto, moderada en el primer bienio republicano y más radical desde la llegada al poder de la derecha a finales de 1933. La Revolución de 1934 tuvo cierta incidencia en Vizcaya y Guipúzcoa, y sirvió para acercar a socialistas y comunistas, como resultado de lo cual en 1935 se crearon Alianzas Obreras en Vizcaya.
El Partido Comunista de España tenía su mayor implantación de toda España en la zona industrial y minera de Vizcaya, donde había nacido. Su oposición al PSOE fue radical hasta 1935, fecha en la que se crearon algunas Alianzas Obreras entre ambas organizaciones. Ese mismo año apareció el Partido Comunista de Euskadi como organización autónoma que apoyó el Estatuto y propuso la organización de un frente antifascista que incluyera también a los nacionalistas. Al año siguiente, en las elecciones que darían la victoria al Frente Popular, se presentó aliado con republicanos y socialistas, y obtuvo un diputado por Vizcaya.
La Confederación Nacional del Trabajo no tuvo nunca demasiado arraigo en el País Vasco, y sus llamamientos a la insurrección contra la República no alcanzaron ningún éxito.

#### El proceso estatutario
Cuando se instauró la República, las expectativas autonómicas de Cataluña y Euskadi eran muy distintas. Los partidos catalanes habían acordado en el Pacto de San Sebastián el inicio del proceso estatutario, mientras que la negativa del PNV a participar en el mismo no permitió un acuerdo similar, debido a una actitud más conservadora y dependiente de la Iglesia.
El triunfo de una coalición de derechas entre el PNV, tradicionalistas y católicos independientes en las elecciones a Cortes constituyentes no contribuyó a mejorar las relaciones con los gobiernos republicanos, dominados por la izquierda en esos momentos, lo que explica las reticencias gubernamentales a iniciar el proceso de la autonomía vasca, temerosos sus dirigentes (entre los que destacaba Indalecio Prieto) de que el País Vasco se convirtiese en un «Gibraltar Vaticanista».
Ya en 1931 la Sociedad de Estudios Vascos redactó el que sería conocido como Estatuto de Estella, que fue presentado en las Cortes y rechazado debido a varias causas de inconstitucionalidad: no fue sometido a referéndum de los electores y, además, reservaba al País Vasco las relaciones en exclusiva con la Santa Sede, con quien pretendía tener un Concordato propio.
Tras este primer fracaso, se estableció un sistema de elaboración del futuro estatuto: la primera redacción correspondería a las Comisiones Gestoras surgidas de las Diputaciones, que después lo someterían a la aprobación de la Asamblea de Municipios Vascos. Una vez aprobado por ella debería ser aprobado en referéndum por dos tercios de los electores (no votantes, es decir, lo tenía que aprobar el más del 67 % del censo), tras lo cual lo aprobarían las Cortes españolas.
El anteproyecto elaborado por las Gestoras fue sometido a votación en la Asamblea de Municipios Vascos celebrada en Pamplona el 19 de junio de 1932. El 60 % de los ayuntamientos navarros votaron en contra del anteproyecto. Este hecho supuso la ruptura definitiva ente el PNV y la Comunión Tradicionalista, que se mostró contraria al proyecto.

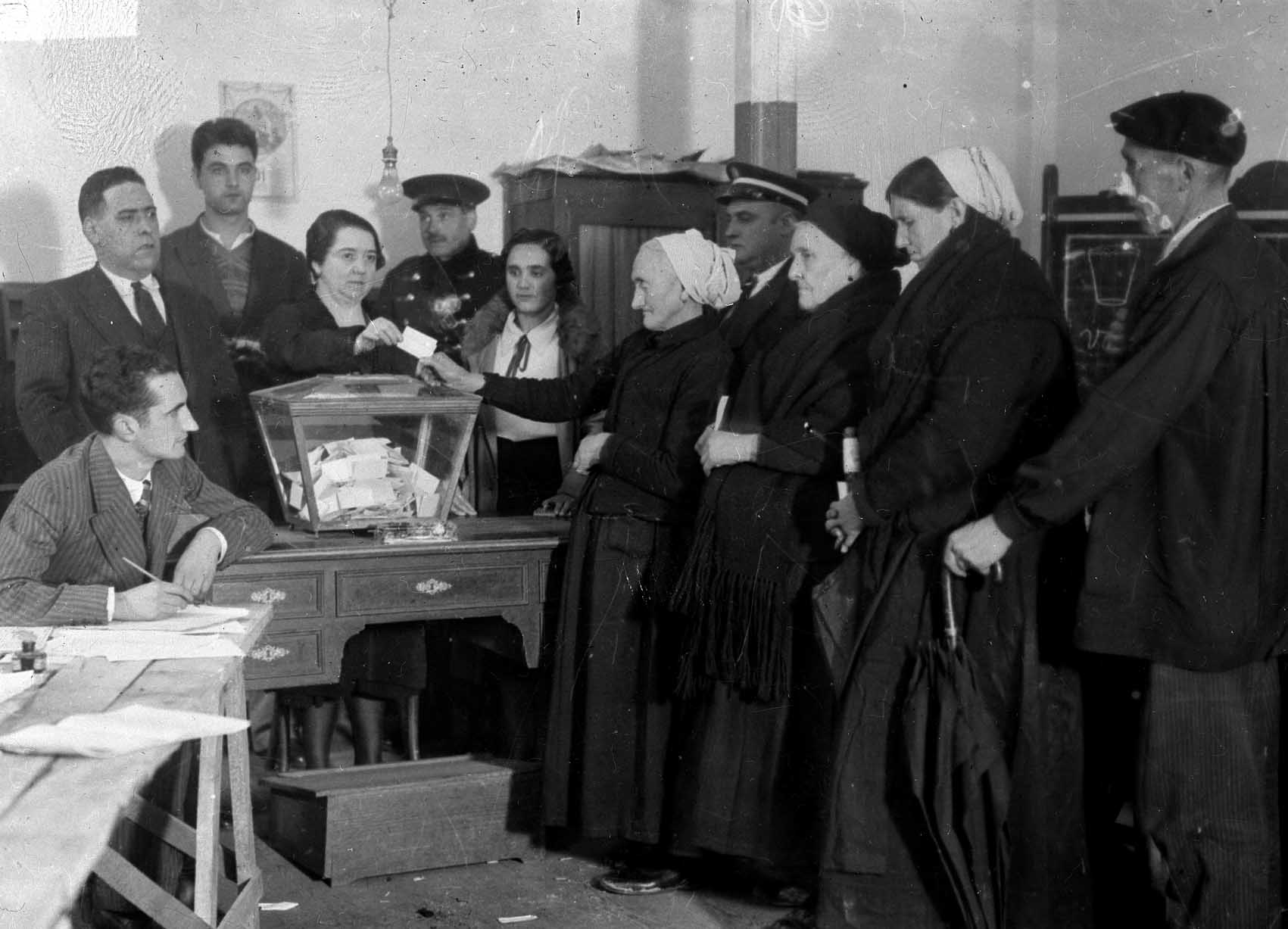
Referéndum sobre el Estatuto de Autonomía del 5 de noviembre de 1933 en Éibar

Ya con Navarra fuera del proyecto, el referéndum sobre el Estatuto se celebró el 5 de noviembre de 1933, después de la caída del gobierno de Manuel Azaña. Los resultados fueron los siguientes: En Vizcaya votó a favor del Estatuto el 88,3 % del censo electoral, en Guipúzcoa el 89,5 %, y en Álava solo el 46,4 % (donde los carlistas y otros grupos de derecha se habían posicionado en contra), lo que planteó el problema de decidir si, tal y como pedía la ley, se podía considerar que habían votado a favor del texto dos tercios del electorado vasco. Aunque para el conjunto del país no había duda, el problema de Álava, junto con la escasa voluntad autonomista de los gobiernos radicales y cedistas durante el bienio que estuvieron en el poder, contribuyó a que el proceso estatutario se congelase.
Solo tras la victoria del Frente Popular, y tras efectuar Prieto algunos retoques en el texto del Estatuto, fue aprobado este por las Cortes republicanas en octubre de 1936, después de comenzada la guerra. El estallido de la guerra fue, precisamente, lo que acabó de decidir al gobierno del Frente Popular que, para obtener el apoyo de los nacionalistas vascos hizo aprobar rápidamente el Estatuto y ofreció la entrada de un miembro del PNV en el gobierno, con lo que Manuel de Irujo fue nombrado ministro de Justicia.
El texto del Estatuto Vasco de 1936 era bastante distinto al plebiscitado tres años antes: como resultado del acuerdo entre José Antonio Aguirre por el PNV e Indalecio Prieto por el Frente Popular, sus facultades autonómicas eran menores que las previstas en los anteriores proyectos. En cualquier caso, pese a lo dispuesto en el texto, el desarrollo de la guerra y el aislamiento en que quedó todo el Frente Norte del resto de la zona republicana, obligaron al Gobierno Vasco que se constituyó bajo la presidencia de Aguirre a tomar muchas disposiciones que superaban lo previsto legalmente, sin que por la misma guerra pudieran celebrarse las elecciones al parlamento vasco.
El Gobierno Vasco lo integraron representantes de todos los partidos leales a la República: PNV, PSOE, ANV, Izquierda Republicana, Unión Republicana y Partido Comunista de Euskadi, y se mantuvo sin variaciones hasta la caída de Vizcaya en poder de las tropas franquistas en 1937.

#### El gobierno de Euskadi
Cuando se constituye el Gobierno Vasco, en octubre de 1936, han transcurrido ya varios meses de guerra en los que la defensa de la legalidad republicana en el País Vasco ha corrido a cargo de las Juntas de Defensa controladas por los partidos de izquierda. A partir de ese momento será el Gobierno quien se haga cargo de las tareas de organización de la guerra y la vida en el territorio que controla: la provincia de Vizcaya, Éibar y el norte de Álava, con una población total inferior a 700 000 habitantes. A su cargo estaba la policía (la Ertzaña) y el ejército, peor también la moneda, correos e incluso las relaciones con otros países. Independientemente de lo que dijera la letra del Estatuto, las propias circunstancias de la guerra obligaron a sobrepasar con mucho las competencias previstas en él.
Dado el control que ejercía el PNV, no hubo ningún intento de revolución social, al contrario de que ocurrió en otras zonas republicanas, ni hubo colectivizaciones o nacionalizaciones. Las expropiaciones que se realizaron se hicieron previa indemnización, salvo cuando los afectados se habían pasado al bando de los «nacionales», como José Luis Oriol, José María de Urquijo, Manuel Aznar o José María de Areilza. Tampoco la Iglesia fue atacada y el Clero siguió ejerciendo sus funciones con normalidad, incluso como capellanes del Ejército Vasco.
Las relaciones entre el Gobierno Vasco y el Republicano atravesaron algunas tensiones, debido a las reticencias que suscitaba en los jefes militares de la República la actuación casi independiente del Ejército Vasco, que nunca se integró en las operaciones del Frente Norte. Los jefes militares vascos protestaban, a su vez, por la falta de apoyo aéreo por parte del mando republicano. A todo esto había que unir las dificultades de comunicación provocadas por las propias circunstancias de la guerra y la desconfianza y desacuerdos existentes entre José Antonio Aguirre y Manuel Azaña.
El Ejército Vasco (surgido de la militarización de las milicias populares voluntarias y de la movilización de reclutas, y que sumaba unos efectivos de unos 40 000 hombres) no se organizó en divisiones y brigadas, como el republicano, sino en batallones dirigidos por los partidos políticos, lo que provocó la ausencia de una cadena de mando única y coordinada.
En un plano no estrictamente militar, el orden público se aseguró mediante la creación de la Ertzaña, policía autonómica a las órdenes del Gobierno Vasco. Desde el punto de vista del control de la economía, aunque no hubo nacionalizaciones, sí se cambiaron los Consejos de Administración de los bancos por otros nombrados por el Consejero de Hacienda, se emitieron billetes para evitar el atesoramiento de moneda y se incautaron oro, joyas y divisas previa indemnización. También se intervino la CAMPSA para asegurar el suministro de combustible.
Con la creación de la Audiencia Territorial de Euzkadi y un Tribunal Popular para los delitos de rebelión y guerra se consiguió evitar en gran medida situaciones de venganzas encubiertas o matanzas camufladas de represión de la rebelión que se dieron en otras zonas republicanas, aunque no siempre fue posible evitar actos de represalia. También se crearon la Universidad Vasca y un Consejo Superior de la Cultura en Euzkadi, cuyo objetivo principal era la enseñanza y difusión del euskera. El avance de la Guerra Civil hace que estas instituciones tengan una vida efímera.

### La Guerra Civil
Tras el alzamiento en 1936 de parte del ejército apoyado por los partidos del espectro político de la derecha y del centro, se inicia la guerra civil y los territorios vascos y navarros quedaron divididos entre los dos bandos; Álava y Navarra permanecen adscritas a los insurgentes y Guipúzcoa y Vizcaya fieles a la legalidad republicana aunque muchos pobladores de las mismas, adscritos ideológicamente al tradicionalismo carlista y a la monarquía, se suman al bando de los alzados, por lo que hubo vascos y navarros en los dos bandos de la Guerra Civil, aunque la mayoría de la población (Vizcaya) permaneció leal a la República.
Los alzados esperaban que el PNV, por su talante conservador y cristiano, se uniera a ellos, cosa que no sucedió, aun cuando esta posibilidad fuese valorada hasta el último momento en el seno del partido. En Vizcaya y Guipúzcoa, el PNV se declara partidario de la República, mientras que en Navarra y Álava hay posturas encontradas, desde declaraciones de neutralidad en el conflicto, hasta adhesiones más o menos forzadas al alzamiento como la atribuida a Arturo Campión (que en aquel momento ni siquiera ostentaba la dirección del PNV en Navarra) en el Diario de Navarra, tras la toma de San Sebastián por las columnas navarras o las exigidas a Javier de Landaburu en Álava y también existieron posturas contrarias a dicho alzamiento. Según Stanley G. Payne, hasta el 18 de agosto, un mes después de la sublevación, Mola no ordena la disolución de todos los organismos nacionalistas vascos.
Los principales dirigentes navarros del PNV fueron fusilados (Fortunato Aguirre, alcalde de Estella) o encarcelados (José Aguerre, presidente del NBB) y las sedes del PNV clausuradas; en Estella, el 25 de septiembre de 1936, el Comandante Militar Ricardo Sanz de Iturria promulga el bando siguiente contra la cultura vasca existente en la ciudad y, en particular contra el PNV y su fundador. :

Hago saber: salvo honrosísimas excepciones en que elementos nacionalistas se han alistado voluntariamente, en general el Partido Nacionalista ha observado con indiferencia ante los gravísimos momentos por los que atraviesa España; (...) Estella está minado por el separatismo, fomentado e importado por ciertos hijos de la misma que todos conocen, por lo que no hace falta mencionarlos. Por ellos se ha vertido en Guipúzcoa y en otras parte mucha sangre española, de la cual no poca sangre estellesa. Por lo que hago saber lo siguiente: En el plazo de cuarenta y ocho horas, a partir de la publicación de este Bando, todos los elementos nacionalistas entregarán en la Comandancia Militar todos los objetos o prendas (incluso de vestir) de carácter separatista, los libros, los periódicos, mapas y retratos, de aquel que se llamó Sabino Arana, así como bustos o figuras de éste y otros cabecillas separatistas. Asimismo se entregarán por quien los posea los libros y objetos de toda índole de la finada escuela vasca; la documentación, objetos, insignias y fondos de las sociedades nacionalistas y, en una palabra, todo lo perteneciente a esas sociedades o con ellas relacionadas. En ciertas regiones de las provincias vascongadas y en nuestra querida Navarra se usan el chistu y los correspondientes instrumentos para sus bailes. En las Vascongadas muy bien que sigan con sus patriarcales costumbres; en Estella eso es planta exótica desconocida e importada por los que todos sabemos. Se acabó el "gora euzkadi", estamos en tiempos de VIVA ESPAÑA, por consiguientes, quien los posea entregará todos esos instrumentos en el mismo plazo. Asimismo, se prohíbe la palabra "Agur", importada por los separatistas en el lugar del "Adiós", genuinamente español. (...) ¡VIVA NAVARRA! ¡VIVA ESPAÑA!.

En otoño de 1936, 15 sacerdotes vascos habían sido ejecutados por los nacionales por incitar a la rebelión. y durante los tres primeros meses de guerra, en el bando republicano, habían sido saqueadas y destruidas varias iglesias en Vizcaya y Guipúzcoa, y asesinados aproximadamente 50 sacerdotes. El PNV, al no disponer de fuerzas organizadas, no consigue parar estas atrocidades.

#### Vascongadas
En Vizcaya los resultados de las elecciones del 16 de febrero de 1936 no son asumidos por los sectores de la derecha que comienzan a realizar diferentes acciones encaminadas a perturbar la convivencia ciudadana. Se considera que en Vizcaya hay en torno a 3200 requetés organizados y se da entrenamientos en tácticas guerrilleras en Urquiola, habiendo constancia de acopio de armamento fechas antes del golpe militar del 18 de julio.

##### Julio y agosto de 1936
En Vizcaya no hubo alzamiento, y en Guipúzcoa, tras un tímido intento de alzamiento, este fue sofocado por las fuerzas del Frente Popular con importante participación de milicianos eibarreses. En Álava no hubo oposición a los alzados. La única acción de guerra destacable fue la ofensiva de Villarreal.
El PNV, que mantiene una posición dudosa ante el alzamiento de julio, no clarifica su lealtad a la República hasta agosto. Una vez conseguido el autogobierno del estatuto de 1936, el PNV consigue la presidencia, lehendakaritza, del gabinete vasco, el cual crea el ejército vasco Eusko Gudarostea, que depende directamente de Aguirre y colabora con el ejército republicano sin integrarse en el mismo. También colabora en la defensa del solar vasco con batallones de milicias socialistas y anarquistas, con los que a veces tiene enfrentamientos. 
Las fuerzas militares se mantienen leales a la República. Se organizan unas Juntas o Comités de Defensa por los partidos y sindicatos de izquierda y el 26 de julio el PNV se decide a integrase a dichos órganos. El 23 de julio se empiezan a formar grupos de guardias voluntarios de PNV. El 29 de julio el PNV hace un llamamiento para guardias voluntarios y el 5 de agosto el Bizcai Buru Batzar organiza un desfile de milicias del PNV en Bilbao. Mientras, los partidos y organizaciones de izquierda se articulan para la organizar la defensa. 
Desde Éibar, cuna de la república, marcha un batallón de milicianos a la defensa de San Sebastián logrando mantener la plaza bajo la legalidad republicana mientras los militares del cuartel de la ciudad se sublevan. Las fuerzas afines a los alzados realizan acciones tendentes a desplazarse a territorios bajo su autoridad y los elementos que pueden desplazarse son detenidos y encarcelados.
En Guipúzcoa, las tropas de guarnición de San Sebastián se sublevan, pero el alzamiento es aplastado por milicias socialistas y anarquistas, apoyadas por la Guardia Civil. Los dirigentes del PNV actuaron como mediadores, convenciendo a los jefes sublevados para que se rindiesen y no luchasen hasta la muerte. Las calles de San Sebastián e Irún estaban dominadas por milicias socialistas y anarquistas, que detienen y fusilan a católicos y conservadores no nacionalistas. Hubo matanzas en las cárceles de Ondarreta (San Sebastián), Guadalupe (Fuenterrabía) y Tolosa. Las milicias nacionalistas no pudieron impedir estos desmanes.
En la primera semana de la rebelión se organizan en Navarra 8 columnas, de mayoría Requeté, con unidades de falangistas y del ejército regular, que avanzan hacia Guipúzcoa. El 5 de agosto, tres de ellas se dirigen a cortar la frontera con Francia con el objetivo de tomar los puestos fronterizos y aislar de esa forma a la República de uno de sus puntos de comunicación y entrada de suministros. El 26 de agosto llegan al castillo de San Marcial.
El 20 de julio se organiza una línea de defensa en Ochandiano previendo un ataque desde Álava que está en manos de los alzados contra la República desde el primer momento, toman Villarreal de Álava que abandonan seguidamente para hacerse fuertes en Ochandiano. El 22 de julio Ochandiano es bombardeado y hay 58 víctimas mortales, la mayoría mujeres y niños.

##### Septiembre de 1936
Las columnas de Navarra toman el 2 de septiembre el castillo de San Marcial, después de recibir refuerzos de la legión y apoyo aéreo. El 5 toman Irún, cortando la frontera con Francia. En su retirada, las milicias anarquistas dejan Irún casi en ruinas.
Las otras cinco columnas navarras ocupan el 13 San Sebastián sin encontrar resistencia. San Sebastián había sido evacuado el día anterior. Las tropas navarras se reagrupan y avanzan hacia Vizcaya, llegando el 22 de septiembre al río Deva. Hasta ese momento, la lucha en Guipúzcoa ha sido llevada a cabo por las milicias revolucionarias, con muy poca intervención de las del PNV.
Las tropas insurrectas avanzan tomando Guipúzcoa y el día 21 de septiembre entran y se establecen en Elgóibar, el 22 entran en Vergara y el 26 a Mondragón. Por otro lado, desde Azcoitia, por el cordal Irukurutzeta Karakate toman esta importante atalaya sobre la población de Éibar quedando Placencia de las Armas en poder de los sublevados. Desde Vergara suben, por Anguiozar hacia Elgueta quedando el frente estacionado al pie de los Intxortas, en el llamado camino de los Toldos, para el 23 de septiembre de 1936. Por la parte de Deva se avanza por las estribaciones de Kalamua y se toma la cima de Akondia  y Arrate para el día 26 de septiembre.
El 25 de septiembre se bombardea Durango en donde se producen 12 muertos y como represalia el fusilamiento de 22 presos afines a los alzados. Ese mismo día y el siguiente también es bombardeado Bilbao con un número elevado de víctimas. Como represalia de esa acción se produce el asalto y a los buques prisión Altuna-Mendi y Cabo Quilates y el asesinato de muchos de los reclusos allí presos. También se producen asaltos a centros penitenciarios bilbaínos los días 2 de octubre y 4 de enero.
El 29 las tropas de Mola atacan en el frente occidental de Guipúzcoa, pero las milicias leales a la República resisten. 
A finales de septiembre de 1936, el PNV vizcaíno duda cada vez más sobre su apoyo a la República. Los asesinatos en masa del 25 de septiembre en los buques prisión Altuna-Mendi y Cabo Quilates influyen negativamente en la moral nacionalista. Los dirigentes del PNV intentan contactar, sin éxito, con diplomáticos ingleses, para que Inglaterra apoye un régimen autónomo independiente. Conocedora de la situación, la República aprueba en Valencia el Estatuto de Autonomía vasco el 1 de octubre. Además, el 24 de septiembre decide enviar la escuadra que estaba bloqueando el estrecho de Gibraltar al mar Cantábrico, entrando la escuadra en Bilbao donde permanece 20 días. En esos días se recibe en Bilbao un buque ruso con armas, por lo que el espíritu de resistencia vizcaíno se fortalece. En la costa la localidad vizcaína de Ondárroa esta en manos de los sublevados situándose la línea del frente por el barrio de Astarrica dejando Berriatúa en la parte republicana.

##### Octubre de 1936
El 12 de octubre Mola ordena cesar el avance y el frente se estabiliza, con casi toda Guipúzcoa en manos de los sublevados. A comienzos de octubre el avance es detenido. Éibar queda en zona republicana y mantiene la posición hasta su caída en la primavera de 1937. En el ataque, junto con las tropas sublevadas, tienen especial relevancia los batallones de requetés navarros entre el que destaca el Tercio de Lacar y el Tercio de Lesaca a los que se les habían unido partidarios carlistas y monárquicos de los pueblos guipuzcoanos. Por parte de los leales a la legalidad republicana, se conforma el Batallón Amuategui compuesto por milicianos del Frente Popular, en su mayoría socialistas eibarreses. 
Desde la costa, pasando por el valle del Deva la línea del frente, detenido en otoño de 1936, sigue la marca de las cumbres de los Intxortas y Udalaitz pasando por el Besaide y Saibi se convierte en la línea del frente.
Las tropas insurrectas intentan romper varias veces el frente por Elgueta atacando los Intxortas, en el llamado camino de los toldos siendo rechazadas. Se producen varios ataques durante el periodo invernal por toda la línea del frente que son rechazados por los defensores republicanos. Destacan los producidos en el monte Saibi, en donde la crudeza de los mismos produjo muchas bajas en ambos bandos, mientras que por el día y con ayuda de la aviación los sublevados conquistaban la posición, esta era recuperada a las noches por los defensores republicanos.
La defensa del frente estaba encomendada a los diferentes grupos de tropas leales a la República, los Intxortas estaban defendidos por los gudaris del PNV, el frente de Calamua por lo milicianos socialistas del PSOE eibarrés, el alto de Udalaitz por los sindicalistas de la CNT, el puerto de Campázar por los Hermanos Proletarios... y así se iba distribuyendo la defensa de la línea del frente. A esta organización muy deficitaria en eficacia, se oponía un ejército regular y profesionalizado, bien adiestrado y con una jerarquía rígida. La parte leal carecía de todos los suministros imaginables, tanto en alimentos e intendencia como en munición y repuestos.

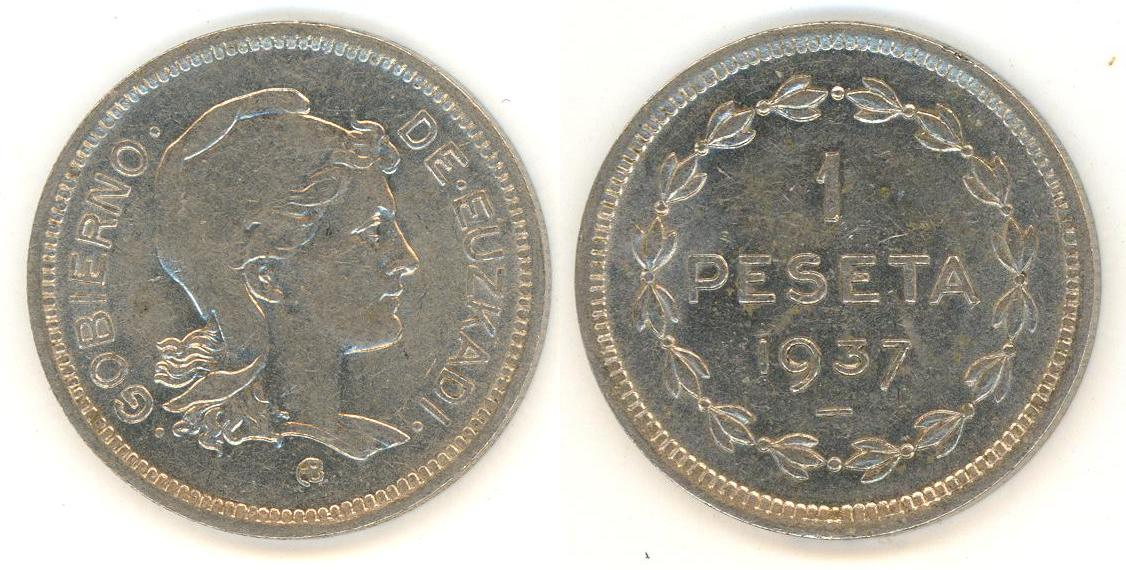
Una peseta del Gobierno de Euzkadi (1937)

El nuevo estatuto aprobado en Valencia sería conocido como el Estatuto de Elgueta, por haber sido aprobado cuando las tropas sublevadas llegan a esa población. Aguirre es elegido lendakari y jura su cargo el 7 de octubre en el árbol de Guernica. Los jóvenes gudaris que participaban en el acto gritaron Estatuto no, autonomía sí. Luis Arana Goiri abandona ese día el PNV en muestra de disconformidad, pero pidiendo a los demás militantes que no lo hiciesen.
Una de las medidas que toma el nuevo gobierno vasco es disolver todas las fuerzas de seguridad existentes y reemplazarlas por la Ertzaina. Consigue mejorar el orden público, y, salvo alguna excepción, acabar con las ejecuciones políticas. 
La armada republicana, muy escasa, se reforzó con bous artillados de la Marina de Guerra Auxiliar de Euzkadi del Euzko Gudarostea. Estos eran grandes bacaladeros o barcos de pesca de menos porte preparados y artillados, dependientes del Gobierno Vasco. Estos pequeños barcos protagonizaron la batalla del cabo Machichaco en donde se enfrentaron en condiciones de gran inferioridad al crucero Canarias uno de los más relevantes de la armada rebelde. Hay que decir que el gemelo del Canarias, el Baleares, que se hundió en la contienda, tenía una tripulación mayoritariamente vasca, en concreto de Ondárroa.
El 5 de octubre se inicia el Cinturón de Hierro de Bilbao. Tan solo un mes después, es arrestado y fusilado el subdirector del proyecto, por haber intentado contactar con los nacionales. El 16 de octubre el gobierno vasco llama a filas a cuatro quintas de reclutas. A mediados de octubre llega a Bilbao un barco con aviones y pilotos, cañones, ametralladoras y otro armamento. Y el 26 de octubre Aguirre declara que todas las fuerzas vascas están bajo la autoridad superior del Consejo de Defensa de Euskadi, que él preside, señalando que son independientes del Ejército republicano.

##### Noviembre de 1936
El 7 de noviembre se crea el Estado Mayor del Ejército vasco. El 20 de noviembre dispone de 27 batallones de infantería (unos 25 000 hombres) sin entrenamiento, que forman un ejército de maniobras, que se suman a los 10 000 o 12 000 voluntarios de milicias que estaban manteniendo el frente, que seguía muy poco activo.
El gobierno republicano decide que, el 24 de noviembre, todas las tropas del norte debían integrase en el Ejército del Norte, bajo el mando de Francisco Llano de la Encomienda, que establece su cuartel general en Bilbao. Esta unificación solo se hace sobre el papel, ya que Aguirre no la acepta. Rechaza el sistema de comisarios políticos y se queja de que el Estado Mayor del Ejército del Norte está formado por gente de poca formación militar y de tendencias comunistas.
Como los sublevados están concentrando su esfuerzo sobre Madrid, el Gobierno republicano pide a los vascos que rompan el frente, por lo que se organiza la ofensiva de Villarreal. Participan en la misma 29 batallones, apoyados por 5 compañías de ingenieros, 25 cañones y 8 carros blindados. El objetivo era la toma de Vitoria cortando la línea de comunicación entre Sevilla y la frontera francesa por Irún. Se plantea el ataque en base de tres ejes, el primero partiría de Amurrio y debería ocupar Murguía, el segundo partiría desde Ochandiano con el objetivo de tomar de Villarreal de Álava y el tercero tendría que tomar Arlaban e Izusquiza. Conseguidos estos objetivos la llanada alavesa quedaba a merced de los republicanos y con ella Vitoria. Por otro lado el Ejército de Santander pretende atacar Espinosa de los Monteros y Miranda de Ebro. Este plan hace que el Gobierno vasco anule el ataque a Murguía.
El ataque comienza el día 30 de noviembre con bombardeos de artillería que preparan el terreno a la infantería. Las tropas atacantes llegan a cercar Villarreal a escasos 3 kilómetros del núcleo urbano. La plaza estaba defendida por una compañía de requetés y dos batallones de montaña, una sección de ametralladoras y una batería de artillería de montaña del ejército regular, con un total de 600 hombres.

##### Diciembre de 1936
El día 1 y 2 de diciembre se mantiene el cerco de Villarreal, pero al haber anulado el ataque de Murguia los defensores pueden seguir manteniendo contacto con su retaguardia que manda tropas de refuerzo. Se mantiene la situación varios días. El día 10 de diciembre se realiza un ataque que es rechazado y el 18 se lanza el último ataque que también fracasa y las fuerzas atacantes se retiran habiendo sufrido unos 1000 muertos.

##### Enero de 1937
En enero de 1937 Aguirre escribe a Llano que hasta que el Gobierno vasco no apruebe la nueva organización de todas sus fuerzas... situadas en territorio vasco, permanecerán bajo la exclusiva jurisdicción del Gobierno vasco. Llano deja Bilbao en febrero de 1937 y se instala en Santander.
Las tropas nacionalistas vascas no pudieron evitar el asesinato en masa de 224 presos políticos en la Cárcel de Larrinaga del 4 de enero de 1937, efectuado por un batallón de milicianos socialistas amotinados. La matanza fue parada por las tropas del gobierno vasco, salvando la vida a más de 100 prisioneros. Se juzgó a los responsables, con el resultado de 6 fusilamientos. A raíz de este asalto, se retiraron 8 batallones de gudaris del frente, para asegurar el orden público en Bilbao.

##### Febrero de 1937
En febrero de 1937, 7 batallones vascos acuden en apoyo del frente de Asturias, en el ataque a Oviedo. El 27 de ese mismo mes el elorriotarra Alejandro Goicoechea, capitán encargado de la defensa de Vizcaya, se pasa a las tropas alzadas.

##### Primavera de 1937
Al llegar la primavera, Mola decide iniciar el asalto a Vizcaya con cuatro brigadas navarras (unos 28 000 hombres) entre los que hay 10 batallones de vascos de Álava y Guipúzcoa, muchos carlistas navarros y tropas del resto de España. Inicia la ofensiva el 31 de marzo con apoyo aéreo (140 aviones, de los que 65 son de la Legión Cóndor y apoyo artillero (entre el que hay 7 baterías italianas). 

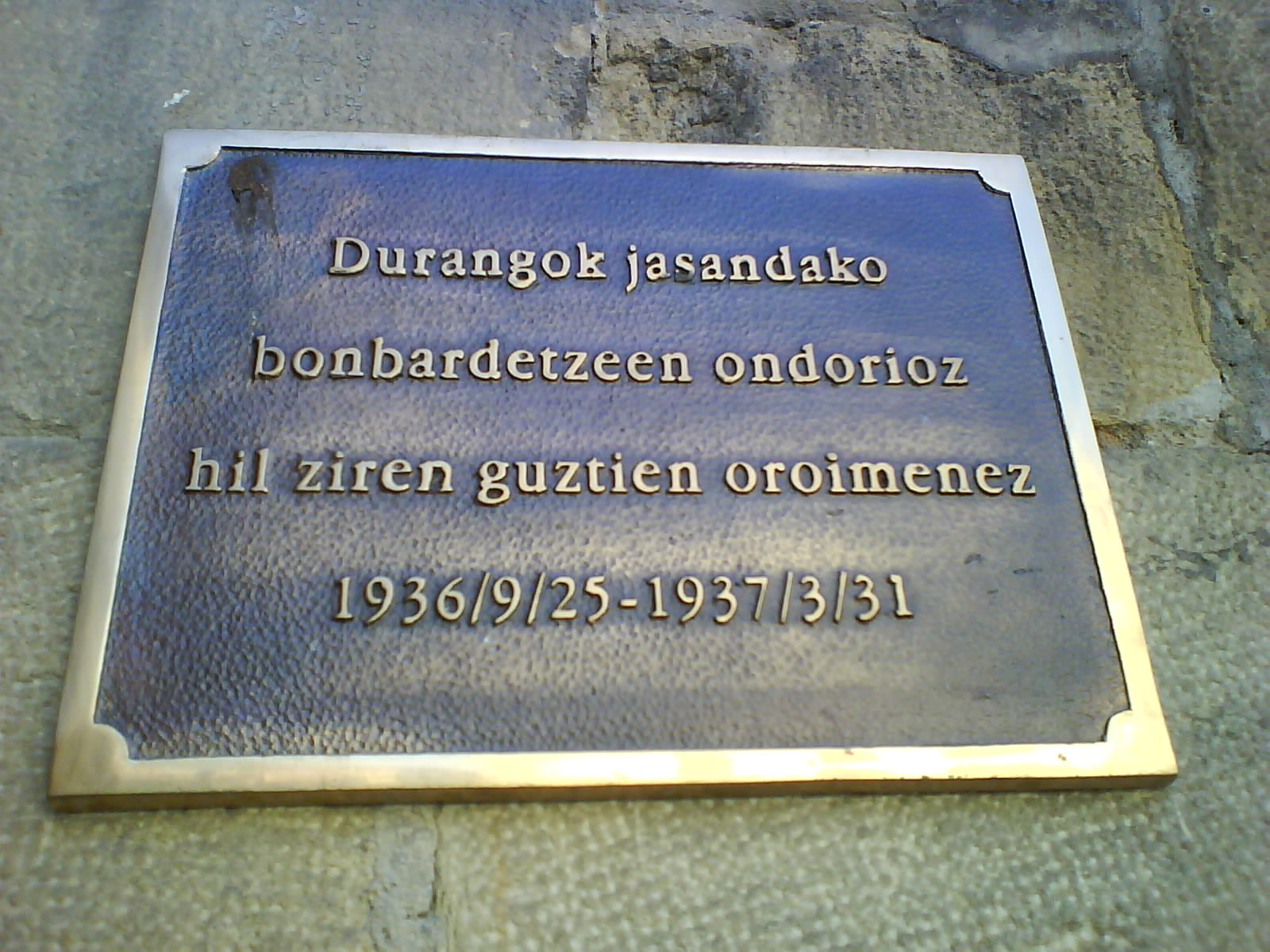
Placa «en recuerdo de todos los que murieron en los bombardeos de Durango 25-9-1936 31-3-1937»

Ese mismo día a las 8:30 de la mañana se bombardea Durango y Elorrio, bombardeo que se repite de nuevo las 17:45 de la tarde. Pronto entran los nacionales en Éibar, símbolo del socialismo y el trabajo, considerada como capital y sede del marxismo español, que cae el 26 de abril después de ser bombardeada e incendiada, incendio que como en el caso de Durango y Guernica sería achacado a los republicanos (aunque en esta ocasión había habido algún afán en que la importante industria armera eibarresa no cayera en manos de los sublevados). 
El 26 de abril Guernica sufre un bombardeo aún más brutal que Durango, bombardeo que saltó a la fama por los reportajes de un periodista inglés y el famoso cuadro que Pablo Picasso realizó por encargo del Gobierno republicano para la Exposición Internacional de París inspirado en esa barbarie. El bombardeo de Guernica, realizada por la aviación alemana que ayudaba a Franco, destruyó casi toda la ciudad. Guernica tenía, inicialmente, una importancia simbólica más que militar pues en esa ciudad es donde se encuentra el árbol que es el símbolo de la libertad foral que quedó a salvo de las bombas y a cuya sombra le hicieron guardia los requetés navarros que luchaban con los insurrectos, aunque después del desmoronamiento del frente fue el punto de reagrupamiento de las tropas republicanas.
Los soldados del bando sublevado atraviesan las líneas republicanas por el alto de Zabalandi y Tellamendi, defendido por el batallón Octubre que no resiste el ataque de los tradicionalistas la I Brigada, procedentes de Ochandiano y Aramayona. Se extienden por las alturas del valle de Arrazola, pero la orografía impide un avance rápido. El 7 de abril, debido al mal tiempo que impide el apoyo aéreo, se suspende temporalmente la ofensiva. El 13 de abril, el ejército vasco contraataca y recupera algunas posiciones. Pronto caería el indisputable Udalaitz que defendidos por los batallones cenetistas Issac Puente y Malatesta que se ven sorprendidos por la retaguardia y abandonan la posición. El día 23 se ha perdido toda la zona y los Intxortas tendrían que ser abandonados, Elgueta cae el día 24.
Los Tercios de requetés Lacar y Lesaca avanzan tomando Éibar, Ermua, Barriz y Zaldivar el 26 de abril. Por el otro lado, entre los días 5 y 15 de abril se habían producido los combates en el monte Saibi perdiéndose el día 15 dejando el paso abierto para los franquistas al valle de Mañaria. El Tercio Navarra toma Mañaria y Durango el día 27. Se establecen líneas defensivas según se retrocede hacia Bilbao pero sin que sean eficaces. La ofensiva iba a acabar tomando Bilbao y su industria, después de que sus defensas fueran abatidas fácilmente, al tener la información sobre las mismas que Alejandro Goicoechea había pasado al otro bando.
El 5 de mayo, Aguirre toma el mando de todas las operaciones militares vascas. Ordena movilizar a todos los hombres que puedan empuñar armas o hacer trabajos de fortificación, llegando a disponer de 70 000 soldados, pero solo sobre el papel, ya que no dispone de armas para todos. Se incorporan varios batallones de santanderinos y asturianos, que no son bien vistos por los nativos, debido a su violencia y extremismo. El 8 de mayo llegan a Bilbao 45 cazas de los 50 enviados por la República. Pero la falta de aeropuertos bien defendidos y la poca experiencia de las tripulaciones hacen que casi todos los aviones resulten destruidos.
A finales de mayo, las tropas navarras están en los límites del Cinturón de Hierro, que solo estaba completado al 40 %, y del cual tenían información precisa de sus puntos débiles dada de primera mano por Alejandro Goicoechea que se había pasado a sus filas.
A primeros de junio, la República envía a Bilbao a Mariano Gamir Ulibarri, militar profesional, vasco y no identificado con ningún partido político, recomendando a Aguirre que le ceda el mando militar. Aguirre acepta y Gamir dispone de unos 40 000 hombres para continuar la guerra. El 11 de junio los nacionales empiezan el asalto al Cinturón de Hierro, que es sobrepasado al cabo de 36 horas y con 500 bajas. Ya próximo a caer Bilbao, Aguirre recibe información de que Gamir tiene órdenes de destruir la industria bilbaína si no puede defender Bilbao. Conociendo los antecedentes de Irún y los enfrentamientos entre las milicias del PNV y las socialistas y anarquistas en San Sebastián para evitar su destrucción, declara su intención de impedirlo, por lo que dispone a los gudaris para bloquear los intentos de sabotaje y libera a 2000 presos políticos, que son escoltados por gudaris de confianza del partido hasta las líneas franquistas. Hubo enfrentamientos armados entre batallones del PNV y batallones asturianos, que querían incendiar Deusto.
El 19 de junio cae Bilbao, quedando casi toda Vizcaya en manos de Franco. Unos 20 000 gudaris se retiran hacia Cantabria. A mediados de agosto ya solo quedan 6000. No está claro si el resto desertó o se afiliaron a las tropas franquistas.

##### El final de la guerra en Euskadi
Al recibir órdenes del Ejército republicano de retirarse hacia Asturias, los batallones vascos de Santoña y Laredo, afines al PNV, se sublevaron, tomaron Santoña y liberaron a 2500 presos políticos de su penal. El comandante local vasco proclamó la República de Euzkadi. Dos oficiales vascos pasaron la línea del frente y se entrevistaron con los italianos para negociar la rendición, resultando lo que se conoce como Pacto de Santoña que ya había sido acordada con anterioridad por dirigentes jeltzales (del PNV). Finalmente el acuerdo no fructificó, al negarse Franco a reconocerlo, lo que provocó el fusilamiento de más de 300 de sus miembros[cita requerida], mientras que los batallones compuestos de milicianos afines a otras formaciones políticas seguían luchando en el frente astur. En poco tiempo, en menos de un año desde la insurrección contra la legalidad republicana, todo el actual País Vasco quedó en poder de los insurrectos. En el verano de 1937 ya se estaba comenzando a levantar los puentes de Bilbao que habían sido volados por los defensores de la villa en un esfuerzo de retrasar la toma de la ciudad y de la importante zona industrial y minera de la que era llave. 
Pocos días después de la toma de Bilbao, Franco abolió los fueros de Vizcaya y Guipúzcoa al considerarlas «provincias traidoras», por no haberse sumado al alzamiento, mientras que Álava y Navarra conservaron sus privilegios y siguieron teniendo sus pequeñas policías autonómicas y cierta autonomía fiscal.
Durante la guerra, el bando sublevado asesinó extrajudicialmente o ejecutó a 199 personas en Álava, unas 500 en Guipúzcoa y menos de 900 en Vizcaya. Proporcionalmente, la cantidad de víctimas de la represión franquista en el País Vasco (1,6 por cada mil habitantes) fue la segunda más baja de toda España, solo superior a la de Cataluña. La represión realizada por el bando republicano causó un número similar de muertes.

#### Navarra
En Navarra los carlistas se posicionaron del lado de las tropas insurgentes del general Mola, que promete mantener los fueros, y Navarra es ocupada militarmente por las fuerzas rebeldes apoyadas por 8400 carlistas tras el asesinato del jefe de la comandancia de la Guardia Civil de Navarra, José Rodríguez-Medel Briones, enemigo de Mola, por haber rechazado una oferta de éste manteniéndose leal a la República.
Se inició un reclutamiento obligatorio bajo pena de fusilamiento y se produjo represión, que se inició inmediatamente produciendo unas 3300 muertes, además de otras represalias (véase Víctimas de la Guerra Civil en Navarra) principalmente en la Ribera de Navarra y Pamplona. También se produjo la Fuga del Fuerte San Cristóbal, con sangrientas consecuencias.

### Exilio y Segunda Guerra Mundial

#### Exilio de los republicanos vasco-españoles
La primera etapa, como para el resto de los republicanos españoles que huyen de la represión franquista, es Francia. Pero allí la acogida no será la esperada. El Gobierno francés organiza los centres d'accueil, es decir, campos de concentración improvisados, como el de Argéles-sur-Mer, instalado en la misma playa, bajo la vigilancia de soldados senegaleses. Hubo allí un grupo de casi 5000 vascos que se encontraron organizados en un poblado, conocido con el nombre de Gernika-berri.
Mientras, a partir de marzo de 1939, se empieza la construcción de un nuevo campo de concentración en un lugar alejado, del distrito de Orthez, en el Béarn, conocido con el nombre de Gurs. Para abril se encuentra ya terminado. Estaba situado justo en el límite con la provincia de Sola y a unos 17 km de Oloron. Pronto, los vascos, procedentes de Argéles y de otros campos, son concentrados allí. En total, el 10 de mayo de 1939 hay 18 985 prisioneros en Gurs, de los que 6555 son vascos.
La situación fue angustiosa para los presos vascos ante el imparable avance alemán pues la alternativa era caer prisionero de los nazis o ser entregado a los franquistas. Finalmente, el día 21 de junio de 1940 son liberados los primeros vascos, que marchan con destino a Venezuela. En una semana el islote C, donde estaban concentrados todos los vascos, queda vacío.

#### Segunda Guerra Mundial (1939-1945)
El Gobierno español permaneció 'no beligerante' en la segunda de las Guerras Mundiales a pesar de su simpatía política hacia Alemania e Italia. Esta afinidad política, con los países del Eje, que no tenían el dominio del mar, y el estado en que había quedado la Marina mercante tras la guerra civil española hicieron que no se repitieran las condiciones de la Primera Guerra Mundial. Durante la contienda, los barcos de matrícula vasca volvieron a caer víctimas de los submarinos y minas de uno y otro bando.
El primer barco hundido fue el mercante vasco Banderas, de la Naviera Vascongada, hundido cerca de cabo Villano por el submarino alemán U-53 (18-2-1940), y fue otro mercante vasco, el Monte Gorbea, de la Naviera Aznar, el que sufrió el mayor número de bajas en un ataque, cuando fue torpedeado y hundido en el Caribe por el submarino alemán U-512, pereciendo 52 de las 79 personas que iban a bordo (19-9-1942).

### El Franquismo
El final de la Guerra Civil en el País Vasco, como en todos los sitios, dejó una sociedad profundamente dividida entre vencedores y vencidos. Entre los primeros, además de falangistas y militares, estaban los antiguos partidos dinásticos, los tradicionalistas (muy implantados en las áreas rurales) y los representantes del mundo de los negocios y de la industria. Los segundos eran los nacionalistas, los socialistas y los comunistas. Tras una etapa inicial en la que una intensa represión política servía de marco a la reanudación de la actividad en las fábricas, comenzaron los largos años del franquismo, en los que se combinaron un importante crecimiento económico y las actividades clandestinas de resistencia a la dictadura, tanto por parte de sindicatos y partidos políticos nacidos antes de la Guerra Civil como, desde finales de los años 50, de organizaciones como ETA y otras nacidas en su entorno.

#### La Posguerra
Al finalizar la guerra Civil, en el año 1939, comenzó la dictadura de Franco, la cual duró hasta 1975, año de su muerte. En este periodo de dictadura, el País Vasco, tal como toda España, quedó en manos del dictador Franco, quien impuso una prohibición a la lengua vasca

##### Represión y Resistencia

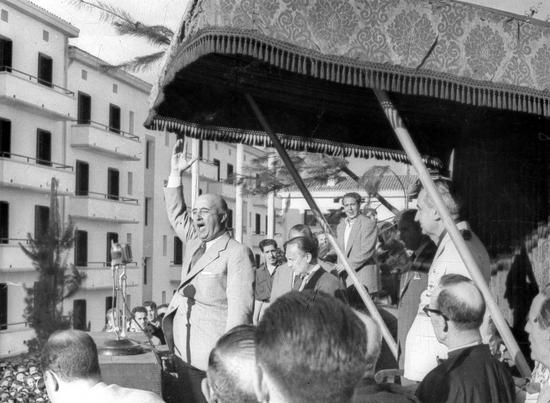
Franco dando un discurso en Éibar durante una visita en 1949

Con la ocupación de todo el País Vasco por las tropas franquistas a partir de junio de 1937 dio comienzo una etapa en la que, además de desmantelarse las instituciones creadas en el breve período en que estuvo en vigor el Estatuto de Autonomía aprobado en 1936, predominaron las formas directas de represión, tanto de los miembros de partidos políticos y sindicatos que se habían opuesto a la sublevación militar como de todo aquello relacionado con el mundo cultural vasco. Además de los militares hechos prisioneros tras el Pacto de Santoña, los nacionalistas, los socialistas y los comunistas que no habían conseguido exiliarse fueron encarcelados y muchos fueron condenados a muerte. A ello se unía la prohibición expresa y tajante de cualquier manifestación cultural vasca como hablar en euskera en público. Vizcaya y Guipúzcoa, donde mayor había sido la resistencia a la rebelión, fueron declaradas Provincias Traidoras, suprimidos sus Conciertos Económicos como castigo (no así los de Álava y Navarra, en las que las autoridades y la mayor parte de la población habían apoyado la sublevación) y sometidas a un ejército de ocupación mientras el nuevo régimen nombraba a las nuevas autoridades civiles.
En estas condiciones cualquier actividad política tenía que realizarse en la clandestinidad, y eran grandes los riesgos que se corrían. Pese a todo, consiguieron reconstruirse algunas redes clandestinas que intentaban, con poco éxito, mantener la idea de la resistencia confiados en que la derrota Alemania e Italia en la Segunda Guerra Mundial significaría también la caída de la dictadura de Franco. Cuando se confirmó que era una previsión errónea esperar la intervención exterior para acabar con el régimen franquista, las fuerzas políticas y sindicales hubieron de cambiar su análisis y contar exclusivamente con sus propias fuerzas, que no eran muchas.
Los 40 fueron años de bajos salarios, jornadas larguísimas y, en general, malas condiciones de vida, debidos a los deseos del régimen de reconstruir cuanto antes la economía nacional. En ello colaboraba la represión policial de cualquier atisbo de disidencia o de organización obrera y el control político de la población, impedida de manifestar sus opiniones. Todo ello provocó un malestar creciente en las grandes empresas de la Ría de Bilbao y en las áreas industriales guipuzcoanas, que generó algunos conflictos en las fábricas ya desde 1946.
En la primavera de 1947 los partidos políticos y sindicatos de oposición al franquismo (agrupados en un Consejo Vasco de Resistencia, dependiente del Gobierno vasco en el exilio) hicieron un llamamiento a conmemorar la proclamación de la República, al igual que, semiclandestinamente, algunos grupos habían celebrado el Aberri Eguna unos días antes. Miles de trabajadores se concentraron el 14 de abril en distintas poblaciones sin que interviniera la policía, lo que demostró aparentemente la posibilidad de llevar a cabo acciones de masas. Este éxito hizo que se convocase un paro el 1 de mayo, protesta contra la dictadura. Ese día, entre 20 000 y 50 000 trabajadores de las grandes empresas vizcaínas (la Naval, Altos Hornos, Euskalduna, Babcock, etc.) y de las guipuzcoanas se declararon en huelga. El gobernador civil de Vizcaya, Genaro Riestra, amenazó con despedir a todos los huelguistas y llamó a los militares, que se desplegaron por Bilbao. La huelga continuó los días siguientes y se extendió a otras empresas. Algunos empresarios se negaron a obedecer las órdenes del gobernador de proporcionar los nombres de los huelguistas, por lo que fueron sancionados, y ante la extensión del conflicto, que ya había provocado más de 6000 detenciones, el 8 de mayo un grupo de empresarios, preocupados por el aspecto que iba tomando el conflicto, negoció en Madrid con el Gobierno la anulación de las sanciones a cambio del fin de la huelga.
Paradójicamente, pese al éxito de esta iniciativa conjunta, la huelga de 1947 marcó el final de las fuerzas políticas opuestas a la dictadura, incapaces en lo sucesivo de ponerse de acuerdo. Además, la represión policial posterior significó el desmantelamiento definitivo de las estructuras de la UGT y la CNT, cuyo esfuerzo fue aprovechado por el Gobierno Vasco en el exilio y la central nacionalista ELA-STV, que fueron quienes capitalizaron el éxito de la huelga ante la opinión pública vasca.

##### Recuperación económica
Pese a lo que dijo la propaganda franquista, la destrucción sufridas por las instalaciones industriales vizcaínas y guipuzcoanas durante la guerra no fueron demasiado grandes. Mucho más grave era la carencia de combustible, de materias primas o de mano de obra cualificada (en parte porque la represión que siguió a la entrada de las tropas franquistas y que afectó en gran medida a los cuadros obreros de sindicatos y partidos) o los problemas de transporte, de precios, etc. En cualquier caso, pocas semanas después del fin de la Guerra Civil en el País Vasco la mayoría de las fábricas había reiniciado su actividad y se iniciaba una etapa de recuperación económica que está en el origen del crecimiento posterior a los años 1950.
Las razones de este rápido crecimiento hay que buscarlas en la gran demanda de productos industriales, primero para hacer frente a las necesidades militares de la guerra y después para la reconstrucción de la economía del país tras el fin de hostilidades. Esta demanda, sobre todo pública, se dirigía tanto a los productos siderometalúrgicos como a los mineros o químicos, sectores todos ellos muy desarrollados en el País Vasco.
A las dificultades ya aludidas hay que añadir una fuerte intervención del nuevo Estado en la economía, que variaba desde la militarización de las fábricas que producían artículos de interés bélico (casi todas las de derivados metálicos) en los primeros meses, hasta la fijación de precios, asignación de recursos, etc. Todo ello dificultaba el normal desenvolvimiento de la actividad económica, pero tenía la ventaja de asegurar a los industriales la compra de sus productos, fuesen de la calidad que fuesen, en un momento en el que el país estaba prácticamente cerrado al exterior y a demanda por parte del Estado era muy importante.
Por lo demás, cada sector tenía sus propios problemas. Así, la siderurgia hubo de hacer frente a la imposibilidad de seguir utilizando carbón inglés (progresivamente sustituido por el asturiano, que suponía el 99,4 % del total ya en 1942), al agotamiento de las minas de hierro vizcaínas y a serios problemas en el suministro nacional de chatarra necesaria para la producción de hierro y acero.
Las empresas metalúrgicas tampoco sufrieron mucho mientras se mantuvieron los pedidos estatales para el ejército y para la reconstrucción del país. El fin de la Segunda Guerra Mundial significó, en cambio, el comienzo de los problemas, pues comenzaron las dificultades en el suministro de materias primas y de combustible tras el aislamiento impuesto al régimen franquista. Ello provocó la infrautilización de la capacidad productiva instalada y la imposibilidad de renovar las instalaciones. Así, hasta 1955 no se superaron los niveles de producción anteriores a la Guerra Civil. 
En resumen, la industria vasca se recuperó pronto de las circunstancias vividas en la guerra, y si su crecimiento no fue más rápido ello se debió a las carencias de combustible, materias primas y elementos de transporte debidas al aislamiento en que quedó la España Franquista tras la victoria de los Aliados en la Segunda Guerra Mundial, así como la política económica autárquica desarrollada por el régimen.

##### El campo de Gurs
Tras la caída de Bilbao, los exiliados y los miembros del Ejército Vasco, que tras huir o salir del cerco de la Batalla de Santander habían sido trasladados por mar a la zona republicana, atraviesan la frontera después de la caída de Cataluña y son recluidos por el Gobierno francés en campos de concentración en vísperas del estallido de la Segunda Guerra Mundial y calificados como indeseables en virtud del Decreto Ley del 12 de noviembre de 1938 del Gobierno presidido por Daladier. 
El 5 de febrero de 1939 Daladier permite el paso de la masa de refugiados por la frontera que hasta entonces permanecía oficialmente cerrada, separándose a los hombres (identificados como combatientes) de las mujeres. Se calcula en 440 000 los republicanos que se exiliaron a Francia que ocasionaban un gasto al erario francés de 750 000 francos diarios.
Muy poco después estos «estacionamientos temporales» se convirtieron en «reclusión administrativa» y en pocos meses se creaban diversos campos de internamiento.
El 25 de febrero de 1939, con el fin de obtener la neutralidad española, se firma el Acuerdo Bérard-Jordana por el que Francia reconoce la legitimidad de la España franquista.. Uno de los puntos de dicho acuerdo detallaba el retorno del capital republicano que permanecía en Francia, por lo que el Gobierno francés entregó a Franco 9000 cajas depositadas por el Gobierno vasco republicano en La Rochelle conteniendo los fondos de los Bancos y Cajas de Ahorro de Bilbao y San Sebastián por importe de dos mil millones de francos.
El Gobierno francés, por su proximidad había concebido el Campo de Gurs inicialmente para concentrar a refugiados vascos, por lo que se denominó el Campo de los Vascos. El grupo más numeroso, unos cinco mil, procedía del campo provisional de Argelès-sur-Mer; el 10 de mayo de 1939 había en Gurs 18 985 prisioneros de los que 6555 son vascos. 
Los prisioneros son divididos por los franceses en Gurs en cuatro islotes (A, B, C, D) incomunicados entre sí, según su procedencia y ocupación (Vascos, Españoles, Brigadistas y Pilotos). A los vascos les corresponde el islote C. A través del capellán Iñaki Azpiazu, logran contactar con el Gobierno Vasco en el exilio, con el apoyo de Telesforo Monzón, consejero de Gobernación y de Seguridad Ciudadana del Gobierno Vasco de José Antonio Aguirre. El Gobierno Vasco confió la dirección del contingente vasco al comunista Celestino Uriarte.
Según testimonios contemporáneos, el «islote de los vascos» era el que recibía mejor trato: 

Las condiciones eran críticas, morían cientos de personas aunque a los vascos nos tenían aparte y estábamos mejor; de hecho éramos los únicos que comíamos caliente.

Pese a todo las condiciones eran inhumanas, en barracones de 25 metros cuadrados se alojaban hasta 60 prisioneros. La comida era escasa y pésima. Uno de sus internos refería:

Vivíamos tan mal que estuvimos ocho días en huelga de hambre y aquel que comía algo acababa en el hospital de Pau de la paliza que le daban. Y acabaron setenta. Cuando nos prometieron mejoras abandonamos la huelga y una hora después nos llevaron esposados a Burdeos a otro barracón peor.

Dormíamos encima de sacos de paja o en el suelo, comíamos raíces y el miedo era permanente... Venían a llevarse a los judíos a Auschwitz. Siempre temíamos que venían a por alguno de nosotros.

Posteriormente, la mitad de los vascos fueron trasladados a fábricas cercanas a París, a realizar trabajos en la Línea Maginot o al frente [cita requerida], bajo la amenaza de la repatriación a la España franquista. La mayoría consiguieron encontrar avales que les permitieron abandonar el campo y encontrar trabajo y refugio en Francia. En junio de 1940 solo quedaban unos 800 prisioneros vascos y ante el avance alemán abandonan el Islote C, donde están concentrados y emigran en su mayoría a Sudamérica estableciendo colonias de exiliados vascos en dichos países.
No obstante Gurs se caracterizó por haber constituido un «reducto cultural» dentro de la barbarie debido a una serie de factores, pues de 1939 a otoño de 1940, el idioma que dominó en el campo fue el castellano y el euskera debido a la gran presencia de exiliados republicanos, lo que favoreció su unidad para realizar actos pese a que cada islote estaba incomunicado del resto. 
Los reclusos vascos crearon una orquesta y construyeron un campo de deportes. El 14 de julio de 1939, fiesta nacional francesa, los 17 000 internados se formaron marcialmente en el campo de deportes y cantaron La Marsellesa, ofreciendo a continuación demostraciones deportivas y conciertos de coro e instrumentales. Posteriormente, a partir de marzo de 1941, se creó un «centro cultural» en una barraca de cada islote en las que se realizaban representaciones musicales y teatrales e incluso se impartían clases y se daban charlas sobre «educación sexual». En Gurs, por ejemplo, en la semana del 10 al 17 de agosto de 1939 funcionaron 9 Barracones de Cultura en los que se impartieron 110 clases con 3883 alumnos. 
Tras el verano de 1942 al incrementarse las deportaciones, la «actividad artística» decreció y con la llegada de los nazis y tras la salida de la mayoría de los vascos, el campo fue rebautizado como el Campo de los indeseables y acogió a prisioneros por razón de su raza, sexualidad o creencia, empeorando aún más las condiciones y llegando a morir ocho personas cada día. El Campo de Gurs permaneció en funcionamiento hasta 1945, siendo el de mayor duración de toda Francia.
El Gobierno Vasco realizó un homenaje en mayo de 2006 a los recluidos vascos en el Campo de Gurs, en el que se plantó un retoño del Árbol de Guernica, «como símbolo de paz» y se colocó una placa conmemorativa, realizada por Néstor Basterretxea. Este homenaje se sitúa dentro del contexto del proceso de recuperación de la memoria histórica, surgido en España en los últimos años.

#### Los años 1950
Fracasados todos los intentos por desarrollar conjuntamente la oposición al régimen, partidos y sindicatos entran en una etapa en la que casi no registran actividad alguna, dificultada también por la represión.
Los nacionalistas, durante todos estos años, se limitaron a intentar difundir la lengua y la cultura vasca mediante la creación de grupos de montaña, coros y danzas o similares, para lo cual contaron con la colaboración de numerosos sacerdotes de ideología afín. La actuación de estos sacerdotes, en sus homilías y en sus contactos con los ciudadanos, especialmente en los pueblos pequeños, tuvo gran importancia en la transmisión de la cultura e ideología nacionalista, que gracias a ello pudieron esquivar las prohibiciones oficiales y mantenerse vivas durante estos años.
Por otro lado, la Iglesia también contribuyó a la creación de la Juventud Obrera Cristiana (JOC) y de la Hermandad Obrera de Acción Católica (HOAC), organizaciones que además de participar en la oposición al régimen desde fábricas y talleres (y también universidades en el caso de las JOC), sirvieron de semillero de futuros dirigentes políticos y sindicales.

#### Los años 1960
El País Vasco y Navarra figuraron a la cabeza del intenso proceso de cambio que España experimentó en la década de 1960; la transformación económica y social más determinante del siglo XX. Esa época se conoce como el milagro económico español (1959-1973). Los años 60 fueron, en efecto, años de enorme desarrollo, de industrialización acelerada, de grandes éxodos rurales, de crecimiento urbano incontrolado y de avalanchas turísticas. Para 1970, España había dejado de ser un país subdesarrollado y agrario; y, aún con graves costos sociales, se había transformado en una sociedad comparativamente dinámica y moderna, y relativamente próspera. Como parte sustancial de este proceso, la región vasco-navarra vivió durante esta década una etapa de desarrollo y crecimiento extraordinarios. 
Los cambios de los años 1960 significaron una verdadera ruptura histórica. Fue entonces cuando culminó y se generalizó la transformación de la región, Álava y Navarra incluidas, en una sociedad industrial altamente tecnificada, urbana, profesional y de masas.
Todos los ámbitos sociales y culturales sufrieron cambios decisivos entre 1960 y 1970. Pocas décadas habrá más decisivas que la de 1960 en la historia moderna del País Vasco y Navarra.

##### Los años del desarrollo
El factor esencial del despegue y la modernización económica de España fue la liberalización de la economía, que se inició tras casi 20 años de autarquía, a raíz del llamado Plan de Estabilización del año 1959. El desarrollismo vasco-navarro fue, sin embargo, ajeno a la acción directa del Estado. La región quedó fuera de la política de polos de desarrollo iniciada en España en 1964, aunque en Navarra y Álava la acción de las respectivas Diputaciones fue decisiva para el desarrollo industrial. La participación del Instituto Nacional de Industria, INI, el holding de empresas industriales que el Estado había creado en 1941, fue exigua; se limitó a algunas empresas de construcción naval de la Ría de Bilbao como Euskalduna y La Naval, integradas en Astilleros Españoles en 1969, y algunas, más bien pocas, nuevas factorías establecidas en Álava y otras ubicadas en Navarra. En general, aquel desarrollo, proclamado y alabado por el Régimen Franquista como ejemplar, fue en el País Vasco y Navarra el resultado de la inversión privada y de la capacidad exportadora de sus industrias, es decir, fue el resultado de su dinamismo empresarial.
Los resultados fueron impresionantes; el valor del producto interno bruto del País Vasco y Navarra casi se triplicó entre 1960 y 1973, con un crecimiento porcentual más elevado en Álava y Navarra y más moderado en Vizcaya y Guipúzcoa. Como revelaban todos los indicadores, el crecimiento se debió sobre todo al desarrollo industrial. La industria generaba en 1975, año terminal de aquel gran ciclo expansivo, más del 53 % del PIB vasco-navarro y, mientras los servicios constituían algo más del 40 %, la agricultura en cambio solo suponía el 5 % en el País Vasco y poco más del 14 % en Navarra. La población activa industrial aumentó en la misma proporción al tiempo que la ocupada en la agricultura y la pesca descendió sensiblemente. 
La construcción naval vizcaína continuó a buen ritmo hasta los años 1974-1975. La producción de los astilleros, que en 1959 había sido de algo más de 227 000 toneladas de registro bruto con 96 barcos, se elevó en 1973 a más de 341 000 toneladas con 56 buques, lo que suponía el 28,4 % de la producción española.

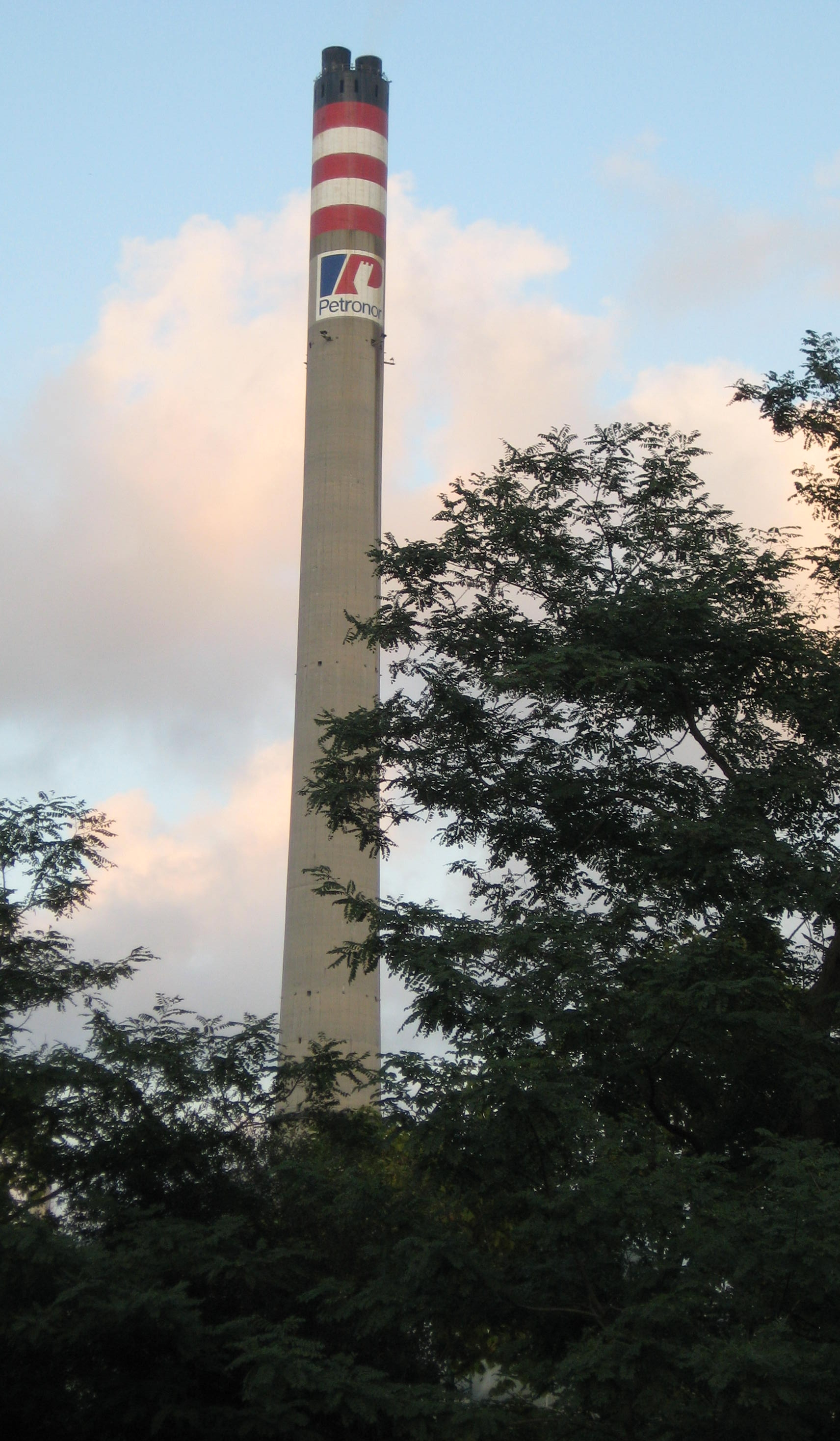
Chimenea de Petronor en Musques

La actividad que el Puerto de Bilbao registró en la década fue extraordinaria; el movimiento de mercancías aumentó de 3,9 millones de toneladas en 1960 a algo más de 20 millones de toneladas en 1973. El puerto propició, además, dos de las grandes inversiones de la década, ambas decisivas para el futuro de Vizcaya. En 1968 se concedió a la provincia, para su ubicación en Somorrostro (muy cerca de la boca del puerto), la instalación de una gran refinería de petróleo, con capacidad para tratar unos 10 millones de toneladas al año de crudo, que recibiría el nombre de Petróleos del Norte S.A o Petronor. Fue más tarde, ya en 1972, cuando vista la insuficiencia del puerto fluvial, sobre todo para acomodar los grandes barcos que en ese momento dominaban el tráfico de petróleo, se decidió la construcción de un superpuerto en el abra, entre Ciérvana y Punta Galea. El primero de los muelles entró en servicio en 1973. Una de las primeras actuaciones hacia su entrono por parte de Petronor, pareja a la construcción de la refinería de Musques, fue la financiación de gran parte del Superpuerto de Bilbao en los años 70; aunque este proyecto quedó prácticamente paralizado hasta los años 90, con tan solo un espigón en construcción. 
En Guipúzcoa el desarrollo tuvo características distintas. Aunque las industrias del papel y del sector químico tuvieron relevancia indudable, la expansión fue ante todo consecuencia del gran dinamismo del sector metalúrgico. El sector estaba altamente diversificado, con factorías y plantas diseminadas por toda la geografía provincial: fábricas de herramientas, ferretería, cerrajería, tornillería, armas, muebles metálicos, rodamientos, electrodomésticos, máquinas-herramientas, material eléctrico, bicicletas, laminados y aceros especiales; y, curiosamente, integrado mayoritariamente por empresas y empresarios modestos. El arquetipo de empresario guipuzcoano, al contrario que el vizcaíno (más vinculado a la banca y la sociedad anónima), tenía una visión de la empresa mucho más personal y próxima, quizá hasta patriarcal.
Simultáneamente, las cooperativas tendrían un notabilísimo desarrollo y, a menudo, un éxito formidable. La cooperativa Mondragón adquirió en estos años una imagen a nivel internacional; son los años del gran crecimiento empresarial de Mondragón, cuando Eroski empezó a funcionar como cooperativa de consumos y la cooperativa Fagor se convirtió en marca de referencia a nivel de toda España.
En Álava se crearon en la década de 1960 un total de 1363 empresas, un 80 % de ellas en polígonos del entorno de Vitoria; convertida gracias a las iniciativas de planificación y promoción de su ayuntamiento y de la Diputación alavesa en el enclave natural de la expansión de las economías vizcaína y, sobre todo, guipuzcoana. Era un polo de desarrollo en un emplazamiento idóneo, moderno y bien concebido. Los sectores metalúrgico y químico, y la construcción fueron las piezas fundamentales del despegue industrial alavés. Entre las empresas más vigorosas se encontraron Forjas Alavesas dedicada a aceros especiales; Mevosa, Mercedes y Volkswagen dedicadas a vehículos industriales; y Michelin dedicada a neumáticos.
El caso de Navarra fue muy similar. El Plan de Promoción Industrial promovido por la Diputación Foral de Navarra por iniciativa de su vicepresidente, el industrial Félix Huarte, permitió la creación entre 1964 y 1974 de un total de 337 empresas, con una inversión de unos 20 000 millones de pesetas y una dotación de unos 30 000 empleos industriales. Por lo menos la mitad de esas empresas, en su mayoría metalúrgicas, se establecieron en el área de Pamplona.
El crecimiento económico vasco-navarro de los años 60 fue enorme pero tuvo muchos desequilibrios y contradicciones. En primer lugar, el crecimiento se hizo sin ningún control medioambiental y, por lo tanto, trajo consigo una contaminación intensísima de ríos como el Oria o de enclaves industriales como Baracaldo, Sestao o Bilbao. En segundo lugar, el desarrollo se concentró enormenmente en algunos sectores, concretamente el sector metalúrgico y el sector químico se llevaron hasta un 60-70 % de todas las inversiones. En tercer lugar, debido al proteccionismo arancelario, las empresas que surgieron eran, en general, pequeñas y poco competitivas, además de muy dependientes de tecnología extranjera vía patentes o licencias de los productos industriales.
El desarrollo económico de los años 60, que se prolongó hasta 1974, transformó radicalmente la región vasco-navarra. La población ascendió de 1 773 696 habitantes en 1960 a algo más de 2,5 millones a mediados de la década de los años 70. El saldo migratorio fue determinante; había llegado una masa importante de emigrantes procedentes de Andalucía, Galicia, Castilla la Vieja, Región Leonesa, Aragón, Asturias, Extremadura y Murcia.
En 1971 Vizcaya ocupaba la primera posición entre las provincias españolas en renta per cápita, Guipúzcoa la segunda, Álava la tercera y Navarra la octava. El producto interno bruto del País Vasco y Navarra creció entre 1955 y 1975 en un 210,1 %.

##### La transformación urbana
El espectacular crecimiento de la economía del País Vasco y Navarra, que no excluyó crisis coyunturales, conllevó graves desequilibrios e insuficiencias, que se manifestarían durante la muy larga crisis que la región sufriría a partir de los años 1974-1975. Los desequilibrios territoriales, por ejemplo, fueron palmarios. La actividad y la población se concentraron, ante todo, en las capitales de provincia y las comarcas y pueblos inmediatos a ellas. Provincialmente, solo Guipúzcoa creció de forma armónica, aunque crecieran más y peor la Comarca de San Sebastián, el corredor San Sebastián-Irún y Éibar. Importantes comarcas de Álava como Campezo, la Montaña Alavesa y los valles occidentales; la Navarra media, la montaña navarra y los valles pirenaicos orientales; así como Las Encartaciones y Arratia en Vizcaya fueron zonas que quedaron o estancadas o al margen del desarrollo, incluso algunas de ellas perdieron población.
El doble proceso de urbanización y concentración industrial y demográfica tuvo intensidad excesiva y se hizo de forma incontrolada y caótica. En 1975, lo que poco antes comenzó a llamarse el Gran Bilbao absorbía el 79 % de la población de su provincia, Vitoria el 73,1 % de la suya, San Sebastián el 57,6 % de la población guipuzcoana y Pamplona el 46,8 % de la de Navarra. Las capitales y el Gran Bilbao crecieron de forma espectacular. Los desastres urbanísticos que de ahí se siguieron fueron considerables. 

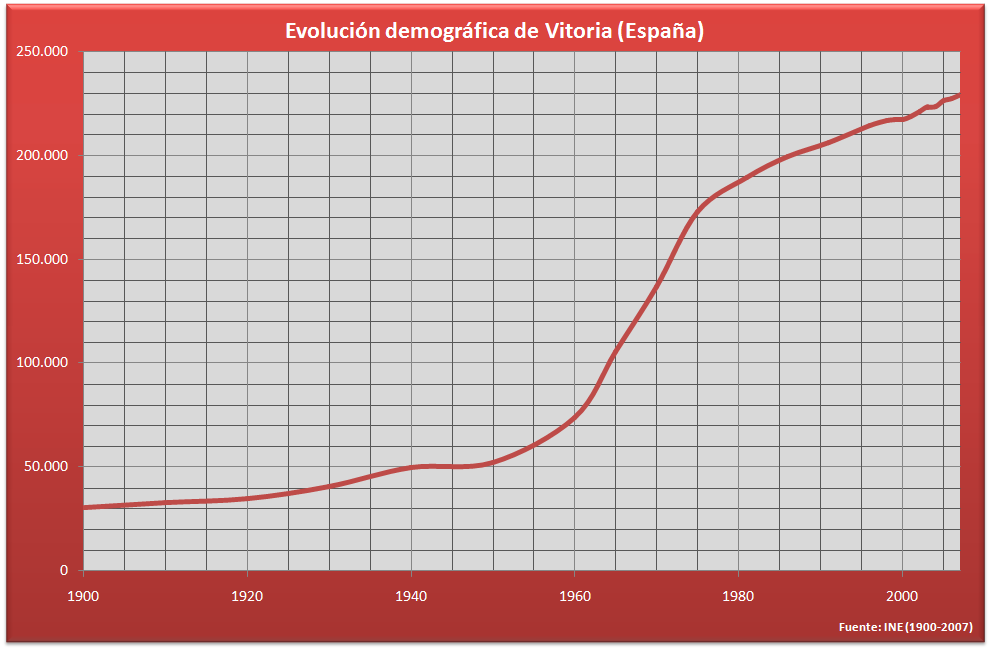
Evolución de la población de Vitoria, en la que se ve un gran aumento en la década de los 60

El crecimiento de Vitoria y Pamplona, que figuraron como las ciudades que más crecieron en España entre 1960 y 1975, pudo parecer en más de un sentido modélico; se hizo sobre ensanches, por lo general espaciosos, cómodos y funcionales, que crecieron razonablemente bien urbanizados y equipados. Pero las autoridades locales y provinciales atendieron antes a acondicionar los espacios industriales que a preparar áreas y barrios donde residieran las familias trabajadoras. Surgieron de esa forma en los cinturones de ambas poblaciones, en pueblos y aldeas cercanas y en zonas próximas a los polígonos industriales barrios obreros marginales y segregados, mal urbanizados y con dotaciones y servicios insuficientes. 
San Sebastián también resistió y en 1970, aunque no era ya solo el centro veraniego y turístico que venía siendo desde el siglo XIX sino la capital de servicios de su provincia, retenía su bella configuración y su equilibrada y elegante arquitectura pese a algunas agresiones, como la demolición en 1973 del edificio del Gran Casino Kursaal. Disponía de numerosas zonas verdes y ajardinadas y de un buen nivel de servicios hospitalarios, deportivos y docentes (salvo por lo que se refería a la enseñanza universitaria). En la periferia de San Sebastián, localidades como Hernani, Pasajes, Rentería, Oyarzun, Usúrbil, Urnieta o Lasarte, que se habían industrializado intensamente, presentaban problemas de considerable magnitud: barriadas aglomeradas, trazado desordenado y anárquico, fealdad urbanística, insuficiencias estructurales, viviendas pobres y carencia de servicios.

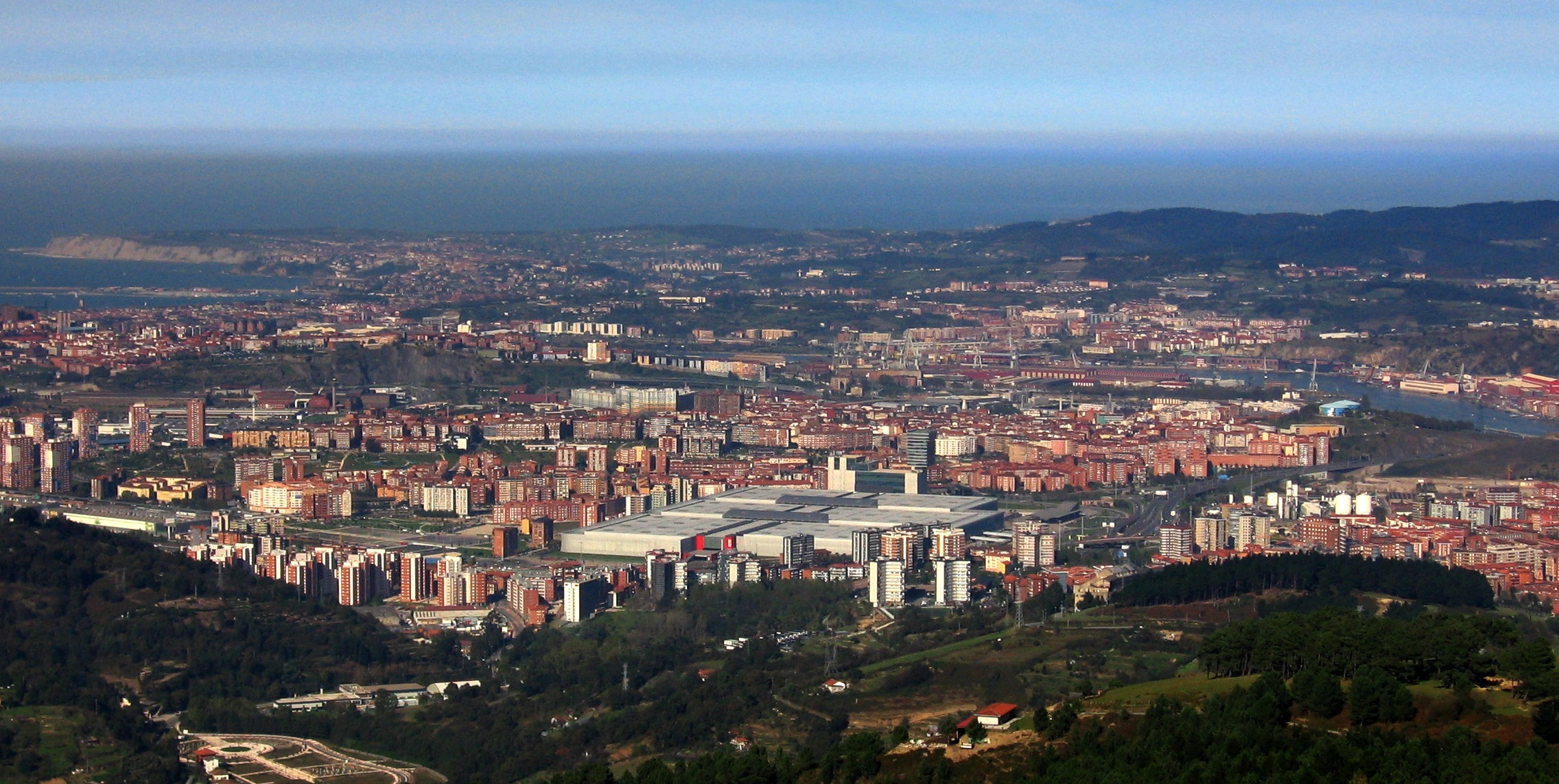
Baracaldo fue uno de los municipios del Gran Bilbao que creció de forma caótica

El Gran Bilbao fue, sobre todo, un fracaso urbanístico. Su crecimiento desbordó todas las expectativas y previsiones. En pocos años, la capital vizcaína se transformó en una aglomeración urbana congestionada, con 6953 habitantes por kilómetro cuadrado en 1970. Una ciudad literalmente cercada por barrios populares, de arquitectura pobre, viviendas insuficientes y de baja calidad; y con graves carencias en equipamientos e infraestructuras. En 1970 Bilbao no tenía ya prácticamente suelo urbanizable, registraba niveles de contaminación altísimos, carecía de zonas verdes y sus dotaciones de tipo cultural y sanitario resultaban, a la vista de su dinamismo y riqueza, insatisfactorias y mediocres. Bilbao se había convertido en un gran problema cuya solución exigía una radical revisión de toda la gestión urbanística, tal y como reclamaban urbanistas, arquitectos y sociólogos. Se hacían necesarios y urgentes una planificación seria del territorio urbano y de su desarrollo, planes de dotación de zonas verdes para reducir la contaminación atmosférica, progamas municipales de viviendas, proyectos de saneamiento e higiene colectivos, trazado de nuevas redes viarias y ferroviarias, y nuevos equipamientos docentes, deportivos y asistenciales. La reacción, sin embargo, fue muy tardía. Solo en 1968 el Ministerio de Obras Públicas, el Ayuntamiento y la Diputación decidieron abordar la cuestión nada fácil de los accesos por carretera a la villa, acordando el trazado de varias soluciones para el casco urbano y su entorno; la construcción de autopistas hacia la frontera francesa (Bilbao-Behovia), y hacia Madrid y el eje Vitoria-Barcelona (Bilbao-Miranda). Sin embargo, al tratarse de obras, por definición, costosas y de realización lenta y laboriosa, más aún por la geografía complicada de Bilbao, solo empezaron a completarse a partir de la segunda mitad de la década de 1970 y primeros años 80.
El crecimiento económico había transformado radicalmente la vida social vasco-navarra. El fascinante panorama de factorías, astilleros, chimeneas, vías, grúas, trenes, humos, llamaradas, muelles, barcos, tuberías, altos hornos y cables que hacia 1970 ofrecían Bilbao y su ría revelaba una riqueza incomparable. Guipúzcoa se transformó, prácticamente, en una provincia taller. Tanto el País Vasco como Navarra integraban una densa región urbana; el 76,23 % de la población vasco-navarra vivía en 1975 en municipios de más de 10 000 habitantes.

##### La transformación cultural
El cambio cultural que se estaba produciendo era igual de significativo; un movimiento imparable que se había iniciado con la construcción entre 1950 y 1955 del Santuario de Aránzazu. Jorge de Oteiza, tras sus comienzos como escultor expresionista, es pionero en un estudio profundo del espacio que hay junto a la forma. Eduardo Chillida, a través del hierro, el alabastro y el hormigón, produce emociones poéticas en el espacio que irradian sus obras creando un mundo escultórico de formas austeras lleno de fuerza y vigor, fruto de unas preocupaciones metafísicas que Oteiza quiso teorizar en su libro Quousque Tandem...!. 

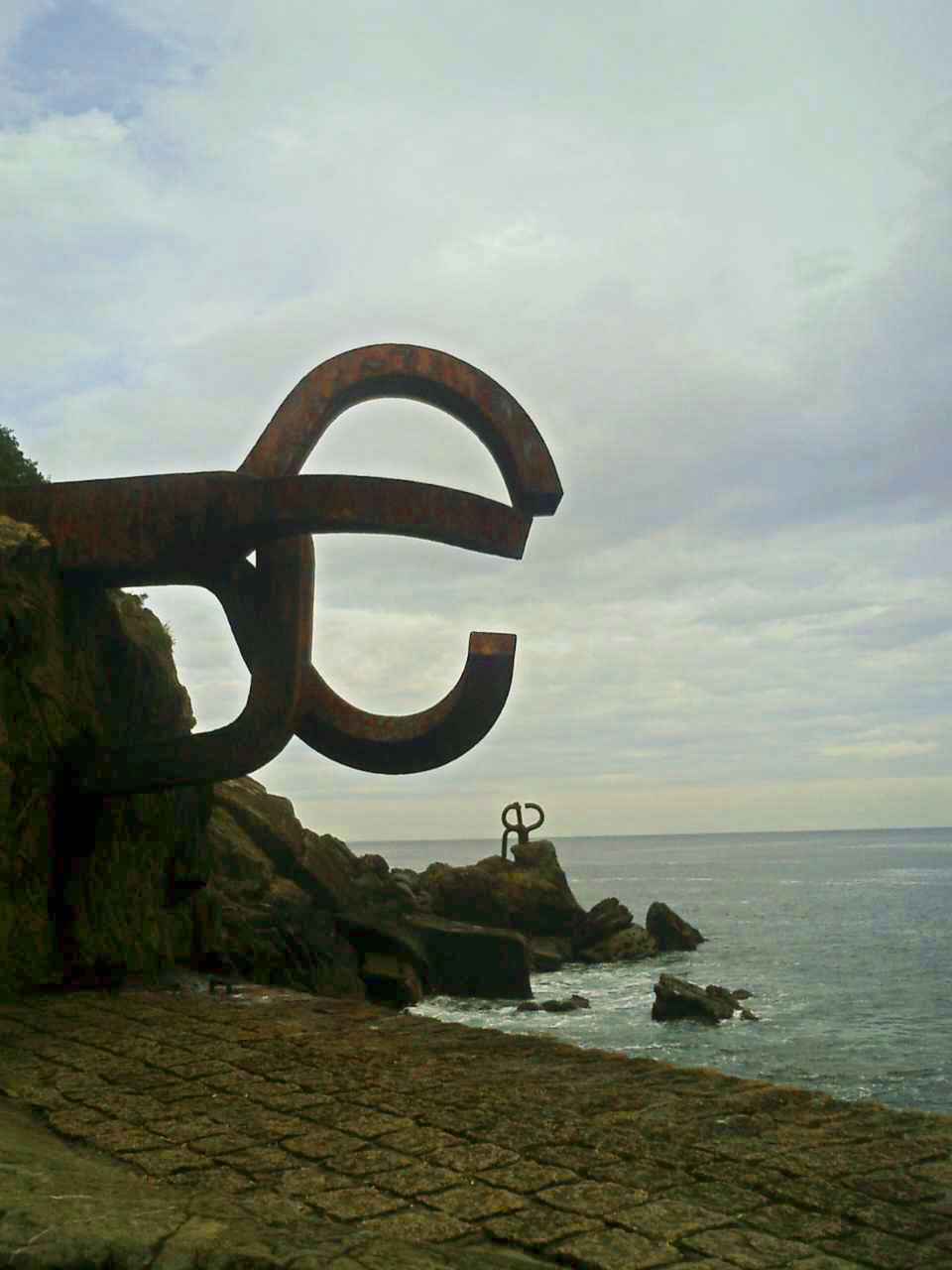
El Peine del Viento de Eduardo Chillida

Con Oteiza (gran premio de escultura en la Bienal de São Paulo en 1957), Chillida (mismo premio en la Bienal de Venecia de 1958), Néstor Basterretxea, Vicente Larrea, Remigio Mendiburu y Ricardo Ugarte la escultura vasca se configuró como una de las apuestas artísticas más innovadoras del arte internacional de los años 1960. Este resurgimiento de la escultura en los años 60 (que se dio también en Madrid con el grupo El Paso y en Barcelona con el grupo Dau al Set) bebió de la introducción de los movimientos expresionistas que habían evolucionado en Europa y empezó fundamentalmente en el plano de lo plástico. Oteiza (y su libro) fue el gran dinamizador cultural del momento; fue él el que, con una importante visión de futuro, generó la Galería Barandiarán donde se realizarían las exposiciones más importantes. En 1966 escultores y pintores vascos y navarros constituyeron los grupos de escuela vasca Gaur (en Guipúzcoa), Orain (en Álava), Emen (en Vizcaya) y Danok (en Navarra); removiendo definitivamente el entorno cultural vasco impulsado por Oteiza y que proyectaron a un conjunto de personalidades creadoras que iría afirmándose y consolidándose en décadas posteriores.
En literatura, los años 1960 fueron también una época rica y efervescente, con unos planteamientos de libertad en todos los sentidos culturales y sociales. El escritor Ramiro Pinilla logró en 1961 con Las ciegas hormigas el Premio Nadal de literatura, el más prestigioso premio literario español. En 1962 otro escritor vasco, José María Mendiola, lo volvería a obtener por Muerte por fusilamiento. Estas novelas, por sus estructuras y lenguaje, se insertaban en las nuevas corrientes narrativas que agitaban la literatura española. Luis Martín-Santos escribió en 1962 la mejor novela española de la década, Tiempo de silencio, que narra la historia del fracaso existencial de un médico del miserable Madrid de la posguerra; un libro singular, de lenguaje y construcción sorprendentes, punto de arranque de la renovación estilística que la novela española experimentaría posteriormente. En 1966 Raúl Guerra Garrido, nacido en Madrid pero afincado en San Sebastián, publicó Cacereño, una dura novela social sobre la discriminación que los trabajadores inmigrantes sufrían en el País Vasco. Fue en este contexto en el que aparecerían más adelante las revistan literarias donostiarras Kurpil y, más adelante, Kantil.
En 1968 Néstor Basterretxea y Fernando Larruquert filmaron Ama Lur/Tierra madre, un documental de larga duración sobre el País Vasco con imágenes de gran fuerza y belleza que intentaba reflejar qué era el País Vasco en esos años. El caso de Ama Lur/Tierra madre es singular porque no nació de un sistema de producción convencional (desde productoras convencionales) sino desde una suscripción popular mediante pequeñas aportaciones económicas. El productor donostiarra Elías Querejeta promovió desde 1965, al hilo de la tímida y contradictoria liberalización cultural del Franquismo, el nuevo cine español, que combinó calidad estética y crítica social, y produjo un puñado de películas de considerable interés.

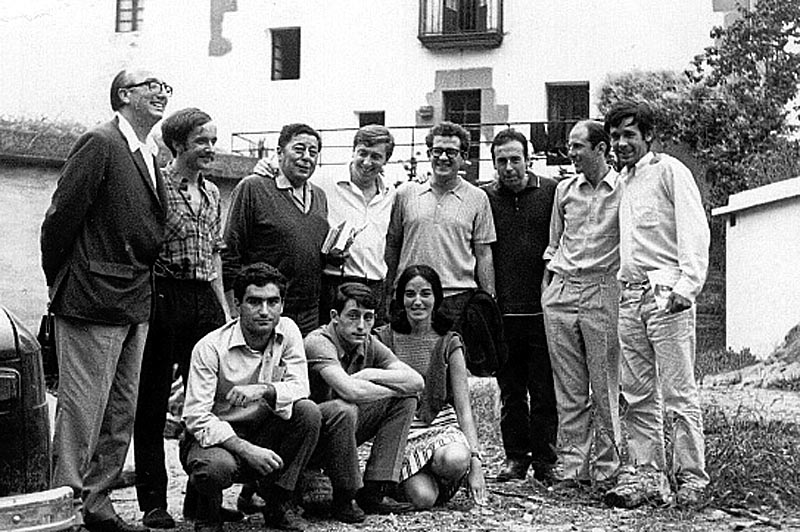
El grupo musical Ez Dok Amairu

 La literatura en euskera experimentó paralelamente su primer resurgimiento real desde la Guerra Civil. Como en el arte, una nueva generación de escritores renovó temas y técnicas narrativas e hizo, en suma, una nueva literatura. Por su calidad e interés lingüístico, estético, social y político Harri eta Herri, el extenso poema de 2401 versos de Gabriel Aresti, aparecido en 1964 se constituyó en el símbolo de la renovación.
La liberalización del Franquismo permitió desde 1960 de la apertura de ikastolas. En 1970 funcionaban aproximadamente 120 ikastolas con unos 12 000 alumnos. El lingüista Koldo Mitxelena dio un considerable impulso a los estudios sobre la lengua vasca, de cara sobre todo a la unificación de su ortografía y declinación, pieza básica en la recuperación del euskera como lengua moderna de comunicación. También contribuyó decisivamente a la recuperación del euskera la aparición a mediados de esta década de la llamada nueva canción vasca, cuyo mayor exponente sería el grupo musical Ez Dok Amairu.
La sociedad vasco-navarra de los años 60 era también una sociedad de consumo de masas. Subsistían, y aún se habían reforzado, usos y costumbres que la vida social de cada población había organizado desde antiguo: rondas diarias de bares, peñas, cuadrillas, sociedades gastronómicas... Pero la prosperidad de la década había intensificado las posibilidades de ocio de la población y había multiplicado, como era de esperar, la oferta de entretenimiento propias, precisamente, de la vida industrial y urbana. Los deportes ocupaban el lugar preferente, por más que en los años 60 las prestaciones de los deportistas vascos y navarros no fueran excepcionales. El Athletic de Bilbao ganó la Copa de fútbol en 1969, pero la Real Sociedad permaneció en la segunda división entre 1962 y 1967. El Osasuna, por su parte, inauguró en 1967 el estadio de El Sadar. Algunos ciclistas como Otaño, Gabica, Perurena, los hermanos Lasa y, sobre todo, el equipo vitoriano Kas lograron victorias significativas. Azkarate y Atano X dominaron la Pelota a mano. El navarro Astibia popularizó, gracias a la televisión, los concursos de Aizcolaris. Fuenterrabía ganó las regatas de traineras de San Sebastián entre 1965 y 1968. En 1968 surgió el boxeador Urtain, como una obvia operación comercial basada en la reedición del mito de la fuerza hercúlea de los vascos.

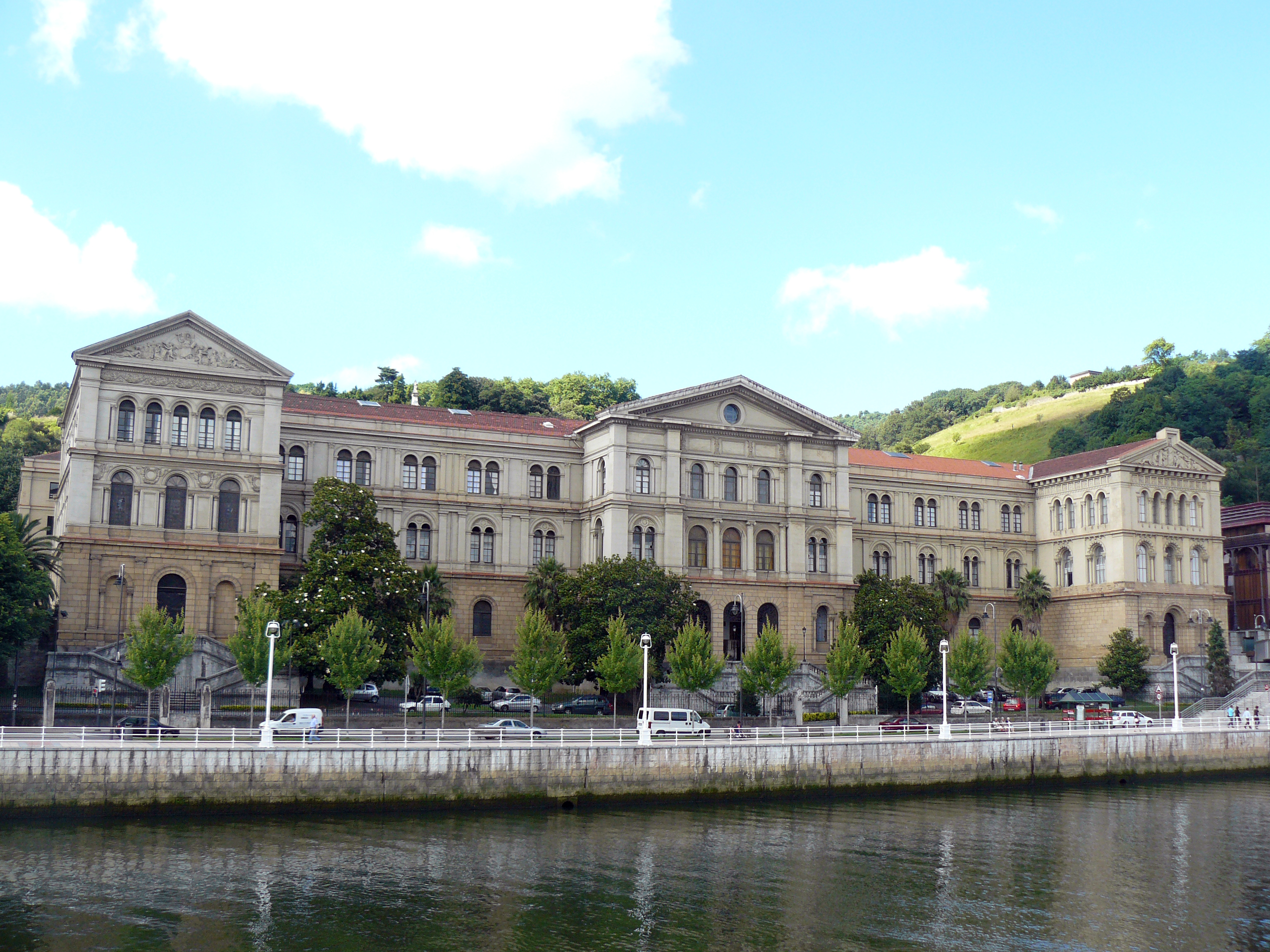
Edificio de la Universidad de Deusto

El cambio económico provocó, por último, dos hechos sustanciales llamados a influir a medio y largo plazo de forma decisiva en la conciencia colectiva, en las ideas, creencias, valores y sensibilidad moral de vascos y de navarros: De una parte, el surgimiento de la vida universitaria y, de otra, la secularización de la sociedad. La exigencia de cuadros técnicos y profesionales y, también, la mayor demanda de cultura de una sociedad en desarrollo obligó a ampliar la oferta universitaria en la región, hasta entonces dependiente a esos efectos de Zaragoza y Valladolid. A principios de la década de los 60 había un par de centros universitarios con 2700-2800 estudiantes universitarios que elevarían a una veintena con 14 000-15 000 estudiantes, que serían 20 000-25 000 en torno a 1974-1975. Los hechos fundamentales fueron, en primer lugar, la conversión en universidad de los institutos y facultades que los Jesuítas tenían en Deusto desde finales del siglo XIX, que daría lugar a la Universidad de Deusto; en segundo lugar, la creación de la Universidad de Navarra en Pamplona; en tercer lugar, la creación en 1968 de la Universidad Pública de Bilbao, embrión de la futura Universidad del País Vasco; y, por último, el establecimiento en 1970 de un colegio universitario en Vitoria dependiente de la Universidad de Valladolid. Precisamente, la existencia de las universidades de Deusto y Navarra hacía que el peso de la Iglesia en la enseñanza universitaria del País Vasco y Navarra fuese muy alta. En los años 1974-1975 casi el 50 % del total de alumnos universitarios de la región pertenecía a esas dos universidades.
Los índices de asistencia a misa en las cuatro provincias y otros indicadores, como por ejemplo el número de sacerdotes por cada mil habitantes, eran en torno a estos años muy superiores a las medias españolas. Todo ello hacía pensar que la catolicidad de vascos y navarros era aún alta. Sin embargo, el cumplimiento de las prácticas religiosas era muy alto entre la población de más de 60 años y entre las mujeres; pero muy bajo entre los menores de 30 años y entre la población inmigrante. Las vocaciones sacerdotales disminuían de forma evidente y la enseñanza de las universidades de la Iglesia era, en esencia, una enseñanza técnica y profesional. El mundo religioso estaba en crisis en la sociedad vasco-navarra.

##### Aparece ETA
La aparición de ETA fue consecuencia de la reacción de militantes de organizaciones juveniles más o menos vinculados al Partido Nacionalista Vasco. Hombres como José Luis Álvarez Emparanza, Julen Madariaga,  José Manuel Agirre o José María Benito del Valle aspiraban a fundar un nuevo nacionalismo, capaz de dar respuesta a la nueva realidad vasca propiciada por el Franquismo y el desarrollo industrial.
Nacida en la clandestinidad en 1959, tras varios años de incubación, Euskadi ta Askatasuna (ETA) fue, desde luego, el resultado de la falta de libertades del Régimen de Franco. Pero fue también una reacción generacional contra la aparente crisis que el sentimiento nacionalista vasco parecía estar sufriendo en los años 50, fruto de la represión, del crecimiento económico, de la inmigración masiva de trabajadores y ante la pasividad del nacionalismo histórico en la clandestinidad y en el exilio. Los viejos militantes del PNV habían optado por una estrategia menos confrontacional con el Régimen en los años 60. Con el reemplazo generacional, algunos elementos de la juventud que toma el relevo se rebeló contra esa aquiescencia y quietud, por lo que emprendió una vía revolucionaria definiéndose marxistas, rompiendo con la herencia del nacionalismo tradicional y haciendo pilotar la identidad vasca sobre elementos distintos a los sabinianos (ya no va serían la raza y la religión sino que empezaría a ser la voluntad de sentirse vasco y el euskera como elemento central en esa identidad vasca).
La IV asamblea de ETA la definía como socialista y nacionalista. La síntesis de estas ideologías dio lugar al nacionalismo revolucionario, tomando como modelo a los movimientos de liberación del Tercer mundo. Con esta nueva definición se creó el concepto de Pueblo Trabajador Vasco: vasco era el trabajador que tenía consciencia nacional de clase, dicho de otra manera, vasco era el nacionalista vasco. Así, se dejaba de lado la importancia que el nacionalismo sabiniano le había dado a la raza, y se tomaba el euskera como elemento referencial de la identidad vasca. Este concepto era mucho más atractivo para la población inmigrante, que podría ser considerada vasca (por ETA) con solo declararse nacionalista. Durante la V asamblea de ETA, que se celebró en dos fases (diciembre de 1966 y marzo de 1967), se muestran claramente las divisiones entre los sectores obreristas y nacionalistas, influidos estos últimos por las luchas de liberación del Tercer Mundo en Argelia y otros países. Al finalizar esta asamblea, ETA pasaría a definirse como un movimiento revolucionario socialista de liberación nacional vasco. Tras el éxito del sector nacionalista sobre el obrerista, representantes de ETA acudieron a la reunión de la Intercontinental en La Habana, donde se le abrieron las puertas a la organización para relacionarse con otros movimientos revolucionarios del Tercer Mundo.
ETA fue el resultado del voluntarismo de un reducido núcleo de militantes. Inicialmente, sus actuaciones fueron mera agitación propagandística: pintadas del lema Gora Euskadi, pintadas de las siglas E.T.A., colocación de banderas vascas en lugares visibles y frecuentados, y actos similares. En 1968, después de la V asamblea, comenzó el periodo de la violencia mimética en el País Vasco, tomándose la estrategia acción-represión-acción. En junio de 1968, mientras en París se daban los sucesos del Mayo del 68, comenzaron en el País Vasco los primeros atentados mortales protagonizados por ETA. Fue entonces cuando se decidió llevar a la acción algo que, hasta entonces, solo se había mantenido en la teoría; el Biltzar Ttipia de ETA (equivalente al Comité Central de un Partido Comunista) decidió asesinar a los jefes de las brigadas político-sociales de San Sebastián (Melitón Manzanas) y Bilbao. 

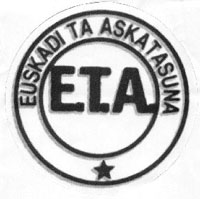
Sello de ETA

Los primeros sucesos graves y resonantes ocurrieron en 1968; Txabi Etxebarrieta junto a su compañero Iñaki Sarasketa circulaban en un coche robado y se encontraron por la carretera al Guardia Civil de tráfico José Pardines, que decidió pararlos en un control rutinario. Al caer Pardines en la cuenta de que el coche era robado, Txabi Etxebarrieta disparó por la espalda al guardia y lo remató en el suelo con varios tiros en el pecho. La Guardia Civil abatió a Txabi Etxebarrieta en un tiroteo posterior, convirtiéndose en el primer «mártir» de ETA. El 2 de agosto un comando de ETA mató en Irún al comisario de policía Melitón Manzanas.
Aquellos acontecimientos fueron decisivos. El Régimen de Franco no supo ofrecer más política que represión indiscriminada frente a la escalada de ETA y declaró el Estado de Excepción en Guipúzcoa como respuesta al atentado de Melitón Manzanas. Se alejó de esa manera de buena parte de la opinión pública vasca, incluso aquella que en principio había sido indiferente, sino hostil, a ETA. La conflictividad de ETA se convertiría junto a la obrera, la estudiantil y la de algunos sectores de la Iglesia en uno de los cuatro conflictos característicos de los últimos años del Franquismo, erosionándo el orden público y la estabilidad de la sociedad de manera importante, aunque sin conseguir derribar el Régimen. El Régimen de Franco declaró varios Estados de Excepción en Vizcaya y Guipúzcoa a partir de 1968 en relación con acciones de ETA y con operaciones contra ETA.
La radicalización de la Iglesia local, que revelaba su propia crisis religiosa, favoreció igualmente aquella estrategia. Significativamente, la primera parte de la V asamblea de ETA se había celebrado en la casa cural de Gaztelu, en Guipúzcoa. Tras la muerte de Etxebarrieta, fueron bastantes los curas que celebraron misas y funerales por su alma, desafiando a las autoridades. Esto contribuyó a hacer del joven líder de ETA el primer héroe nacional de la organización. 40 sacerdotes ocuparon en agosto de 1968 las oficinas del Obispado de Bilbao para exigir al Obispo Gúrpide que se pronunciara respecto de la situación de represión y de la recientemente aprobada Ley sobre Represión del Bandidaje y Terrorismo, tal y como había hecho en una pastoral el Obispo de San Sebastián Lorenzo Bereciartua. En junio de 1970, el administrador apostólico de la diócesis de Bilbao, Monseñor Cirarda, condenó la represión con la oposición del Régimen; y lo que fue aún más inaceptable para el Franquismo, se negó a celebrar la Misa Solemne que, para conmemorar la entrada de las Tropas de Franco en Bilbao en 1937, se celebraba todos los años en el principal templo de la capital vizcaína.

##### La ruptura con el franquismo
Una de las cuestiones más sustanciales que se planteaban en aquel momento era saber si una sociedad moderna y desarrollada, como la sociedad vasco-navarra de los años 60, podría acomodarse dentro de una dictadura autoritaria y de poder personal como era el Régimen de Franco, que aún gobernaría hasta 1975. Ciertamente, hacia 1960 el Franquismo tenía en País Vasco y Navarra un grado de aceptación social nada desdeñable. Una situación evidente por más que siguiese existiendo en el exilio una institución representativa de la legalidad republicana como era el Gobierno Vasco (mantenido por el PNV, el PSOE, ANV e Izquierda Republicana) bajo la dirección del Lendakari Jesús María Leizaola.

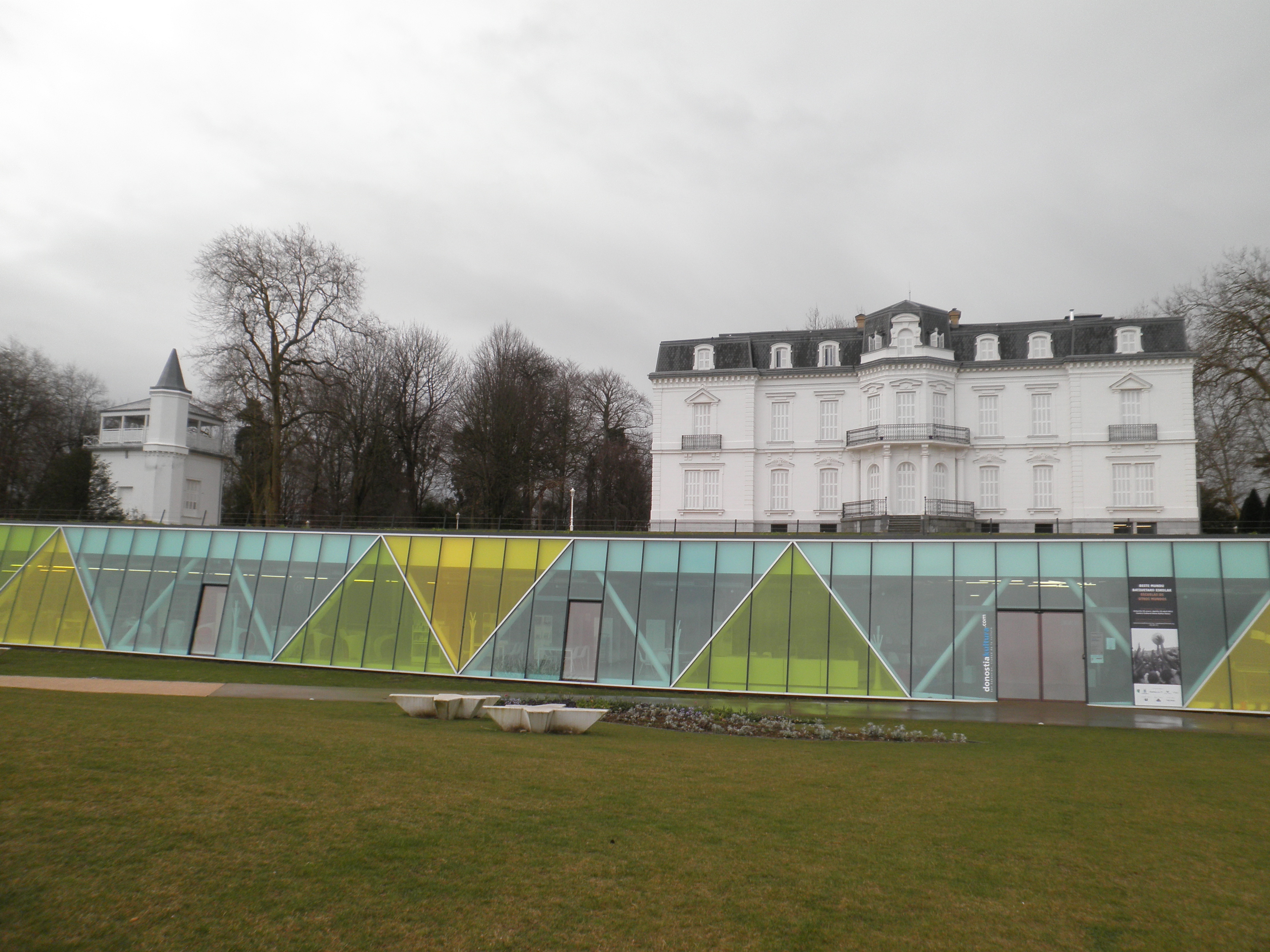
El Palacio de Ayete fue la residencia de veraneo de Franco

Los Gobiernos de Franco incluyeron Ministros vascos y navarros; se llegaría a decir que el Ministerio de Asuntos Exteriores era un «Ministerio vasco». Algunos de estas personalidades más importantes fueron Fernando Castiella (ministro de Exteriores desde 1962 hasta 1969), José Félix de Lequerica (embajador de España en la ONU desde que España entró en este organismo 1955 hasta 1963), José María de Areilza, Juan Pablo de Lojendio (ocupando estos dos embajadas importantes), Esteban de Bilbao (Presidente de las Cortes Españolas), Antonio Iturmendi (ministro de Justicia, hasta que en 1965 sustituye a Esteban de Bilbao), Antonio María de Oriol y Urquijo (ministro de Justicia), Jesús Romeo Gorría (ministro de Trabajo) o José Daniel Lacalle Larraga (ministro del Aire). Aunque su función social hubiese cambiado, San Sebastián seguía siendo la capital del verano, la ciudad preferida por Franco para su descanso estival, que disfrutaba en el Palacio de Ayete y en el yate Azor. Las Diputaciones Provinciales y los Ayuntamientos estaban regidos por hombre de confianza del Régimen; hasta Guernica concedió al Caudillo su Medalla de Brillantes en 1966.
La prematura muerte del Lendakari Aguirre ocurrida en París en 1960 y, dos años más tarde, la del líder socialista Indalecio Prieto ocurrida en México dejaron al exilio vasco y español sin sus dos más importantes y activos líderes. El nuevo Lendakari Leizaola, también miembro del PNV, dio un perfil más bajo al cargo y el Gobierno Vasco entró en un periodo de pasividad sin un protagonismo tan alto como en anteriores décadas. La labor del Gobierno Vasco se dedicó más a preparar el final del Franquismo, dedicándose más a pactos políticos-diplomáticos. En este sentido se encuentran las visitas de Julio de Jáuregui a Juan de Borbón a Estoril, preparando junto a las demás fuerzas políticas el posfranquismo. El mayor logro del Gobierno Vasco fue mantener la unidad de los dos grandes partidos del País Vasco, el PNV y el PSOE, durante todo el Franquismo, mientras que el resto de la oposición seguía dividida.
Existía, claro está, una oposición clandestina; pero esta oposición de nacionalistas, socialistas o comunistas tuvo ante todo durante estos años un excepcional valor moral pero apenas si se tradujo en acciones reales y efectivas contra el franquismo. La oposición clandestina era extremadamente minoritaria.
El Partido Comunista, a pesar de la dura represión de la que era objeto, tenía influencia en los medios obreros de Vizcaya (mucho menos en las otras provincias) por la labor de hombres como Ramón Ormazábal, su principal dirigente, el pintor Agustín Ibarrola, Julián Viejo, David Morín y Tomás Tueros entre otros. Lo que proponía el PCE en esos años era hacer una reconciliación nacional, partiendo del hecho de que la Guerra no la habían ganado unos y perdido otros; sino que los verdaderos perdedores habían sido los trabajadores. Por lo tanto, planteaba una reconciliación nacional sin vencedores ni vencidos. La posibilidad de que los dirigentes obreros pudieran realizar reuniones en iglesias, prestadas por los curas, permitió que en el movimiento obrero se juntes tanto la tradición izquierdista como la católica (organizada en la Hermandad Obrera de Acción Católica).
Militantes socialistas como Antonio Amat, Ramón Rubial, el escritor Luis Martín-Santos, Nicolás Redondo, Eduardo López Albizu y los hermanos Múgica Herzog (Enrique y Fernando) lograron también, pese a la persecución policial, que la vieja memoria socialista que se remontaba a finales del siglo XIX no desapareciese. Fueron ellos los que engancharon la tradición socialista con la sociedad del Franquismo tardío, atrayendo a los dirigentes que protagonizarían la transición como Txiki Benegas o Ramón Jáuregui.
Juan de Ajuriaguerra, Luis María Retolaza y un puñado de colaboradores habían ido reconstruyendo desde los años 50 el Partido Nacionalista Vasco en contacto permanente con Jesús María Leizaola y la militancia del exilio, especialmente los nacionalistas que se encontraban en Sudamérica. La muerte de José Antonio Aguirre que tenía renombre internacional, la aparición de ETA y la represión dificultaron la reorganización del partido en ambientes clandestinos, en un proceso en el que la estructura exterior fue perdiendo importancia en favor de la del interior.
La Iglesia local aparecía, igualmente, bajo el control de prelados inmovilistas o conservadores y, en cualquier caso, alineados con el Franquismo. En este ambiente, en mayo de 1970, y ante el estupor general, 339 curas vascos habían firmado una carta reclamando el restablecimiento de determinadas libertades. Los sacerdotes asumieron que había que dar testimonio de toda represión de derechos humanos que ocurría como la falta de libertad de expresión y de opinión. Pero además de denunciar al Régimen, se denunciaba la opresión al Pueblo Vasco, en clara sintonía con el Nacionalismo Vasco, y se denunciaba a la Jerarquía Católica que estaban apoyando al Régimen:

[...] El silencio podría ser malinterpretado, y, quizá atribuido a una ausencia de conciencia ante hechos y acontecimientos que imperiosamente reclaman una actitud franca y abierta de parte de quienes sentimos el deber de proclamar los postulados de la verdad, de la justicia, de la libertad y de la dignidad del hombre. No queremos que nuestro silencio sea causa de que se nos acuse de complicidad

La conflictividad del País Vasco y de Navarra en esta década fue doble: de una parte huelgas y conflictos de trabajo de creciente amplitud e intensidad, y, de otra, actos de violencia protagonizados por ETA como parte de su estrategia de lucha armada. Con un factor adicional igualmente decisivo, la confrontación entre el Régimen Franquista y la Iglesia, resultado del apoyo que un número significado y creciente de curas vascos dio tanto a los conflictos obreros como, sobre todo, a la banda terrorista.
El Régimen de Franco se enfrentaba a un amplio desafío en el País Vasco. Vizcaya y Guipúzcoa figuraban, por el número de huelgas, entre las provincias más conflictivas de España. El «Problema Vasco» que el Franquismo creía haber liquidado en la Guerra resurgía. La cultura euskaldun no había desaparecido bajo el desarrollo industrial y urbano; había sobrevivido gracias a la labor de filólogos, eruditos locales, antropólogos y versolaris, y a través de manifestaciones del deporte rural. Desde 1965 pudo apreciarse, además de las acciones de ETA, como eran cada vez mayores las movilizaciones que se producían en la región, pese a los despliegues policiales, con motivo del Aberri Eguna convocado desde la clandestinidad y el exilio por las organizaciones nacionalistas. El primero después de la Guerra se convocó en Guernica, asistieron miles de personas pese a la actuación contundente de la policía con controles y arrestos. El 18 de septiembre de 1970 un veterano nacionalista, Joseba Elósegui, se arrojó envuelto en llamas ante el propio Franco en señal de protesta durante el transcurso de un partido de pelota que este presenciaba en San Sebastián.
La legitimidad del Franquismo era cada vez más débil. La abstención, por ejemplo, en el referéndum que el Régimen celebró en diciembre de 1966 para ratificar la Ley Orgánica del Estado, uno de sus textos fundamentales, fue en Guipúzcoa y en Vizcaya la más alta de España (24,2 % y 21,3 % respectivamente, cuando la media nacional fue del 10,8 %). La participación en las elecciones a procuradores por el Tercio Familiar, celebradas en noviembre de 1967, no llegó al 40 %.
En Navarra, bastión tradicional del Carlismo, los cambios económicos y sociales de los años 60 estaban transformando claramente la cultura política provincial. Las huelgas aumentaron sensiblemente desde 1966. Pamplona y los diferentes enclaves industriales de la provincia vivieron una larga y durísima Huelga General (la primera en la historia de Navarra) entre los días 12 y 22 de junio de 1973. En la Universidad de Navarra había surgido, también a finales de los años 60, un movimiento democrático de estudiantes. Parte del Carlismo rompió con el Franquismo; a partir de 1965, el pretendiente Carlos Hugo de Borbón quiso orientar el movimiento hacia posiciones progresistas, redefiniendo el Carlismo como una forma de Socialismo Autogestionario al tiempo que se enfatizaba la dimensión vasca del partido; que a fin y al cabo había estado desde sus orígenes especialmente vinculado a Navarra y a las Provincias Vascas.
La prueba de fuego definitiva se produjo en diciembre de 1970 en torno al Juicio de Burgos. Un proceso (el mayor de los instruidos hasta entonces contra ETA) en virtud del cual un tribunal militar juzgó a 16 militantes de la organización (entre ellos a tres mujeres: Itziar Aizpurua, Juana Dorronsoro y Arantxa Arruti) y a dos sacerdotes (Juan Echave y Julián Calzada). Si el despertar de la conciencia vasca era minoritario antes de 1968-1970, tras el Proceso de Burgos fue muy mayoritario. Este juicio supuso un momento de acumulación simbólica legitimatoria por parte del nacionalismo radical que se perpetuaría en los siguientes años. El Proceso de Burgos fue ideado por los jefes del servicio de inteligencia de Carrero Blanco como forma de lograr un hito político para que los aliados históricos de Franco siguieran admitiendo la necesidad de una dictadura tras la muerte del Dictador. Para ello tuvieron que crear una escenografía mostrando al mundo la existencia de una amenaza constituida por ETA. El Régimen consiguió detener a la cúpula de ETA (Mario Onaindia, Teo Uriarte, Jokin Gorostidi, Xabier Izko entre otros) desarticulando prácticamente la organización y organizando un juicio-espectáculo para dar un escarmiento. La acusación principal era el asesinato del policía Melitón Manzanas, además de delitos de asociación ilegal, hurto, atracos, etc. Estos acontecimientos conmocionaron a la sociedad debido a la gran cantidad de información disponible (más de lo que había habido nunca), ya que el Régimen fue incapaz de ocultar información sobre un proceso en el que se pidieron 9 penas de muerte y 517 años de prisión. 
El juicio con el que las autoridades franquistas quisieron cortar de raíz y con contundencia ejemplar la escalada de ETA resultó ser un verdadero desastre político y propagandístico para el Franquismo. El Juicio de Burgos creó una ola de solidaridad internacional, aunque especialmente en el País Vasco y España; toda la oposición anifranquista apoyó a los procesados. Lo que el Régimen de Franco había planteado como un juicio ejemplarizante ante la sociedad vasca y española para contrarrestar cualquier proyecto de acción decidida contra Franco acabó convirtiendo en héroes a los acusados. Los procesados le dieron la vuelta a la situación, convirtiendo el juicio-espectáculo en un juicio-denuncia contra el propio Franquismo. Los procesados se repartieron papeles para hablar cada día de un tema determinado: la opresión de los obreros, la industrialización, la presión contra el euskera... Muchos de los abogados del Juicio de Burgos serían más adelante protagonistas de la Transición como Gregorio Peces-Barba, Juan María Bandrés o José Antonio Etxebarrieta. Los abogados consiguieron colar grabadoras debajo de la toga, grabando todo el proceso. Mario Onaindia, el gran ideólogo de la estrategia de los procesados, hizo un discurso muy elaborado e intelectual definiéndose marxista-leninista e internacionalista, además de no reconocer al tribunal que le juzgaba. En el juicio, en un momento de mucha tensión, se levantó y se enfrentó a los militares que le juzgaban. Los procesados le siguieron y comenzaron a cantar el Eusko gudariak; aunque solo cantaban la primera estrofa ya que consideraban que el resto de la canción era excesivamente patriota y chovinista.:

[...] del derecho a no presentar más que nombre y apellidos, porque quiero aprovechar esta ocasión que me han dado para engrandecer la lucha del Pueblo Vasco y denunciar la opresión que sufre; GORA EUSKADI ASKATUTA! EUSKO GUDARIAK GARA EUSKADI ASKATZEKO, GERTURIK DAUKAGU ODOLA BERE ALDEZ EMATEKO! [...]

ETA sorprendió y se anticipó al Proceso con el secuestro de un cónsul alemán Eugen Beihl en San Sebastián y la amenaza que hizo de que la vida del cónsul dependería de curso que llevara el proceso. El secuestro contribuyó a proyectar la causa de los militantes de ETA en la opinión pública internacional. El Proceso de Burgos mantuvo en vilo al país durante un buen tiempo. La movilización popular se tradujo en más de 1000 detenidos, más de 200 de estos en Madrid. En Éibar en uno de los choques entre policías y obreros que se solidarizaban con los procesados murió el joven obrero Roberto Pérez Jauregi. Intelectuales catalanes de la talla de Joan Miró, Antoni Tàpies, Joan Manuel Serrat o Raimon protagonizaron un encierro en el Santuario de Montserrat para mostrar su solidaridad con los acusados y para pedir el reconocimiento de los derechos de las minorías en toda España.

##### El movimiento obrero

La CAF fue escenario de la primera gran huelga de la década de los 60

La acomodación de la sociedad al Franquismo y las expectativas de orden y estabilidad se rompieron al cabo de aquella década del Desarrollo. El resurgimiento del Movimiento Obrero durante la década de 1960, protagonizado por la nueva Clase Trabajadora nacida de la inmigración y del Desarrollo franquista, fue consecuencia del nuevo sistema de relaciones laborales aprobado en los años 1959-1962. Las huelgas siguieron prohibidas, pero se introdujo el principio de negociación de convenios colectivos, lo que potenció los jurados de empresa y los enlaces sindicales. Además. determinó que, en adelante, los salarios y las condiciones de trabajo se regularan en convenios directos entre los representantes de los empresarios y de los trabajadores; y no, como hasta entonces, por el Ministerio de Trabajo. La primera gran huelga en muchos años, que se produjo en la empresa CAF de Beasáin en diciembre de 1961, fue motivada precisamente por la negociación del Convenio Colectivo. Al año siguiente se dio otro conflicto igualmente enconado y tenso por el mismo motivo en la Factoría Vasconia en Bilbao. En la primavera de ese mismo año, 1962, unos 50 000 trabajadores fueron a la huelga en Vizcaya y Guipúzcoa en solidaridad con los mineros de Asturias (en huelga también por motivo de la negociación de su propio convenio); el Gobierno Franquista declaró el Estado de Excepción, se suspendieron determinadas garantías jurídicas de la población al tiempo que se facilitaba la labor represiva de la policía.
Desde 1963 conflictos y paros fueron, pese a la represión, habituales en las empresas vizcaínas y guipuzcoanas, en general por motivos salariales, aunque también para forzar la readmisión de despedidos y aún por razones políticas como, por ejemplo, con motivo del 1 de Mayo, la fiesta de los trabajadores prohibida por el Franquismo. Conflictividad en buena medida liderada por Comisiones Obreras, un nuevo tipo de sindicalismo clandestino surgido en Vizcaya en 1962, en el que la influencia comunista era considerable, aunque no única. Las Comisiones Obreras organizaban a los trabajadores fuera del sindicato para luchar en la clandestinidad contra el Régimen y, al mismo tiempo, penetraban en el Sindicato Vertical con el objetivo de destruirlo desde dentro.
Guipúzcoa fue la provincia más conflictiva de España en el año 1964; registró el 16 % del total de huelgas, estimado en 484. Entre 1967 y 1972 se registraron 525 conflictos laborales en Guipúzcoa, 502 en Vizcaya y 121 en Navarra. Animados por los éxitos que lograban con sus acciones, los trabajadores fueron incrementando su actividad de protesta, haciendo huelgas amplias entre las plantillas de las grandes fábricas. La Huelga de Bandas fue la huelga más larga de todo el Franquismo y una de las más reconocidas y emotivas. Era una factoría grande, de más de 500 trabajadores, que permaneció casi un año en huelga en 1966-1967. La mayoría de sus trabajadores provenían de caseríos, por lo que disponían de sustento suficiente como para realizar una huelga larga de estas características. Además, la Iglesia cedió sus locales para realizar las asambleas, a las que asistían también las mujeres de los trabajadores. Esta huelga suscitó, por primera vez en mucho tiempo, mucha solidaridad en el País Vasco y en resto de España: 107 sacerdotes publicaron una carta en solidaridad con los trabajadores, envíos de los hijos de los trabajadores a otras familias para que los atendieran y una resistencia muy tenaz. El Régimen respondió declarando el Estado de Excepción y con el encarcelamiento y procesamiento de los líderes de aquella huelga y parte del liderazgo de la oposición obrera en la clandestinidad en Vizcaya.

#### El Tardofranquismo
Los XXV años de paz celebrados en 1964 parecían a principios de la década de los 70 un recuerdo del pasado lejano y acartonado frente a la efervescencia de las protestas que marcaban el inicio de esa década. Ni siquiera la conmutación de las penas de muerte en el Proceso de Burgos, que se produjo el 30 de diciembre de 1970, consiguió el efecto deseado. El gesto, lejos de parecer un acto magnánimo, se convirtió en una prueba más de la debilidad del Régimen. Los últimos acontecimientos pusieron de relieve el profundo cambio social y político que se había vivido en la sociedad vasca y española en pocos años.
El Proceso de Burgos significó el comienzo de la situación terminal del Franquismo, por toda la oleada de protestas y solidaridad que produjo tanto en el País Vasco como en el resto de España. Este hecho provocó enfrentamientos dentro del las distintas fuerzas del Régimen. Franco, ya de muy avanzada edad, se mostró incapaz de controlar las distintas familias que habían formado parte en sus Gobiernos de forma equilibrada. 

##### La Conflictividad Laboral
Aunque las huelgas durante la Dictadura tuvieron unas evidentes connotaciones políticas, la mayor parte de las mismas surgieron por motivos estrictamente laborales, basados generalmente en el incrementos salariales como ocurrió en la década de los años 60 en la huelga de 1962 o en la Huelga de Bandas en 1966-1967. El aumento de la conflictividad laboral trajo consigo la represión contra los líderes y militantes del movimiento obrero como David Morín. La represión consistía en la actos de brutalidad policial y también en desterrar a los dirigentes obreros; por ejemplo, Tomás Tueros estuvo desterrado en Cuéllar. El destierro de dirigentes no hizo más que extender el movimiento obrero a sitios tradicionalmente ajenos a estos fenómenos, para desgracia del Régimen.
A lo largo de diciembre de 1970, las movilizaciones y paros obreros consecuencia del Proceso de Burgos se sucedieron por buena parte de la geografía vasca dando lugar al más amplio movimiento huelguístico conocido desde la Guerra Civil. Las organizaciones de clase lideradas por Comisiones Obreras, con el apoyo del PCE, encontraron un terreno abonado para las movilizaciones de solidaridad. Al margen de las diferencias que muchos de aquellos militantes y simpatizantes que participaron en las protestas podían mantener con los métodos, e incluso con los objetivos, de los procesados lo cierto es que vivieron el juicio sumarísimo como una muestra más de la fuerza e intolerancia del Régimen contra cualquier tipo de disidencia. La detención y encarcelamiento de quienes se solidarizaron con los procesados constituyó un nuevo motivo para las protestas. El panorama se complicó aún más con las reivindicaciones estrictamente laborales y con la convocatoria de las elecciones sindicales de 1971 tras la aprobación de una nueva ley sindical. 
La batalla que se libró en torno al tema marcó en gran medida el futuro del movimiento obrero durante los siguientes años. Esta batalla se jugó a tres bandas: el Sindicato Vertical, las Comisiones Obreras y el resto de las organizaciones sindicales de clase. La organización más activa eran las Comisiones Obreras, que se organizaban más bien como un movimiento de carácter sociopolítico que como un sindicato. Estas promovían una infiltración activa dentro del Sindicato Vertical a través de la concurrencia a las elecciones sindicales donde se nombraban enlaces y jurados de empresa. Por otro lado, las organizaciones de clase históricas (ELA-STV, CNT y, sobre todo, UGT) boicoteaban la participación en las elecciones sindicales por entender que cualquier participación de este tipo podía ser considerada como una legitimación del Régimen Franquista.
Sin embargo, las circunstancias creadas tras la represión por Proceso de Burgos, fundamentalmente las detenciones, retrasaron y perjudicaron la reorganización del movimiento obrero, al menos hasta 1973. Para entonces comenzaron a sentirse algunos problemas que marcarían la conflictividad laboral durante los próximos años. En 1971 el Ministerio de Trabajo publicó un texto en el que declaraba que cualquier conflicto laboral un conflicto de orden público, y por lo tanto político. Por ello, cualquier manifestación o huelga que se produjera dentro de ese ámbito sería contestada como un conflicto de orden público. Sobre todo a raíz de la gran represión que se produjo con motivo de la solidaridad por los procesados en Burgos, el movimiento sindical se vería seriamente tocado; muchos líderes y sindicalistas de base acabaron en el Tribunal de Orden Público y fueron destituidos de sus cargos de representación sindical. Por otra parte, comenzaron a surgir disensiones internas dentro del movimiento obrero al incorporarse gente cada vez más joven, con otro tipo de actitudes y perspectivas en la lucha antifranquista. Hasta 1973 no se produciría una recuperación del movimiento obrero.
Las reclamaciones de los representantes obreros tuvieron un eco importante dentro de las plantillas, que se fueron radicalizando debido a la intransigencia de la Patronal y la propia politización de la época. En este contexto, cada vez resultaba más complicado diferenciar los conflictos de origen laboral de aquellos surgidos por motivos políticos, ya que las huelgas comenzaban a extenderse sin demasiadas distinciones. La sangrienta respuesta de las fuerzas del orden público contribuyó sin duda a extender y radicalizar aún más los conflictos. Sucesos como los ocurridos el 10 de marzo de 1974 en Ferrol, donde fallecieron dos trabajadores (Amador Rey Rodríguez y Daniel Niebla García) por herida de bala y resultaron heridos decenas de manifestantes, fueron respondidos con un importante paro en la zona industrial de Vizcaya y Guipúzcoa. Unos hechos similares tuvieron lugar en abril de 1973 en San Adrián de Besós, donde resultó muerto Manuel Fernández Márquez.
En cualquier caso, la intensificación y radicalización de las protestas que se dio en el mundo laboral en el País Vasco a lo largo de los últimos tres años del Franquismo nunca alcanzó los perfiles revolucionarios que algunas organizaciones creían ver en su época. Ni siquiera la convocatoria de Huelga General del día 11 de diciembre de 1974 (promovida por los sectores a la izquierda del PCE y por otras organizaciones como PSOE, UGT y el sector de Comisiones Obreras no controlado por el PCE) respondía a cuestiones estrictamente políticas. Fue precisamente la carestía de la vida el motivo que llevó a los trabajadores a movilizarse. Las movilizaciones comenzaron los días 2 y 3 de diciembre y culminaron el día 11 con una Huelga General cuyo seguimiento sorprendió incluso a los convocantes. Esta jornada de protesta se vio marcada por todo un conjunto de protestas callejeras donde hubo cortes de carreteras, lanzamiento de cócteles molotov e incluso falsos avisos de bomba. Todo ello dio lugar a un verdadero caos que paralizó las provincias de Vizcaya y Guipúzcoa con más de 1000 empresas afectadas y 110 000 trabajadores en huelga. Los informes oficiales del Régimen reflejaban la situación de crispación social y política que se vivió durante aquellos últimos meses de la Dictadura. El Estado de Excepción decretado en abril de 1975 y el anuncio del Consejo de Guerra contra los militantes de ETA José Antonio Garmendia Artola y Ángel Otaegui Etxebarria elevaron aún más la temperatura, dando lugar a una nueva Huelga General a finales del mes de agosto que culminó con un gran número de sancionados y despedidos en varias empresas. Los fusilamientos de Juan Paredes Manot (Txiki) y Ángel Otaegui junto a los militantes del FRAP provocaron una auténtica conmoción en la opinión pública vasca, dando lugar a una movilización sin precedentes. El paro en la zona industrial vizcaína fue muy importante, prácticamente total en Guipúzcoa, con numerosos incidentes y enfrentamientos con las fuerzas del orden público.
Uno de los factores fundamentales que facilitó el incremento de los conflictos laborales a lo largo de este periodo final de la Dictadura fue la extensión de las asambleas de trabajadores en las empresas. El objetivo de las asambleas era confrontar las decisiones que los dirigentes sindicales habían tomado. Durante el otoño caliente de 1974, estos organismos eligieron comités representativos con el fin de negociar sin intermediarios con la dirección, como ocurrió en algunas empresas de ambos márgenes de la Ría de Bilbao. A lo largo de los años siguientes se convirtieron en elemento indispensable de la configuración de la acción colectiva de los trabajadores. Huelgas como la de la CAF de Beasáin en 1973, la de Firestone en Basauri en 1975 o la de Michelin en Lasarte nunca hubieran alcanzado las proporciones ni el eco social que obtuvieron sin la convocatoria permanente de las asambleas. Antes de la formación de la denominada Coordinadora de Delegados de Fábrica de Vizcaya se sucedieron diversas experiencias unitarias entre trabajadores de dos o más empresas, como ocurrió en el caso de la Margen Izquierda de la Ría del Nervión. El caso más significativo se produjo durante los graves conflictos de octubre de 1974, donde se convocaron asambleas conjuntas por los trabajadores despedidos de la Babcock & Wilcox y General Eléctrica Española. Esta experiencia llegó a plasmarse en una Coordinadora de Fábricas en Lucha, de carácter permanente, que consiguió agrupar a los trabajadores de estas dos empresas más los de Astilleros del Cadagua. Estos primeros movimientos se circunscribieron a zonas muy concretas de Trápaga, de la Margen Izquierda y Basauri. Pero el protagonismo posterior de las asambleas fue si cabe más patente en aquellas zonas de tardía industrialización, donde las organizaciones sindicales de clase eran más débiles; tal y como ocurrió en Vitoria donde en pocos meses se desembocó en un conflicto laboral de enormes proporciones que terminó con los terribles Sucesos del 3 de marzo de 1976.
En un principio prácticamente todas las organizaciones sindicales de la oposición estaban a favor de las asambleas, pero a medida que las asambleas fueron creciendo se hicieron ingobernables en muchos casos. Ante esta situación, a lo largo de los primeros años de la Transición las fuerzas sindicales más potentes fueron restando su apoyo a esta forma de organización, alarmadas por un proceso donde corrían el peligro de perder el control de las asambleas.

##### La Reconstrucción Sindical
La conflictividad laboral en el País Vasco estuvo estrechamente ligada a la reorganización del movimiento obrero. Las Comisiones Obreras fueron el movimiento sociopolítico más potente, activo y organizado durante la década de los años 60 y lo siguieron siendo durante los años 70. los viejos sindicatos de antes de la Guerra como UGT, CNT o ELA-STV llegaban agotados al final de la Dictadura. 
La llegada de una nueva generación, el activismo de organizaciones católicas como la HOAC y el boom económico trajo consigo una efervescencia en la sociedad. Las organizaciones católicas luchaban por hacer una sociedad más justa para que se pudiera dar la fraternidad cristiana auténtica, es decir, una sociedad en la que no se diera la explotación del hombre por el hombre. Promovían el encuentro de diferentes sensibilidades, con unas actitudes cada vez más abiertamente encontradas al Franquismo. en los años 60 aparecería también la Unión Sindical Obrera, USO, que se nutriría de militantes católicos de inspiración izquierdista.
En este contexto se formarían las primeras comisiones de fábrica o de empresa en cada centro de trabajo. Eran organizaciones abiertas, absolutamente clandestinas y al margen de la ley, donde todo aquel que tuviera inquietudes era invitado a acudir. Los primeros en atender fueron, principalmente, los católicos desgajados de la HOAC, grupos del PCE y grupos de ELA-STV. Posteriormente, este movimiento se consolidaría en comisiones provinciales, en el caso de Vizcaya se constituiría en 1963. A partir de ahí es cuando se puede comenzar a hablar de Comisiones Obreras como una organización cada vez más importante en el ámbito sindical y político vasco. El elemento católico era muy importante en este movimiento. En la Huelga de Bandas del año 1966-1967 tanto ELA-STV como los católicos, curas, intelectuales, etcétera tomaron parte de forma activa. A partir de 1967, la represión fue tan grande que el desmantelamiento de los sindicatos estuvo a punto de acabar con las Comisiones Obreras. Habría que esperar hasta 1970 para que el movimiento se recuperara. En 1972 fueron detenidos los líderes de la Coordinadora General de las Comisiones Obreras en Madrid, donde cayeron entre otros Marcelino Camacho y Nicolás Sartorius. La importancia del Proceso 1001 fue más notorio en el resto de España que en el propio País Vasco. Entre los detenidos figuraba Pedro Santiesteban como representante de las Comisiones Obreras de Euskadi en esa reunión.
Además, durante este periodo, también se produjo una recomposición de las organizaciones históricas de clase; es decir, de la UGT, la CNT y ELA-STV. Procedentes de la tradición republicana, también tuvieron que adaptarse a la nueva situación creada a comienzos de los años 70 en el País Vasco.
La renovación de la UGT fue promovida entre otros por los líderes vascos (y más en concreto vizcaínos) Nicolás Redondo y Eduardo López Albizu (Lalo), aunque no se puede atribuir la paternidad del cambio a un sector concreto. La UGT, al igual que el PSOE, se fue implantando a nivel de todo el Estado durante estos años, en gran medida impulsada por la organización del País Vasco donde estaba más consolidada. En el XI Congreso en el exilio de 1971 Nicolás redondo fue elegido secretario político de la organización y, de esa manera, se consiguió interiorizar la dirección de la organización, que hasta entonces había estado en el exilio en Toulouse. En este congreso se hizo un llamamiento a todas las fuerzas antifranquistas para crear un bloque común contra el sistema con el que se convocaron numerosas movilizaciones sindicales, principalmente junto a CCOO.
En el ámbito nacionalista ELA-STV, como organización histórica, pasó por problemas muy similares a los de la UGT. El exilio había terminado por alejar la dirección exterior de la realidad diaria que se vivía en el País Vasco, hasta el punto de poder hablar en la práctica de dos organizaciones diferentes con sus respectivas estrategias y enfrentamientos a partir de 1964. Esta circunstancia condicionó también la evolución de la organización. A finales de 1970, coincidiendo con el final del Proceso de Burgos, los sindicatos fueron prácticamente desmantelados. El PCE acabaría controlando entonces las Comisiones Obreras y ELA-STV (que estaba dentro de las Comisiones Obreras) salió de estos organismos. A partir de entonces ELA-STV haría lucha por su cuenta, en medio de una lucha interna entre los llamados «Eladios» y los «Baroja-Bengoas». Los «Eladios» abogaban por hibernar ante un Franquismo que veían lejos de desaparecer. Los «Baroja-Bengoas», por su parte, llevarían un activismo bastante importante en el sector de las escuelas sociales. En el año 1974 se dio el debate en ELA-STV sobre si había que hacer primero el partido y luego el sindicato o viceversa. Tras una ardua lucha interna, la idea de un sindicato fuerte frente al partido, defendida por los «Baroja-Bengoas», fue la apuesta mayoritaria.
Durante los últimos años de la Dictadura aparecieron nuevas formas sindicales, nacidas siempre al calor de la práctica asamblearia. Una de ellas representaba la sensibilidad sindical y política del abertzalismo radical: el sindicato Langile Abertzaleen Batzordeak (LAB). En sus primeros años LAB tomó como modelo a la hora de desarrollar su idea organizativa laboral de las Comisiones Obreras de los años 60, en el sentido de que eran un organismo sociopolítico abierto y unitario. El Comité Ejecutivo de ETA (pm) estuvo a favor de lo que se denominó un «desdoblamiento» de la acción política, siempre dirigido por Pertur. Pertur tenía el modelo de la extrema izquierda del PCE (se declaraba a sí mismo comunista abertzalea) y con esa idea intentó crear una nueva ETA; creó unas juventudes, un movimiento estudiantil y, más importante aún, las Comisiones Obreras Abertzales (COA) que derivarían a LAB, el brazo sindical de ETA (pm). En esos años en el País Vasco, las CCOO tenían gran fuerza en la convocatoria de huelgas, mientras que las convocadas por ETA (pm) no habían tenido tanto éxito. En ese contexto, LAB sería un organismo separado de ETA (aunque todos los militantes en un primer momento pertenecían a esta organización) amplio y en un principio no independentista, pues Pertur consideraba que este tema podía separar a los trabajadores. Así, LAB se constituiría como una organización para competir con las Comisiones Obreras, que era el gran modelo y lo que funcionaba en ese momento.
El panorama sindical vasco aún tardaría en clarificarse, pero las organizaciones sindicales más significativas comenzaban a tomar posiciones al final de la Dictadura.

##### La Recomposición de las Organizaciones Políticas
Como ocurrió con los sindicatos de clase, la mayor parte de las organizaciones políticas de la oposición al Franquismo había situado su dirección en el exterior. Los cambios que se estaban experimentando tanto en el País Vasco como en el resto de España requerían, sin embargo, de un replanteamiento que acercase la dirección al pálpito real de la sociedad. Ello obligaba a un traslado de las direcciones al interior que inevitablemente debiera ir acompañado de un proceso de renovación tanto en el aspecto generacional como en el puramente estratégico. El proceso no resultó nada fácil, sobre todo para las formaciones apegadas a una situación que comenzó siendo transitoria y que, con el paso de los años, se había convertido prácticamente en permanente y sin perspectivas de cambio.

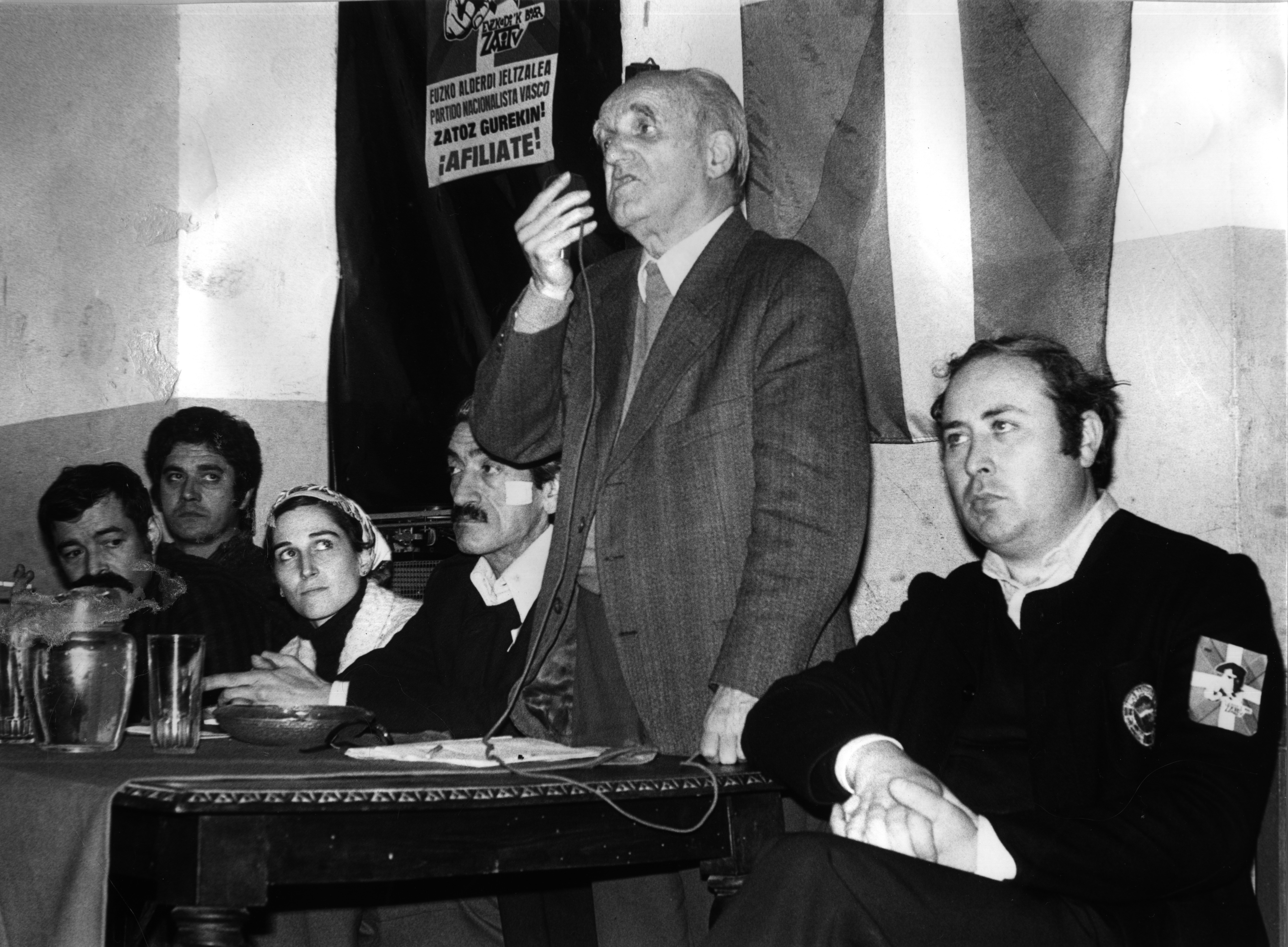
Juan de Ajuriaguerra, líder y referente del PNV en el interior, en un mitin

El PNV había liderado el Gobierno Vasco en el exilio y, hasta aquel momento, representaba la fuerza hegemónica del mundo nacionalista. La cuestión se complicaba para este partido por la irrupción de ETA y el protagonismo que esta había alcanzado tras el atentado contra Melitón Manzanas y, sobre todo, a raíz del Proceso de Burgos y del magnicidio del Almirante Luis Carrero Blanco. Estos hechos otorgaban a la organización una popularidad que preocupaba al PNV. Para una parte importante de la sociedad vasca, principalmente para los más jóvenes, ETA poseía un atractivo especial y representaba la respuesta más contundente contra el Franquismo. Por ello, cuando el partido jeltzale recibió una nueva oferta para la formación de un frente nacional constituido por el propio PNV, ETA, ELA-STV, EGI-Batasuna y otra serie de grupos abertzales (una propuesta alentada en gran medida por el clima creado a partir del Proceso de Burgos) no solo desconfió, sino que reafirmó su pacto con el resto de las fuerzas políticas que formaban el Gobierno Vasco en el exilio. En realidad, las posibilidades de un entente entre el PNV y ETA eran realmente mínimas teniendo en cuenta la incompatibilidad de sus respectivas estrategias y proyectos políticos. El PNV siempre defendió la unión de las fuerzas políticas vascas dentro del Gobierno Vasco, por lo que su relación con estos partidos siempre fue más estrecha que con organizaciones al margen. El activismo del PNV estos años fue mostró en continuas acciones de resistencia contra el Franquismo como las celebraciones del Aberri Eguna en la clandestinidad, despliegues de Ikurriñas o pintadas. Juan de Ajuriaguerra fue el máximo líder y referente del partido en el interior y se mostró a favor de un cambio generacional a principios de la década de los años 70. De esa forma, aunque la influencia de hombres como Jesús María Leizaola, Manuel de Irujo o el mismo Ajuriaguerra siguió siendo importante; otros jóvenes dirigentes como Luis María Retolaza, Xabier Arzalluz, Joseba Leizaola, Sabin Zubiri, Gerardo Bujanda, Mikel Isasi, Jokin Intxausti o Joseba Azkarraga se incorporaron a la dirección.
En aquellos momentos los líderes jeltzales centraban sus objetivos en la consecución de un estatuto de autonomía. Por ello, a pesar de las diferencias, resultaba mucho más fácil la relación con las dos coordinadoras antifranquistas que surgieron en el final de la Dictadura. En julio de 1974 la Junta Democrática, compuesta principalmente por el PCE y algunas personalidades republicanas y monárquicas, propuso al PNV su incorporación oficial a este organismo a cuyas reuniones acudió a título personal el veterano jelkide José María Lasarte. Un año más tarde, en junio de 1975, se formó la Plataforma de Convergencia Democrática, promovida por el PSOE, donde finalmente se incorporó de forma oficial el PNV. El PNV había atravesado por importantes problemas, pero llegaba al final de la Dictadura con un plan político bastante definido, con un objetivo a corto plazo (la recuperación de la Autonomía) y con el apoyo explícito del resto de fuerzas políticas del Gobierno Vasco en el exilio.
Los socialistas trataron de redefinir su proyecto político y su espacio dentro de la oposición antifranquista. Hasta los años 60 el papel de figuras históricas del socialismo vasco y español como Antonio Amat o Ramón Rubial resultó fundamental. Antonio Amat fue el hombre del interior que recibió el encargo en 1953 de reorganizar el Partido Socialista en el conjunto de España, labor que desempeñaría hasta su caída en 1958. Antonio Amat venía planteando la necesidad de un relevo generacional en el socialismo español, lo que suponía la incorporación de nuevos resistentes que ya no venían de la Guerra sino que venían de la conmoción social que se estaba viviendo. Sin embargo, esta renovación se pospuso hasta más adelante. En 1958 le tomó el relevo Ramón Rubial, que acababa de salir hacía dos años de una estancia en la cárcel de 16 años. Él sería el que llegaría a organizar la estructura del partido en el interior de España, cargo que llevaría a cabo hasta el inicio de la Transición. Estos dos hombres fueron las grandes figuras en el PSOE durante el Franquismo; no solo del socialismo vasco, sino también del conjunto del socialismo español.
En mayo de 1970 los socialistas vascos revindicaron la tradición socialista revolucionaria del partido, en un intento por atraer a las vanguardias del mundo obrero e intelectual. Este proceso, sin duda complicado y traumático, se fue acelerando en los socialistas vascos; los Renovadores, encabezados por Nicolás Redondo, Enrique Múgica y Eduardo López Albizu, se fueron incorporando en noviembre de 1970 a la Comisión Permanente, es decir, la Comisión Ejecutiva en el interior. Nicolás Redondo fue una figura importantísima, que simbolizaba la unión de la tradición sindical con el mundo político. En 1974, en el Congreso de Suresnes, se produjo el cambio generacional y el control del partido pasó del exterior al interior de mano de Isidoro (alias del líder socialista Felipe González). Al igual que Amat y Rubial, estos socialistas tuvieron una importancia que trascendió el escenario vasco y tuvieron una dimensión general a nivel español. También se debe destacar la labor de los abogados laboralistas guipuzcoanos Txiki Benegas y Fernando Múgica (hermano de Enrique Múgica). 

En los últimos años de la Dictadura aparecieron nuevos partidos de extrema izquierda como el PTE, la ORT (logo en la imagen) y el MCE-EMK, siempre influidos por las protestas de Mayo de 1968

Por su lado, los comunistas vascos acometieron en el tramo final del Franquismo su propio proceso de reconstrucción que se vio favorecido por la reincorporación de Ramón Ormazábal, el histórico dirigente del PCE en el País Vasco, tras su salida de la cárcel. Durante ese periodo los comunistas mantuvieron contactos con ETA que se formalizaron en un documento conjunto de denuncia contra la represión firmado en noviembre de 1970. Hubo un intento por parte del PCE de profundizar en el mundo nacionalista, que le resultaba atractivo pero desconocido. Este esfuerzo se debe entender en la búsqueda de aunar fuerzas que perseguía el PCE con el objetivo de llegar a más gente. De ese debate interno nació el encuentro entre esas culturas políticas diferenciadas. Entre 1973 y principios de 1974 se produjo una entrada de militantes, la mayoría muy cualificados, provenientes de ETA en el Partido Comunista de Euskadi como el historiador José María Garmendia. La II Asamblea Nacional de Euskadi en 1970 y en II Congreso del PCE-EPK en 1974 serían reflejo de este proceso interno del partido. Este proceso explica en gran parte las tensiones que habría en el futuro en el PCE-EPK, debido a la difícil fusión de culturas políticas que venían de mundos muy diferentes.
En todo caso, ni PSOE ni el PCE monopolizaron la sensibilidad política de izquierdas en el País Vasco durante aquellos años. Otros partidos de extrema izquierda, nacidos de un modo u otro al calor de las brasas que dejó el Mayo del 68 francés, tuvieron un cierto protagonismo en el final de la Dictadura, sobre todo en el ámbito sindical y estudiantil. En este sentido hay que destacar la presencia del Partido del Trabajo de España o de la Organización Revolucionaria de Trabajadores, ambos vinculados al Marxismo-Leninismo de orientación maoísta; pero sobre todo del Movimiento Comunista de Euskadi. Las primeras elecciones de la Democracia pondrían de relieve el escaso apoyo social de todos estos pequeños partidos, pero no se puede negar la evidencia de que en los últimos años del Franquismo su protagonismo, tanto en el movimiento obrero como en el vecinal o estudiantil, fuera muy notorio, sobre todo entre los sectores más jóvenes del antifranquismo.

##### ETA en el Tardofranquismo
La cúpula de ETA (Mario Onaindia, Teo Uriarte, Jokin Gorostidi, Xabier Izko...) fue detenida en 1970, quedando la organización prácticamente desmantelada. La caída de la dirección provocó una crisis sin precedentes en la organización en la que las contradicciones internas de ETA salieron a la luz; el nacionalismo revolucionario que se había decidido en la V asamblea no había sido asimilado, es decir, la unión entre socialismo y nacionalismo había fracasado. A pesar de todo, e incluso del creciente apoyo social que alcanzó ETA con motivo del Proceso de Burgos, el movimiento de protesta no contribuyó a la cohesión interna de la organización y se produjeron nuevas tensiones en su seno. Las tendencias de ETA que habían intentado profundizar en el Leninismo acabaron pasándose a la izquierda, dejando el nacionalismo; y las tendencias de ETA más nacionalistas abandonaron el socialismo, refugiándose en el nacionalismo. En 1970 ETA estaba dividida en cuatro sectores; la dirección (dirigida por Patxo Unzueta) era el sector más poderoso, las «Células Rojas» (dirigidas por José María Escubi) de ideología marxista, los sectores «Anti-Colonialistas» (dirigidos por Julen Madariaga) y los «Militaristas», una corriente nacionalista sin una ideología tan elaborada como la de las demás corrientes.

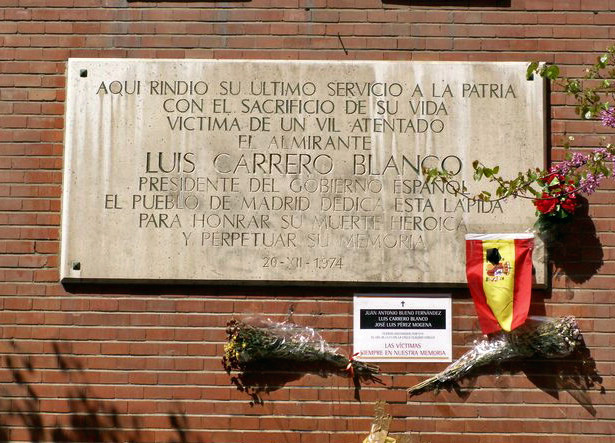
ETA cometió su asesinato más importante el 20 de diciembre de 1973, en el que resultó muerto el Presidente del Gobierno Luis Carrero Blanco. El atentado, al igual que el que había acabado con la vida de Melitón Manzanas, fue visto en general con simpatía por la población. En la imagen, la placa en recuerdo a Carrero Blanco en el lugar donde sufrió el atentado

 Mientras tanto, la VI asamblea de ETA fue rompiendo con el nacionalismo, deslizando su orientación política hacia el movimiento obrero y el Trotskismo que representaba la Liga Comunista Revolucionaria. Sin embargo, su línea más militarista se fue imponiendo por la vía de los hechos consumados como quedaría de relieve en pocos meses. Para entonces ETA ya había asesinado al policía municipal de Galdácano Eloy García Cambra en agosto de 1972 y, presumiblemente (porque nunca hubo reveindicación ni aparecieron los cuerpos), a tres jóvenes gallegos vecinos de Irún: José Humberto Fouz, Jorge Juan García Carneiro y Fernando Quiroga Veiga, a los que al parecer ETA confundió con policías en San Juan de Luz. Pero, sin duda alguna, el cénit de la actividad de ETA lo constituyó el asesinato del Presidente del Gobierno Luis Carrero Blanco el 20 de diciembre de 1973 a manos del comando Txikia. El magnicidio provocó una gran conmoción social y una importante crisis dentro del Régimen. Las escenas de enorme tensión vividas durante el funeral del Presidente del Gobierno constituyó una de las pruebas más claras de las tensiones que creó el atentado y de la delicada situación que se vivió en esos momentos; el Cardenal Vicente Enrique y Tarancón símbolo del aperturismo dentro de la Iglesia, fue insultado y amenazado por elementos ultraderechistas y, además, ninguneado por varios Ministros. La situación que se creó tras el asesinato del Presidente del Gobierno fue de una gran incertidumbre dentro del propio Gobierno, sobre todo porque creó un escenario imprevisto. El apoyo explícito que el presidente del Gobierno había dado al príncipe Juan Carlos hizo que su posición dentro del Régimen se tambaleara, a la vez que se daban alas a los sectores más inmovilistas. En cualquier caso el atentado fue recibido de una forma muy diferente entre amplios sectores de la sociedad vasca para quienes la acción prestigió el terrorismo, ya que sus responsables pudieron mantener, y en cierto modo exhibir como un trofeo, el papel determinante que habían jugado en el final del Franquismo. Lo cierto es que el atentado contra Carrero Blanco, como ocurrió en el caso del comisario Melitón Manzanas en 1968, contó con el apoyo o la aquiescencia de un sector social y político importante como quedó de manifiesto ya a lo largo de la Transición en el ambiente de efervescencia política que se vivió en las fiestas de los pueblos y ciudades del País Vasco, donde el atentado fue jaleado por miles de personas. Sin duda las consecuencias de todo ello, incluido la importante legitimación que tuvo el terrorismo de ETA, persistieron durante décadas.
Sin embargo, no era lo mismo atentar contra Presidente del Gobierno, un Almirante que había hecho la guerra con Franco y que había destacado por su violencia contra la oposición antifranquista, que hacerlo de forma indiscriminada como ocurrió poco más tarde. No lo era para quienes habían observado con simpatía la irrupción de este movimiento, pero tampoco lo era para muchos militantes dentro de las filas de la propia organización. El 13 de septiembre de 1974 ETA colocó una bomba en la Cafetería Rolando de Madrid, frecuentada por miembros de las fuerzas de seguridad, y asesinó a 13 personas, la mayor parte de ellas civiles. El único miembro de las Fuerzas de Seguridad herido en el atentado, Félix Ayuso Pinel (inspector del Cuerpo General de la Policía), murió en enero de 1977 a consecuencia de las gravísimas heridas de las que no pudo recuperarse. En el terrible atentado resultaron heridas 80 personas. El sangriento atentado aceleró las tensiones internas ya existentes en la organización. El debate sobre la conveniencia o no de una reveindicación (que de hecho nunca se produjo) aceleró la crisis interna. La organización quedó dividida en dos ramas; en ETA Militar, ETA(m,) y en ETA Político-Militar, ETA(pm). No obstante, las diferencias entre ambos grupos no se limitaron únicamente a la cuestión sobre la autoría del atentado sino a un debate mucho más determinante sobre la función de la denominada «lucha armada» y su articulación con la lucha popular. ETA(pm), liderada por Eduardo Moreno Bergareche (Pertur) y Javier Garayalde (Erreka), mantenía la estrategia insurreccional a partir de una formación de corte leninista en la línea de otros grupos sudamericanos como los Tupamaros uruguayos o el MIR chileno. ETA(m), encabezada por José Miguel Beñarán (Argala), rechazaba como grupo armado la participación en acciones de masas. 
Dentro de la estructura de ETA(m), generalmente compuesta por miembros de menor formación cultural que los de ETA(pm), Argala era el líder y cerebro de la organización y quien escribiría la propaganda. La lucha armada, la lucha política y la lucha obrera conjunta había desencadenado una represión en todos los frentes contra ETA, por lo que Argala decidió separarlas. ETA(m) simplemente lucharía mediante técnicas terroristas, separada de la política, convirtiéndose en un ejército profesional. Argala sería el artífice de la definición de ETA(m) como una vanguardia revolucionaria. Según esa vanguardia revolucionaria, quienes arriesgasen su vida, libertad o bienestar tendrían que ocupar una posición más prominente en la jerarquía del movimiento y dirigirían su devenir por encima del brazo político. La organización armada sería la garante de la ortodoxia, quien garantizaría la pureza del movimiento. Mediante esta división se conseguía que las formaciones políticas no quedasen contaminadas y tuviesen problemas con la policía, a la vez que se aseguraba que la propia ETA(m) no tuviera desviaciones estratégicas por negociaciones de los partidos políticos. El desdoblamiento en una vanguardia revolucionaria y un partido político tendría consecuencias más allá de la Transición. En 1977, después de las primeras elecciones democráticas la importancia que alcanzaron los partidos políticos obligó a una revisión de la estrategia de desdoblamiento. La creación de la coalición Herri Batasuna en 1978 significó el comienzo de una estrategia de Argala y ETA(m) para controlar el brazo político. El partido estaría supeditado a la jerarquía definida por Argala en la vanguardia revolucionaria. 
Pertur sería la figura más destacada de ETA(pm). La estrategia diseñada por Pertur también incluía un desdoblamiento de la actividad política y la actividad militar; el brazo político, que sería Euskal Iraultzarako Alderdia (EIA), aprovecharía los resquicios que presentaba el sistema político democrático incipiente (participando institucionalmente) desde un planteamiento independentista y marxista, complementado con la estrategia militar que aplicaría ETA(pm). Precisamente esta combinación de las vías políticas y militares es lo que diferenciaba a ETA(pm) del desdoblamiento puro de ETA(m). Sin embargo, no por ello su actividad terroristas fue menos importante; en mayo de 1974 ETA(pm) asesinó al Guardia Civil Manuel Pérez Vázquez tras un atraco a la CAF de Beasáin y en septiembre de 1974 mató a otro Guardia Civil (Martín Durán Grande). El 29 de octubre de 1974 la Guardia Civil dio el alto al miembro de ETA(pm) Ignacio Iparraguirre en la localidad guipuzcoana de Pasajes; en el tiroteo que se produjo a continuación resultó muerto el propio Iparraguirre y el Guardia Civil Jerónimo Vera García. Convencidos del éxito de su estrategia, los polimilis pusieron en marcha una campaña de atentados que costó la vida de los policías José Díaz Linares en San Sebastián y José Ramón Morán González en Algorta en los primeros meses de 1975. A lo largo del resto del año y hasta la muerte de Franco, ETA(pm) asesinó a Guardia Civiles, policías y civiles. Cuando Pertur intentó adaptar ETA(pm) a las nuevas circunstancias surgidas tras la muerte de Franco y variar su estrategia se encontró con una fuerte resistencia dentro de la organización, principalmente de los denominados comandos berezis. Los berezis eran los comandos especiales de élite de ETA(pm) y estaban dirigidos por Miguel Ángel Apalategi, Apala, y Francisco Mujika Garmendia, Pakito. Consideraban la propuesta de Pertur una desviación «obrerista» y «españolista», tal y como había ocurrido con ETA Berri en la V asamblea y ETA-VI en la VI asamblea. Por ello muchos achacaron la desaparición de Pertur en el verano de 1976 a los comandos berezis.

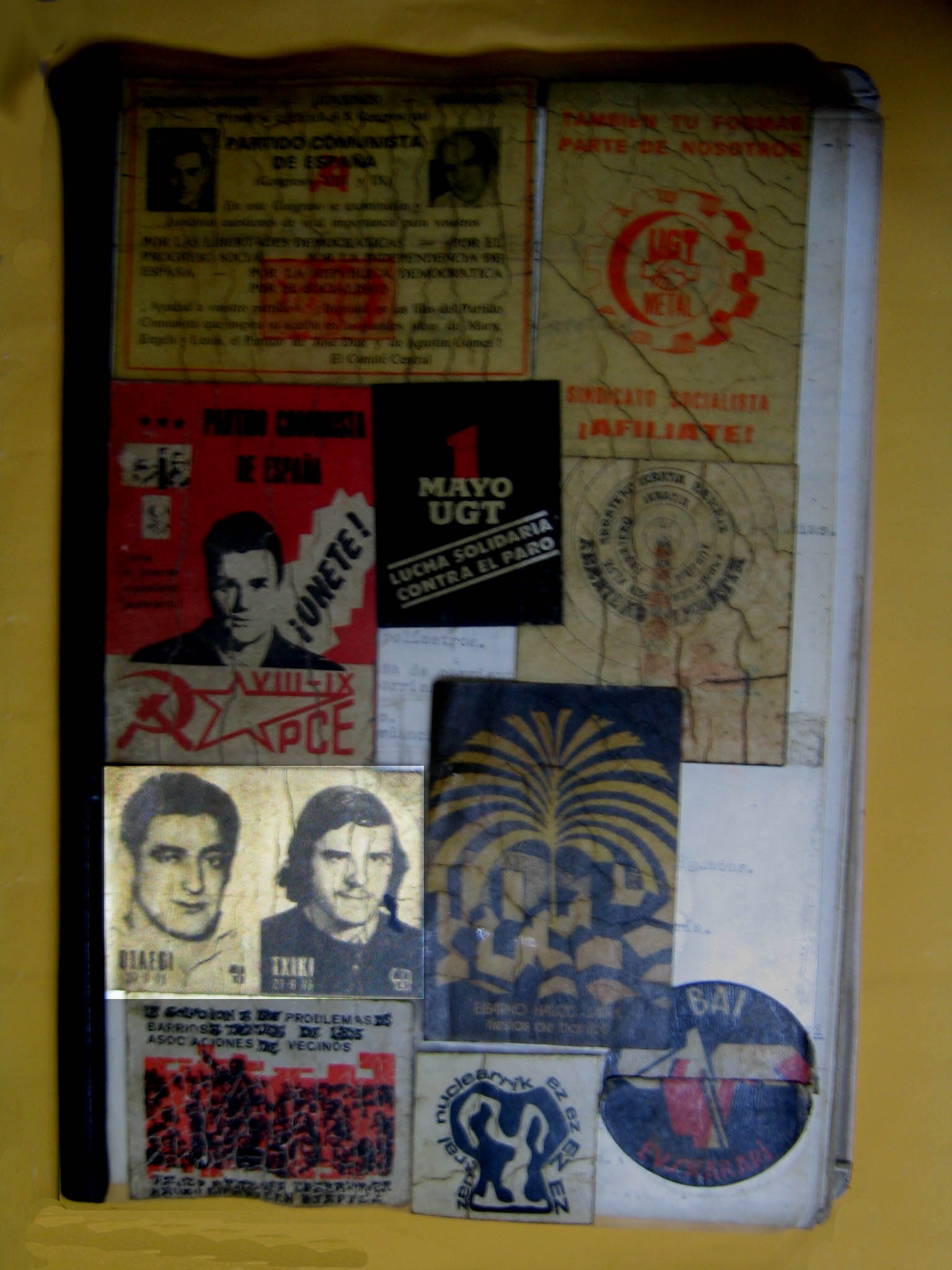
Carpeta con pegatinas políticas de la época de la Transición. Aparecen destacadas las fotos de los dos etarras fusilados en los últimos fusilamientos del Franquismo, Otaegi a la izquierda y Txiki a la derecha

 Tan solo 4 días después de la muerte de Franco, ETA asesino al alcalde de Oyarzun, Antonio Echevarría Albisu. Al día siguiente difundió un comunicado donde amenazaba a todos los alcaldes si no dimitían en un plazo de dos meses. El asesinato del primer edil de Oyarzun y la posterior declaración significaron el inicio de una campaña de atentados contra cargos municipales y forales que se prolongó durante varios años, extendiéndose con el tiempo a militantes y dirigentes de formaciones como UCD, AP, PSOE, PP y UPN. El reguero de víctimas fue tan dramático como las consecuencias políticas que se derivaron de esta campaña. El incremento de las acciones de ETA y la creciente conflictividad laboral de la época hicieron que la Dictadura centrase una gran parte de su acción represiva en el País Vasco. De los 11 Estados de Excepción decretados por el Gobierno Franquista en sus 20 últimos años de existencia, 10 repercutieron de forma directa en las provincias vascas, fundamentalmente en Vizcaya y Guipúzcoa. La aplicación de los Estados de Excepción contribuyó aún más a extender la impunidad en el ejercicio de la represión.
Todo ello dio lugar a numerosos abusos y actuaciones indiscriminadas contra la población, lo que fue creando un fuerte clima de animadversión hacia las Fuerzas y Cuerpos de Seguridad del Estado entre amplios sectores de la sociedad vasca. Un gran número de estos abusos se produjo como resultado de confusiones en controles de carretera, altercados, manifestaciones y protestas de todo tipo o mientras los detenidos se encontraban bajo custodia policial. Pero además, durante los últimos años de la Dictadura, la represión adoptó formas muy diversas. Algunas se desarrollaron a partir de supuestos incontrolados y grupos ultraderechistas con claras conexiones con las Fuerzas y Cuerpos de Seguridad del Estado que actuaron especialmente contra miembros de la oposición al Franquismo, básicamente representada por militantes o simpatizantes de formaciones de izquierda, nacionalistas y curas disidentes. A pesar de la impunidad con la que actuaron durante aquellos años, su aparición constituyó la evidencia más palpable de la debilidad del Régimen y de los sectores más inmovilistas, sobrepasados por una situación donde el Estado era incapaz de controlar a una oposición cada vez más activa. Según constatan la mayor parte de las investigaciones, estas bandas ultraderechistas se fueron tejiendo dentro de una red mercenaria deliberadamente implantada por el Servicio Central de Documentación de la Presidencia, que había sido ideado y creado por Carrero Blanco poco antes de ser asesinado. A partir de los servicios de inteligencia del Franquismo, se fueron configurando diversos comandos integrados por mercenarios extranjeros de ideología ultraderechista, delincuentes comunes, confidentes policiales y miembros de grupos ultraderechistas españoles.
En el mes de julio de 1975, gracias al trabajo de un infiltrado en la organización ETA (Mikel Lejarza, El Lobo), la policía consiguió detener a un numeroso grupo de militantes de la rama político-militar; entre ellos se encontraban Wilson, Ezkerra, José Antonio Garmendia, Ángel Otaegui, Juan Paredes (Txiki) y más de 150 miembros. Toda esta ola represiva culminó en los juicios sumarísimos que tuvieron lugar en el verano de 1975. El tribunal del Consejo de Guerra condenó a los acusados a Pena de Muerte; el Régimen fue inflexible. En esta ocasión la presión ejercida por las manifestaciones y los gobiernos extranjeros no hicieron mella en la cúpula del Gobierno ni en el propio Franco como había ocurrido 5 años atrás con los condenados del Proceso de Burgos. La mañana del 27 de septiembre fueron fusilados los miembros de ETA(pm) Juan Paredes (Txiki) y Ángel Otaegui, y los militantes del Frente Revolucionario Antifascista y Patriota (FRAP) José Luis Sánchez Bravo, Ramón García Sanz y José Humberto Baena. En memoria de las últimas ejecuciones del Franquismo Luis Eduardo Aute compuso la canción Al Alba.

##### La Iglesia vasca
La Iglesia, que había constituido uno de los pilares más sólidos del Régimen Franquista durante los primeros tiempos, comenzó a manifestar algunos cambios de actitud. Durante los años 60 la implicación de los grupos católicos de las JOC y de la HOAC en las protestas laborales y la publicación de la famosa carta de los 339 curas vascos mostraron claramente la importancia de la disidencia interna. 
La represión contra el fenómeno de ETA, indiscriminada y brutal en muchas ocasiones, encontró una respuesta solidaria entre un importante sector del heterogéneo clero vasco, sobre todo en aquel claramente identificado con el nacionalismo. La expresión más radical de este proceso fue la formación del grupo Gogor, nacido en 1968, muy próximo a las tesis de ETA. El caso del sacerdote Alberto Gabikagogeaskoa, encarcelado por las denuncias que había hecho en una homilía en 1964 contra las torturas y la falta de libertades, abrió un ciclo de protestas que se extendió entre el clero vasco hasta el final de la Dictadura. los informes del Gobierno Civil de Vizcaya sobre las actividades políticas de los sacerdotes y su implicación en las protestas laborales se multiplicaron durante aquellos años. En el año 1968 fueron juzgados varios sacerdotes por el Tribunal de Orden Público y se produjeron algunas importantes protestas como la ocupación de la Curia Diocesana por un grupo de sacerdotes y el encierro en el Seminario de Derio. Pero los acontecimientos más graves estaban aún por llegar.

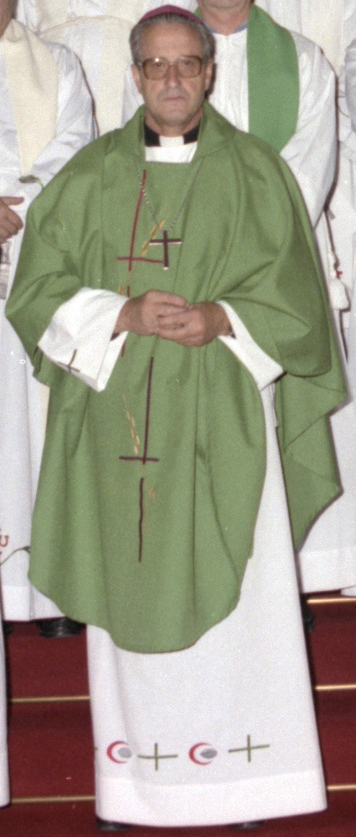
El cambio de actitud en la Iglesia por el Concilio Vaticano II favoreció el ascenso a la Jerarquía Católica de clérigos críticos con el Régimen. Un ejemplo de ello fue el nombramiento de José María Setién (en la imagen) como Obispo auxiliar de San Sebastián

La muerte del Obispo de Vizcaya, Pablo Gúrpide, aceleró la crisis de la Iglesia vasca. La Santa Sede quiso nombrar como sustituto a José María Cirarda, un euskaldun natural de Baquio, que sintonizaba con el espíritu reformador del Concilio Vaticano II y aceptaba el nacionalismo vasco. La división en el clero fue patente, sobre todo en la cuestión de los Derechos Humanos. El Concordato, firmado en 1953, requería que Franco presentara previamente una terna donde, evidentemente en este caso, no figuraba Cirarda (por entonces Obispo de Santander). Por ello, la Santa Sede acabó por nombrarle Administrador Apostólico de Bilbao en julio de 1968. En realidad se trataba de una fórmula canónica para nombrarle Obispo interino. Su nombramiento terminó con las protestas que habían protagonizado los últimos años de pontificado de Gúrpide. El nuevo estilo pastoral rezumaba un espíritu renovador que creó importantes suspicacias en el Gobierno de Franco, aunque nunca satisfizo las demandas del clero más radical. La actitud de Cirarda, que en 1970 se negó a celebrar la misa en la Basílica de Begoña para conmemorar la toma de Bilbao por las tropas franquistas en la Guerra Civil o que firmó junto al Obispo de San Sebastián una carta pastoral sobre el Proceso de Burgos, aceleró su traslado a Córdoba en 1971.
En Guipúzcoa la tensión no había llegado tan lejos, pero también hubo problemas importantes con la Jerarquía. El Obispo Lorenzo Bereciartua, nombrado en 1963, tuvo que enfrentarse a algunas graves protestas como el plante de los alumnos del seminario en 1964 y 1965. Los problemas se repitieron al año siguiente con motivo del Aberri Eguna, donde varios seminaristas fueron expulsados al solidarizarse con los manifestantes represaliados que participaban en aquella celebración. Su sucesor, Jacinto Argaya, no lo tuvo más fácil tratando de tener el equilibrio entre un Régimen que desconfiaba de él y un clero radical que lo rechazaba por su moderación. Los problemas se incrementaron a partir del nombramiento de José María Setién en septiembre de 1972 como Obispo auxiliar; un Obispo cada vez más alejado del poder por su clara posición a favor del Concilio Vaticano II y los Derechos Humanos. 
Las tensiones y los enfrentamientos tomaron tal envergadura que el Régimen habilitó una cárcel especial concordataria en Zamora para los clérigos condenados a condenas de prisión. La medida contravenía los términos del Concordato y provocó la reacción de los Obispos, pero el Régimen de Franco desoyó las críticas. El divorcio del Régimen y la Iglesia se hacía patente. El primer sacerdote preso en la cárcel de Zamora fue Alberto Gabikagogeaskoa en 1967, con la aprobación del Obispo Gúrpide. A finales de 1973 seis sacerdotes se amotinaron y se declararon en huelga de hambre, y otros grupos se encerraron en Bilbao y San Sebastián. La mediación de los Obispos con el Régimen dio como resultado un preacuerdo por el que los sacerdotes en huelga serían trasladados a otros centros, pero el asesinato de Carrero Blanco varios días más tarde paralizó las gestiones y estos cumplieron su condena en la Cárcel de Carabanchel.
Sin embargo, el incidente más grave entre la Jerarquía de la Iglesia y el Régimen Franquista aún estaba por llegar, y tuvo al País Vasco como epicentro del terremoto que se originó. En febrero de 1974 el Obispo de Bilbao, Antonio Añoveros, envío a todas las parroquias vizcaínas un escrito para que fuera leído como homilía. En el texto se defendía «el derecho del Pueblo Vasco a conservar su propia identidad», ya que consideraba que tropezaba con serios obstáculos para disfrutar de ese derecho. La homilía desató la ira del Gobierno, que decretó el arresto domiciliario del prelado y pidió a la Santa Sede llamará al obispo a Roma. Incluso se valoró la posibilidad de expulsar a Añoveros de España junto con el vicario general de la diócesis, José Ángel Ubieta. Pero la amenaza de excomunión del Gobierno por parte de la Conferencia Episcopal evitó la medida contra el obispo. Carlos Arias Navarro, sucesor de Carrero Blanco, llegó a pensar en romper relaciones con la Santa Sede y denunciar el Concordato. Las amenazas no se cumplieron, pero el enfrentamiento puso de relieve hasta qué punto había llegado el desencuentro entre la Jerarquía de la Iglesia y el Régimen al final de la Dictadura. El Estado de Excepción de abril de 1975 y las condenas a muerte ejecutadas el 27 de septiembre de los miembros del ETA y el FRAP sólo sirvieron para elevar aún más una tensión que en aquellos meses parecía insostenible.

##### Una Nueva Sociedad Urbana: El Movimiento Vecinal
A finales de los años 60 y, sobre todo, en la década siguiente la anquilosada vida de la política local experimentó algunos cambios. Aunque no llegó a producirse un relevo generalizado ni en las actitudes ni en el color de los alcaldes y de los Presidentes de las Diputaciones en el País Vasco, el acceso a través de las candidaturas del denominado Tercio Familiar facilitó la incorporación de ciertos elementos y sensibilidades más abiertas a los nuevos tiempos. Por ejemplo, algunos Procuradores elegidos en 1967 intentaron dinamizar la vida anodina de las Cortes proponiendo la introducción de las lenguas vernáculas en la enseñanza. Esta iniciativa fue propuesta por el procurador carlista navarro José Ángel Zubiaur y apoyada por los 7 representantes vasco-navarros, aunque fracasó en 1970 por la propia división interna y la oposición del Gobierno. Álava fue, probablemente, el territorio donde la renovación de las élites y la incorporación de nuevos elementos fue más patente, sobre todo a través de la participación por el Tercio Familiar en las Elecciones Municipales. De ella y de otros ámbitos culturales locales, como Los Luises, salieron incluso algunos de los futuros dirigentes de los más importantes partidos democráticos de la Transición con una cultura política de procedencia socialcristiana. Algo parecido sucedió en Pamplona y en la Diputación de Navarra, pero este proceso fue bastante menos claro en Vizcaya donde hasta el final de la Dictadura el control político de la capital y de la provincia siguió en manos vinculadas a los intereses económicos de la oligarquía tradicional. En cualquier caso, la precipitada dimisión de la última alcaldesa franquista de Bilbao, Pilar Careaga, forzada en gran medida por la presión ejercida desde el movimiento vecinal de la villa anunciaba el importante cambio que se estaba produciendo dentro de la sociedad vasca. Este proceso contó con unos protagonistas inesperados para el Régimen Franquista: los propios vecinos.

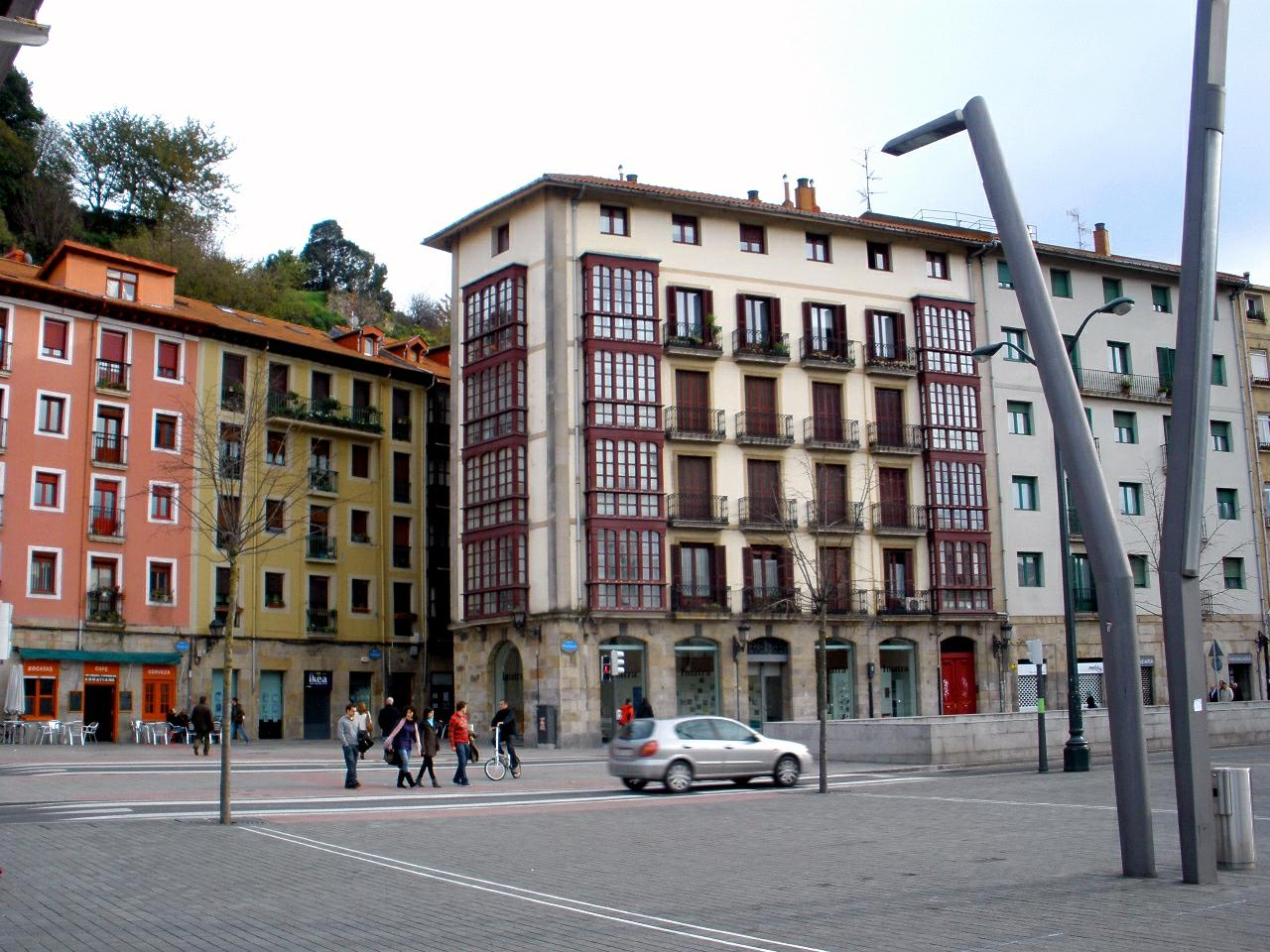
El Movimiento Vecinal prendió con fuerza en los barrios bilbaínos de Uríbarri (en la imagen la Calle Sendeja de dicho barrio) y Recaldeberri

Bilbao fue uno de los lugares donde con más fuerza prendió el movimiento vecinal desde mediado de los años 60, debido en gran parte al éxodo rural masivo de las zonas rurales a las zonas industriales que ocurrió en esa década. Uno de los problemas principales a los que hicieron frente los trabajadores inmigrantes fue la falta de vivienda; problema que intentaron paliar mediante la construcción de chabolas en sus barrios autogestionados en las periferias de las ciudades, construyendo lo que llegaría a denominarse los «cinturones de hojalata». Con el paso del tiempo fueron teniendo acceso a las viviendas en alquiler, pero siempre en los anillos obreros y barrios periféricos industriales que sería donde más adelante nacería el movimiento vecinal. El movimiento vecinal fue germinando en barrios de Bilbao como Uríbarri y Recaldeberri principalmente, y comenzó en torno a una serie de reivindicaciones por la mejoría de la urbanización de estos barrios de trabajadores suburbiales de la periferia de Bilbao. Entre las demandas más comunes se encontraba la instalación de semáforos en puntos donde se habían producido accidentes, así como la demanda de sistemas de desagüe y de instalaciones culturales. En este ámbito se crearon las universidades populares, cuyo primer exponente de importancia se creó en el barrio de Recaldeberri. Este fenómeno de movimiento vecinal también se daría en los barrios periféricos de San Sebastián, Vitoria, Éibar, Baracaldo y otros pueblos. Las primeras reivindicaciones dieron paso, con el tiempo, a un movimiento que acabó demandando ayuntamientos democráticos.
Como ocurrió en otros ámbitos, la represión contra las primeras protestas provocó una importante conmoción social que condicionó su evolución. Uno de los acontecimientos más graves en este sentido se produjo a raíz de las movilizaciones desarrolladas en Erandio en 1969, en protesta por la fuerte contaminación provocada por las empresas cercanas. La represión contra una de las movilizaciones terminó con dos muertos y numerosos heridos. La negativa o la incapacidad de las autoridades municipales para atender las demandas de unos vecinos que solicitaban escuelas, ambulatorios y la urbanización de las calles contribuyó a la radicalización de las protestas, que poco a poco se fueron contagiando del ambiente general que se vivía en aquellos momentos. Las asociación de vecinos recurrieron a todos los cauces legales disponibles en su momento; cartas a los Alcaldes y a los Gobernadores Civiles, informes técnicos, entrevistas con autoridades nacionales... pero además simultanearon estas iniciativas con otras más llamativas y contundentes como los cortes de carretera, sentadas y manifestaciones. Así, en 1970, 14 asociaciones de vecinos criticaron abiertamente la forma de la elección de los concejales, al entender que suponía un retroceso en la democratización y una segregación de las familias económicamente débiles en la gestión municipal. Ese mismo año se constituyeron los comités de barrio o comisiones de barrio, organizaciones de carácter semiclandestino que agrupaban a los sectores más progresistas de cada asociación y participaron activamente en las diferentes movilizaciones que se produjeron a raíz del Proceso de Burgos. 

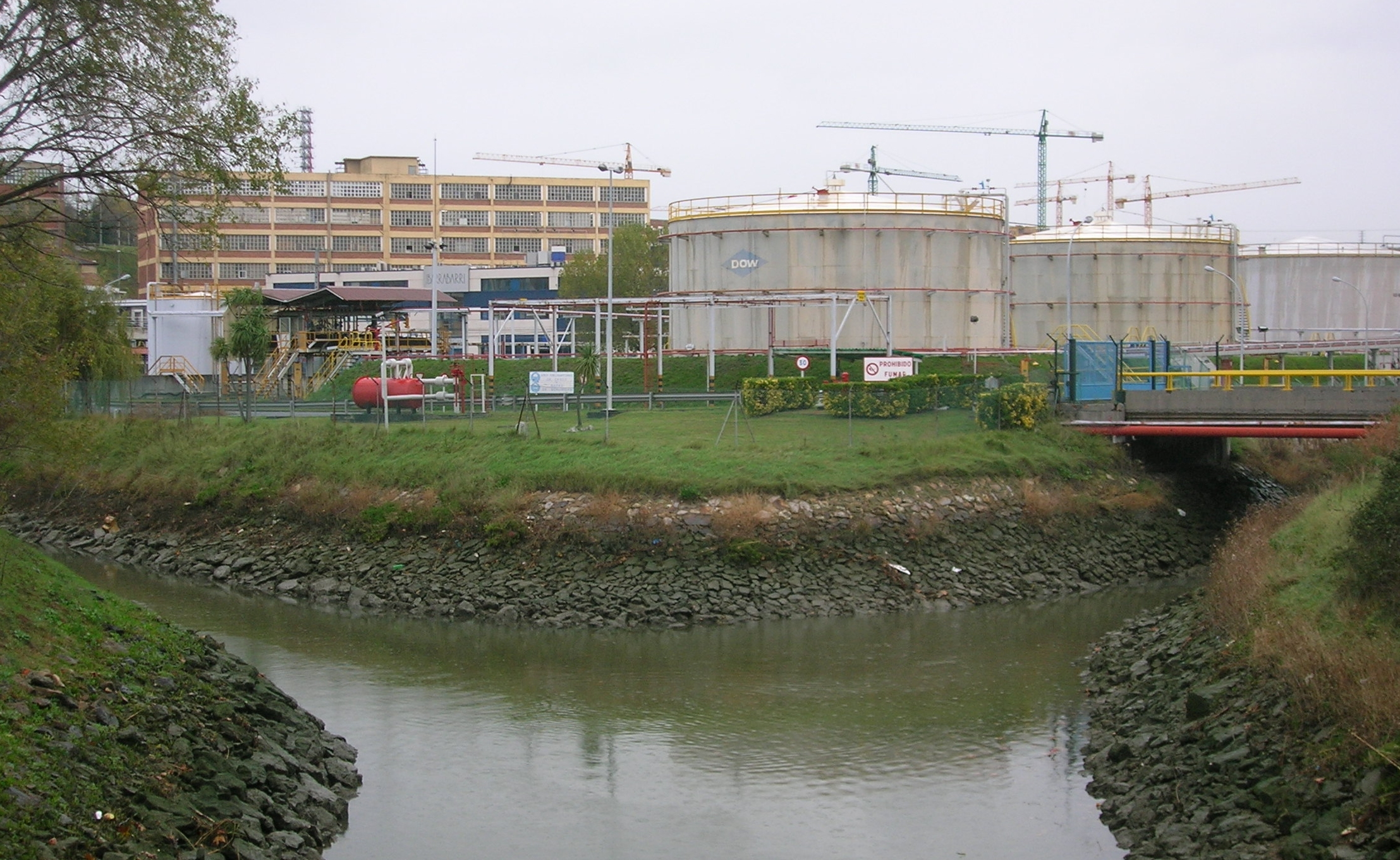
En los años 70 aumentaron las protestas medioambientales contra la industria. En la imagen, instalaciones de la Dow Chemical en Lejona, contra la que se movilizaron los vecinos

El movimiento ciudadano del Gran Bilbao fue el más activo de las capitales vascas, debido sobre todo al deterioro que sufrieron los barrios y localidades de su zona industrial y a la enorme concentración de población que reunía en un intrincado espacio. En diciembre de 1970, el mismo mes en el que tuvo lugar el movimiento de protesta contra el Proceso de Burgos, se produjo la muerte de una niña tras ser atropellada por un camión en Recaldeberri. La indignación se extendió por el barrio por un suceso que había sido anunciado en numerosas ocasiones debido al enorme tráfico que soportaba el barrio, donde apenas había semáforos. Ante este suceso, los vecinos ocuparon las calles y se produjeron graves enfrentamientos con la policía. Entre 1971 y 1975 las acciones de protesta contra la contaminación medioambiental de la zona constituyeron la punta de lanza de las protestas vecinales contra la instalación de la empresa Dow Chemical en Lejona, el vertedero de basuras de Artigas, las emanaciones de los hornos de mineral en Ortuella, etc. Una de las movilizaciones más importantes fue la llevada a cabo por las diferentes asociaciones de vecinos de Bilbao que consiguieron reunir más de 50 000 firmas contra la política desarrollada por la alcaldesa de la Villa, Pilar Careaga, que terminó dimitiendo en 1975. La asociación de Recaldeberri fue la más importante y sirvió de ejemplo para otras asociaciones que se formarían esos años en el resto de España. Fruto de esta fortaleza, esta asociación llegó a publicar libros donde daba cuenta de sus iniciativas y fue una de las promotoras más importantes de la recogida de formas contra la alcaldesa.
En el resto del País Vasco el movimiento ciudadano fue más tardío. En Navarra, aunque la primera asociación de vecinos había nacido en 1964 en Tudela, no tuvieron una cierta actividad hasta 1970 y 1973, años en los que aparecerían asociaciones en la Rochapea y Burlada. En Guipúzcoa las primeras asociaciones surgieron entre 1969 y 1970 como la de Loyola en San Sebastián y la de Galtzaraborda en Rentería. En Álava, debido a su más tardía industrialización y urbanización, el movimiento ciudadano comenzó a manifestarse en 1976 durante los últimos meses de la Dictadura y los primeros de la Transición en Zaramaga y Arambizcarra. La fuerza del Movimiento Vecinal estuvo desperdigada pese a que la problemática era común. Los intentos por crear instancias unitarias (en Bilbao por ejemplo) no llegó a dar un buen resultado. En este contexto surgieron también las primeras protestas contra los proyectos de centrales nucleares en Deva, Ea-Ispáster y Lemóniz con la formación de la Comisión de Defensa de una Costa Vasca no nuclear, que surgiría en mayo de 1976.
Uno de los aspectos importantes de las asociaciones de vecinos fue la participación de las mujeres. Si bien en otros movimientos sociales contemporáneos (el Movimiento Obrero, el Movimiento Estudiantil...) su participación quedaba desdibujada, el papel de las mujeres fue notorio en el Movimiento Ciudadano. Dentro de las asociaciones de vecinos germinarían las primeras asociaciones feministas a mediados de los años 70. 
En realidad, muchos de esos vecinos que desde los barrios más deteriorados exigían alumbrado público, escuelas para sus hijos, o que protestaban por cada muerto que se producía en sus calles estaban reclamando ser ciudadanos de pleno derecho de esa misma ciudad que parecía excluirles.

### La Transición a la Democracia
Franco murió el 20 de noviembre de 1975, dando lugar a un nuevo tiempo en el que se pondrían en marcha las instituciones que sucederían a la Dictadura. A un tiempo oscuro en el que las ansias de cambio estaban aplastadas por el Régimen Franquista, siguió una etapa caracterizada por una explosión de libertad, de alegría y un entusiasmo que, sin embargo, pronto se transformó en el País Vasco en desazón, en desasosiego y en confrontación.
Fue una etapa de especial trascendencia la que se vivió entre los años 1975 y 1980; apenas cinco años que supusieron no solo la llegada de la Democracia sino el nacimiento de un nuevo tiempo durante el que se pusieron en juego diferentes estrategias para determinar el futuro político del País Vasco. Una etapa en la que los sucesos se agolparon, pasándose con rapidez de un sistema dictatorial autoritario y centralizado a un sistema democrático y un régimen autonómico en el que las libertades afloraban por todos los polos de la sociedad. Fue una época importante desde un punto de vista institucional, por los profundos cambios que se produjeron en un periodo de tiempo muy breve. Durante estos años aflorarían de forma definitiva los partidos políticos así como el conjunto de expectativas que habían surgido en el Tardofranquismo. 
La muerte de Franco creó numerosas incertidumbres en el País Vasco, además de las que en general planteó la Transición. Prácticamente todas las organizaciones de uno y otro signo (incluidos los grupos más extremistas de corte marxista, maoísta o trotskista) reivindicaban la Democracia, pero esta quedaba incluida y casi diluida dentro de un amplio paquete de reivindicaciones que abarcaban desde los derechos del Pueblo Vasco hasta la toma del poder por la Clase Obrera, sin que la reivindicación de un sistema democrático apareciera como un objetivo específico y prioritario. En realidad muchas de estas organizaciones, influidas por los procesos de Liberación Nacional que se habían producido en el ámbito internacional durante las décadas anteriores y también por una cultura política que provenía de antes de la época republicana concebían la Democracia desde un punto de vista puramente instrumental. Para muchas de ellas el sistema democrático no era más que un paso intermedio en un proceso a largo plazo. Las consecuencias de esta situación marcaría los comportamientos políticos durante los convulsos años de la Transición. El complicado proceso sobre el tipo de encaje del País Vasco dentro del sistema constitucional, que marcaría uno de los problemas fundamentales durante la Transición, ni siquiera se intuía aún. 
Si bien en el resto de España se produjo en puertas de Transición una conjunción de las fuerzas políticas creándose instancias unitarias (como la Asamblea de Cataluña o la denominada Platajunta), en el caso del País Vasco esto no fue posible (aunque hubo una excepción en las Elecciones al Senado de 1977 con el denominado «Compromiso Autonómico»). La Transición siguió otros rumbos en el País Vasco, caracterizada por una feroz pugna entre diferentes proyectos políticos y condicionada por el terrorismo de ETA, que golpeaba y asesinaba con una brutalidad inimaginable e insoportable. El País Vasco se iba a revelar como una comunidad invertebrada donde resultaba imposible establecer canales de comunicación con un sector de la ciudadanía vasca, pues rechazaban el sistema democrático de raíz. Otra característica singular de la Transición en el País Vasco aparecería en diciembre de 1976 ante la Ley para la Reforma Política; los partidos de la Oposición al Franquismo abandonaron la vía rupturísta y abrazaron la reforma pactada. En el País Vasco, sin embargo, se mantuvo la pugna entre la vía rupturista y la reforma pactada, manteniendo una ilusión de la ruptura durante toda la Transición.
En la sociedad vasca de aquellos años se contrapusieron modelos radicalmente distintos de concebir el funcionamiento político de la sociedad, con un telón de fondo en el que la violencia y el terrorismo formaban parte del escenario cotidiano. A pesar de las profundas mutaciones que se dieron, no se consiguió solventar el legado del Franquismo; de manera que el llamado «Problema Vasco», lejos de solucionarse, se enquistó y se incrementó convirtiéndose de hecho en el principal problema al que tuvo que hacer frente la incipiente Democracia Española. Con la llegada de la Democracia la paz no fue posible en el País Vasco principalmente porque una sector minoritario (aunque numeroso) no aceptó las reglas del juego democrático y las instituciones con la que la mayoría de los ciudadanos vascos se dotaron, resultando imposible llegar a consensos sobre valores básicos en el marco institucional que se estaba formando. De esta forma, lo que se había imaginado que sería un tiempo de encuentro y de reconciliación resultó en el País Vasco un periodo en el que la libertad se fue estableciendo con dolor, con sufrimiento y con muchas víctimas; y otro tipo de silencio más espeso pero de hondo calado social se fue adueñando del país. 
Las diferencias entre el País Vasco y el resto de España se acentuaron; en general, frente al consenso que caracterizó la Transición en el resto de España, en el País Vasco se vivió un periodo de crispación muy intensa. Mientras que en el resto del Estado hubo un acomodamiento por parte de las fuerzas de Oposición al Franquismo a una reforma pactada como vía para acceder y consolidar la Democracia, en el País Vasco se mantuvo la pulsión entre reforma y ruptura propiciando la hegemonía del nacionalismo por la trascendencia que alcanzó la denominada «Cuestión Nacional». A lo largo de estos años entraron en pugna en el País Vasco fundamentalmente dos líneas de fuerza con diferentes proyectos políticos y sociales: en la primera se alinearon partidos como el PSOE, el PNV, la UCD y el PCE-EPK; en la segunda estaban las formaciones de la extrema izquierda, pero sobre todo y muy principalmente ETA en sus distintas expresiones y con sus correspondientes ramificaciones civiles, cuya plasmación más emblemática fue el nacimiento en abril de 1978 de Herri Batasuna (HB). Hubo otras confrontaciones ideológicas como la que opuso a los nacionalistas con los que no se sentían como tales, disputa que marcó (y marca) la vida política del País Vasco desde entonces. No obstante, esta división ideológica respecto al nacionalismo quedó entonces oscurecida por el choque que opuso a los que buscaban el asentamiento de un quebradizo sistema democrático con los que no solo le negaban su legitimidad sino que lo rechazaban con rotundidad.
Pero sin duda alguna, fue el clima de violencia política que inundó las calles del País Vasco en esos momentos el problema fundamental que lastró el tránsito hacia la Democracia. El final del Franquismo con su terrible represión convirtió a ETA en un referente simbólico para toda una serie de grupos vinculados de un modo u otro no solo a partidos políticos sino a organizaciones de los movimientos sociales, sindicales, culturales y a favor de la euskaldunización de la órbita del nacionalismo vasco radical que giraban a su alrededor, consiguiendo que asumieran en gran medida determinados símbolos y planteamientos ideológicos y políticos. La denominada «Cuestión Nacional» o el Derecho de Autodeterminación se convirtieron de ese modo en un banderín de enganche para todas las organizaciones abertzales y para buena parte de las organizaciones de la Izquierda, desde el PSOE hasta los partidos más extremistas. El elemento crucial fue, sobre todo, la interiorización por parte de un sector importante de la sociedad vasca de la legitimidad del uso de la violencia, y más en concreto del terrorismo. La muerte de un numeroso grupo de militantes de ETA en diversos enfrentamientos con las fuerzas del orden público o como consecuencia de la explosión fortuita de los artefactos explosivos que portaban (16 entre 1972 y el 20 de noviembre de 1975) contribuyó a reforzar la imagen heroica y comprometida de la militancia de ETA dentro de ese mismo sector social. Su figura fue elevada a la categoría de mártires, como ya ocurrió en 1968 con Txabi Etxebarrieta. Todo ello fue conformando una auténtica Comunidad de Violencia, imprescindible para comprender la intensificación y la persistencia de la actividad terrorista durante la Transición en el País Vasco y algunos de los comportamientos sociales que se profujeron durante aquella época. La deslegitimación social que había alcanzado el Gobierno por su proveniencia de la Dictadura produjo en el País Vasco un vacío de poder de facto con múltiples protestas políticas y laborales. Esta situación fue aprovechada por ETA, que alcanzaría su cenit al terminar esta etapa (pasando de 18 asesinatos en 1976 a 93 asesinatos en 1980). En este contexto se produjo la negociación entre el Ministerio de la Gobernación Rodolfo Martín Villa y ETA, que fracasó por la insistencia del ministro de hacer la negociación públicamente. Junto a la violencia de ETA, las Fuerzas de Seguridad siguieron con una estructura provenientes del Franquismo y se excedieron en su labor al reprimir acciones de protesta política y laboral. Además existieron grupos de extrema derecha muy importantes que cometieron actos violentos, en ocasiones con la complicidad (cuando no colaboración) de determinados cargos de las Fuerzas de Seguridad. El contexto era, por tanto, extremadamente proclive a la desestabilización cuando el nuevo marco se estaba elaborando.
Pero otras cuestiones aparentemente menos políticas comenzaban a afectar a la sociedad vasca y condicionarían el tránsito de la Dictadura a la Democracia tanto o más que los problemas políticos. La Crisis Económica comenzaba a dejarse sentir, el incremento del coste de la vida había sido uno de los primeros síntomas. En pocos meses el País Vasco sentiría el azote de una crisis sin precedentes que terminaría por desmantelar el tejido industrial levantado durante un siglo y disparar las tasas de paro hasta niveles desconocidos.
Fue un tiempo acogido en un primer momento con mucha esperanza por la posibilidad de asentar la Democracia y, sin embargo, cinco años después la percepción se volvería mucho más pesimista debido a la dureza con la que se había dado el proceso. Se produjo la paradójica situación de que la consecución de las reivindicaciones largamente anheladas por la Oposición al Franquismo (como eran la libertad, la amnistía o la autonomía) corrían parejas con el recrudecimiento de la violencia y del terrorismo.

#### El Nacimiento de Euskadi
En el proceso de formación del nuevo Estado Autonómico planteado por la Constitución de 1978 las provincias de Álava, Guipúzcoa y Vizcaya serían incluidas en el País Vasco, recibiendo el testigo del Gobierno Vasco en el exilio procedente de la legalidad republicana. El proceso de formación de Euskadi fue singular por las características forales de las provincias reconocidas en la Constitución y las extensas atribuciones que se reconocerían en su Estatuto de Autonomía.
A la hora de analizar este periodo de 5 años, se puede dividir desde el punto de vista político-institucional en cuatro etapas: la primera abarca desde la muerte de Franco hasta la aprobación de la Ley para la Reforma Política, con la que se iniciaría el proceso para desmantelar la Dictadura; la segunda abarca hasta las primeras elecciones democráticas en junio de 1977, en las que se clarificaría el panorama político; la tercera llega hasta el referéndum de la constitucional de diciembre de 1978, poniéndose en pie durante su transcurso la preautonomía con el Consejo General Vasco como institución más relevante. Una etapa significada políticamente por un relativo predominio del PSOE, o del centro-izquierda si se incluye a la UCD; la cuarta comprende hasta las Elecciones al Parlamento Vasco en marzo de 1980 y la formación del primer Gobierno Vasco, con el inicio de la hegemonía del PNV y la consecución del Estatuto de Autonomía como hitos más relevantes.

##### El Desmantelamiento de la Dictadura
La confirmación de Arias Navarro como Presidente del Gobierno ofrecía un panorama claramente continuista con el periodo anterior. Sin embargo, por iniciativa real y del Presidente del Consejo del Reino, entraron a formar parte del nuevo Gobierno ministros de carácter más reformista como Manuel Fraga (Gobernación), José María de Areilza (Asuntos Exteriores) y Antonio Garrigues (Justicia). A iniciativa real, el Gobierno intentó realizar una reforma del Régimen para adaptarlo a los estándares democráticos de los países europeos. La tímida reforma política promovida por este gabinete se limitó a las leyes de Reunión y Manifestación y de Asociaciones Políticas; la Ley de Reunión y Manifestación ampliaba la libertad para reunirse sin que fuese necesaria una autorización, mientras que la Ley de Asociaciones Políticas permitía la creación de grupos políticos, aunque sin el carácter legal de partidos políticos, los cuales debían, además, aceptar los principios del Movimiento y las Leyes Fundamentales. Todas estas reformas contaron con importantes oposiciones dentro del Régimen, algunos tan importantes como el Consejo Nacional del Movimiento. Pero mientras tanto, otros graves acontecimientos conmovían Euskadi, reflejando tanto el nuevo clima político como la incapacidad del Gobierno de Arias Navarro para acometer una alternativa democrática.
Uno de ellos tuvo lugar en Vitoria en marzo de 1976 cuando una intervención desproporcionada y brutal de la policía armada reprimiendo una concentración de trabajadores (con uso de armas de fuego incluido) ocasionó la muerte de 5 de los congregados y numerosos heridos en los conocidos Sucesos de Vitoria. Todo comenzó en diciembre de 1975 con una protesta de los trabajadores ante el decreto de topes salariales y en defensa de mejores condiciones de trabajo. Se convocaron asambleas de fábrica y, posteriormente, asambleas conjuntas con las que unificar el movimiento ya en a finales de enero y principios de febrero. La fuerza que alcanzó el movimiento llevó a convocar varias huelgas generales; la tercera huelga general se llevó a cabo el 3 de marzo. Se convocaron varias manifestaciones multitudinarias que comenzaban en los barrios exteriores de la ciudad y que confluían en el centro. Las intervenciones de la policía empezaron por la mañana, incluso se produjo los primeros usos de armas de fuego. Por la tarde estaba convocada la asamblea general a las 16:00 horas en la iglesia de San Francisco de Asís de Vitoria; media hora antes la policía había empezado a impedir tanto la entrada al edificio como la salida a los trabajadores que ya se encontraban en el interior. La policía comenzó a gasear la iglesia para hacer salir a los trabajadores concentrados en la iglesia, de tal manera que la gente que estaba fuera comenzó a tirar objetos a la policía para ayudar a los demás. Por tanto, la policía se vio superada tanto en número como en medios, con lo que empezó a dar uso a las armas de fuego, disparando no solo al aire sino también a los propios manifestantes. El resultado fue 5 muertos, en torno a 60 heridos de bala y cientos heridos por contusiones. Al día siguiente Lluís Llach escribió la canción Campanades a morts en homenaje a las víctimas.
Igualmente graves fueron los Sucesos de Montejurra acontecidos en mayo de 1976 con motivo de la reunión-romería-acto político que anualmente celebraban allí los carlistas. Se produjeron violentos enfrentamientos, a resulta de los cuales hubo dos muertos y varios heridos por disparos de un grupo de ultraderechistas (que muy probablemente actuaron en connivencia con órganos de la seguridad del Estado). En los últimos años del Franquismo, Montejurra se había convertido en una de las pocas manifestaciones antifranquistas autorizadas que sucedía en España. La Confederación Nacional de Excombatientes, liderada por José Antonio Girón, y los tradicionalistas, liderados por Sixto de Borbón, se reunieron a mediados de abril en Madrid y pactaron convocar una manifestación el día de Montejurra in situ dentro de una campaña denominada Operación Reconquista; todo esto en un ambiente caldeado por la campaña lanzada semanas antes por periódicos como El Alcázar o El Pensamiento Navarro. El día anterior de Montejurra, aparecieron en Pamplona pintadas como Montejurra, Rojos NO o EKA No y esa misma noche Sixto de Borbón alquiló 20 habitaciones en Hostal Iratxe. Al día siguiente, los carlistas se reunieron, como anualmente hacían, en la explanada de Iratxe para dar comienzo al Viacrucis hacia el monte. Entonces alrededor de 200 personas en dos filas con trompetas y tambores irrumpieron en la explanada y comenzaron a repartir estopa a los presentes. Un señor de los que iba con la formación (que se le conocería como el «Hombre de la Gabardina») sacó una pistola e hirió a un militante del Partido Carlista que fallecería varios días más tarde. Una vez incorporado Carlos Hugo de Borbón, el líder en ese momento del PC, comenzado el Viacrucis hacia la cima. Casi al llegar a la cumbre, sonaron varios disparos de metralleta y comenzaron a bajar del monte militantes carlistas heridos junto con un cuerpo sin vida. Tanto Sixto como sus seguidores se marcharon rápidamente y únicamente quedaron en la cumbre algunos hombres vestidos de legionarios. Al estar la cumbre tomada, los carlistas bajaron del monte y cancelaron la romería. Los hombres que se habían alojado en el hostal, viendo que la Operación Reconquista había fracasado por tintes dramáticos que había tomado, se retiraron. Hubo tres procesados (el «Hombre de la Gabardina» y otros dos) y estuvieron siete meses en la cárcel, pero fueron puestos en libertad por el Tribunal de Orden Público en virtud de su «actitud intachable». El Gobierno, además, impidió la investigación de los hechos al expulsar a Sixto de Borbón y otros compañeros de España antes de que declararan ante el Juez. Por último, al año siguiente el Gobierno impulsaría una amnistía general por lo que los hechos quedaron prescritos. En sentencia de la Audiencia Nacional del 5 de noviembre del años 2003 se reconoció a los dos asesinados, Aniano Jiménez Santos y Ricardo García Pellejero, como víctimas del terrorismo.
El bloqueo de la apertura política provocó la caída de Arias Navarro y el nombramiento de Adolfo Suárez como Presidente del Gobierno en julio de 1976, iniciándose así un nuevo tiempo político para España y para el País Vasco. Suárez era perfectamente consciente de la importancia que para el conjunto de la Democracia española tenía encauzar la «Cuestión Vasca», enfrentarse a sus problemas y poder encararse con el terrorismo etarra (que se estaba convirtiendo en el principal lastre de la Transición Española); pero antes debía desmontar el aparato del Estado Franquista. Suárez inició contactos discretos con la oposición al Franquismo, al tiempo que propugnaba y lograba que se aprobasen en las Cortes una Ley para la Reforma Política que fue la concreción legislativa del proceso de desmantelamiento del Franquismo desde el propio Régimen.
La Oposición fue saliendo de la clandestinidad; el PSOE celebró en Madrid su XXVII congreso, al que asistieron importantes líderes socialdemócratas internacionales como Olof Palme o Willy Brandt. El PSOE dejó claro en el congreso la voluntad de negociación del tránsito de la Dictadura a la Democracia, sin renunciar al objetivo democrático implícito. Santiago Carrillo, el líder comunista, dio una rueda de prensa clandestina en Madrid reclamando el derecho del PCE a ser legalizado. Detenido el 23 de diciembre de 1976, fue puesto en libertad 8 días después. Mientras tanto, en el PNV se comenzaba a preparar su primera Asamblea Nacional que se celebraría en Pamplona en marzo de 1977 y en la que se relevaría al histórico dirigente Juan de Ajuriaguerra por el abogado Carlos Garaikoetxea.
La situación que Suárez se encontraría en el País Vasco consistiría en diferentes retos de una gran complejidad, en un contexto de movilización social más elevada que en el resto de España. A los contactos con la Oposición, se unió como representante central del nacionalismo el PNV; si bien habían aparecido formaciones a su izquierda de peso político desconocido, además de la muy presente actividad de ETA. Además, la Crisis era patente en la industria pesada y empeoraba día a día las condiciones de vida de los ciudadanos. Por último, las peticiones de amnistía y autonomía salieron a las calles de forma masiva y generalizada.
El 15 de diciembre de 1976 se celebró el Referéndum sobre la Ley para la Reforma Política, que fue aprobada con el 94,45 % de los votos expresados en el conjunto de España con una abstención del 22,28 %. En el País Vasco tuvo una distinta aceptación; la abstención fue muy fuerte en Guipúzcoa y Vizcaya, mientras que se acercaba a la media estatal en Álava y Navarra. El resultado del referéndum era un termómetro elocuente de cómo respiraban políticamente las cuatro provincias y de las dificultades añadidas que la transición iba a tener en estos territorios; daba pie, además, a que la ilusión rupturista se mantuviera.
| Referéndum sobre la Ley para la Reforma Política ¿Aprueba el Proyecto de Ley para la Reforma Política?        |         |         |   |
| Datos | Opción  | Votos   | % |
| - Censo: 1 596 682 - Votantes: 922 990 (57,81 %) - Votos Nulos: 2855 (0,31 %) - Abstención: 673 692 (42,19 %) |         |         |   |
| Sí | 845 378 | 91,47 % |   |
| No | 29 722  | 3,35 %  |   |
| Votos en Blanco                                                                                               | 45 035  | 5,19 %  |   |
| Total Votos Válidos                                                                                           | 920 135 | 100 %   |   |

| Resultados por provincias |                   |                   |                   |                   |
| Opción                    | Álava             | Guipúzcoa         | Navarra           | Vizcaya           |
| Sí                        | 103 816 (92,19 %) | 170 363 (91,92 %) | 217 879 (93,08 %) | 353 320 (91,04 %) |
| No                        | 3066 (2,72 %)     | 4992 (2,69 %)     | 6766 (2,89 %)     | 14 898 (3,84 %)   |
| Abstención                | 34 638 (23,47 %)  | 225 228 (54,75 %) | 84 067 (26,37 %)  | 329 699 (45,87 %) |
| Total Censo               | 147 590           | 411 489           | 318 797           | 718 806           |

La Ley para la Reforma Política y su debate propició que la Oposición manifestara claramente su deseo de ruptura clara con el Franquismo, frente a Adolfo Suárez que defendía una reforma del Régimen desde dentro. Tras la aprobación de la ley en referéndum, la Oposición aceptó los planteamientos de Suárez para ponerse a trabajar y conseguir los objetivos que en ese momento se plantaban, como eran la libertad o la autonomía.

##### La Búsqueda de la Normalización Política
Adolfo Suárez no tardó en tomar medidas para buscar la normalización política del País Vasco y, desde su toma de posesión, se asistió a un goteo de disposiciones con tal fin. Se estrenó en el mismo mes de julio con una Ley de Amnistía parcial que no incluía los delitos de sangre y continuó con la legalización de la Ikurriña en enero de 1977, la legalización de los partidos políticos en febrero y el restablecimiento en marzo de las Juntas Generales. En este mismo mes se promovió una nueva ampliación de la amnistía y, ante las notables insuficiencias que esta presentaba (pues seguía sin contemplar los delitos de sangre), se promulgó la Ley de Amnistía en octubre de 1977, que esta vez sí incluía los delitos de sangre (principalmente los cometidos por ETA). Esta cuestión fue criticada por algunos sectores tanto en el Gobierno como en la Oposición y se mostró trágica más adelante, pues muchos de los amnistiados por delitos de sangre volverían a ingresar en prisión más adelante tras cometer nuevos atentados. Además, Suárez llevó a cabo una política con disposición constante al diálogo con los demás interlocutores políticos, que se mostraría claramente en su decisiva intervención a la hora de cerrar el acuerdo sobre el Estatuto de Autonomía (el primero que se aprobó en España).
No obstante, Suárez no lo tuvo fácil, y aún menos en el País Vasco donde los restos del Franquismo y sectores del Ejército examinaban con especial escrupulosidad las medidas aperturistas emprendidas, limitando su campo de juego. Así, por ejemplo, la legalización de la Ikurriña originó la dimisión de los Gobernador Civiles de Vizcaya, José Antonio Zarzalejos, y de Guipúzcoa, José Manuel Menéndez, así como una durísima nota de la Diputación de Vizcaya contra la instrucción que autorizaba su uso, a la vez que se negaba a izarla en los edificios públicos. A estas dimisiones siguieron otras, de forma que en febrero de 1977 más de 100 autoridades locales y provinciales del País Vasco habían dimitido. Tampoco la oposición, instalada en una dinámica de desconfianza hacia el nuevo proyecto reformista, se lo puso fácil a Adolfo Suárez. Puede servir como ejemplo la frialdad o el abierto rechazo con el que se acogió a los nuevos gobernadores civiles de Vizcaya y Guipúzcoa, a pesar del talante abierto y dialogante que estos mostraron.
En cuanto al escenario político, la tradicional triangulación política en torno a la cual había girado el País Vasco durante los primeros 40 años del siglo (que se basaba en el nacionalismo, el PNV; la izquierda, el PSOE y el PCE-EPK; y la derecha) ahora sumaba a la izquierda abertzale como cuarto componente. La salida del franquismo puso de manifiesto la acentuación de la pluralidad política que había definido la política vasca desde principios del siglo XX, con la aparición de nuevos partidos y movimientos sociales. Así, en estos años surgieron paulatinamente los partidos tradicionales junto con partidos de la extrema izquierda: formaciones como el MCE-EMK, la LKI o la ORT en la extrema izquierda estatal; partidos como HASI o LAIA en el caso de la izquierda abertzale, aparte de lo que significaba ETA que en aquel momento estaba actuando a través de dos organizaciones distintas como ETA(m) y ETA(pm); y, por último, aparecieron también organizaciones nacionalistas de carácter socialdemócrata como ESB-PSV o ESEI. Todo ello, unido a la importante movilización de grupos de la sociedad vasca, alimentaba el imaginario sustentado de la izquierda más radical de una Euskadi revolucionaria, de un reducto en la Europa de aquel tiempo; una Euskadi capaz de poner en pie una democracia no burguesa, participativa, socialista y popular. Así mismo, permitía elucubrar con la idea de que la sociedad premiaría a las formaciones que más se habían destacado en la lucha contra el franquismo, minimizando el apoyo de partidos históricos como el PNV o el PSOE. Todavía en enero de 1977, el secretario general del PCE-EPK, Ramón Ormazabal, manifestaba que esperaba obtener entre un 10 % y un 20 % de votos del electorado vasco; y unos días antes de la celebración de las primeras elecciones, el PCE-EPK estimaba que quedaría por delante del PSOE.
Otro de los datos reveladores del ambiente político en el País Vasco fue la inexistencia en los últimos años del franquismo y primeros de la Transición de una plataforma política unitaria de la oposición, al estilo de la Asamblea de Cataluña. Había algunas reivindicaciones compartidas entre las formaciones vascas y, de hecho, hubo tentativas para reconstituir un organismo unitario, pero el acusado contraste que existía entre ellas y los modelos opuestos que se sostenían hacían imposible tal endendimiento. Era especialmente notoria la divisoria entre el nacionalismo y el no nacionalismo, una fractura que se había vivido solapadamente en los ambientes políticos desde los años 60 y que ahora se manifestaba abiertamente con un rechazo contundente de las bases nacionalistas más radicales hacia las formaciones estatales.
En aquellos años no era infrecuente el boicot protagonizado por grupos de la izquierda abertzale a actos organizados por los partidos de la izquierda estatal o la desaprobación a sus actividades públicas. Así, los primeros mítines autorizados que dio el PSOE por parte de Felipe González en Bilbao, Éibar o San Sebastián en febrero de 1976 tuvieron intentos reiterados de boicot. Había en las bases del nacionalismo vasco radical una concepción cerrada en torno al hecho nacional vasco; una entrega sin fisuras a una idea exaltada de la construcción del País Vasco que les llevaba a repudiar a todo aquel que no se sumara a su comprensión de la nación vasca. Se consideraba que estas formaciones estatales estaban reproduciendo la opresión nacional oligárquica y, por tanto, debían ser tratadas con hostilidad.
En cualquier caso, el nacionalismo tampoco presentaba una imagen común y no se constituyó un frente en tal sentido, aunque llegó a manejarse tal posibilidad en la conocida como Cumbre Vasca o de Chiberta celebrada en la localidad vascofrancesa de Anglet en abril-mayo de 1977. A ella asistieron la práctica totalidad de las fuerzas nacionalistas a instancias de Telesforo Monzón, que pretendía formalizar un acuerdo para tratar conjuntamente con el Estado el futuro de Euskadi. El objetivo inmediato era tomar una postura frente a las inmediatas elecciones del 15 de junio de 1977, pero detrás de este objetivo se encontraba en realidad una pugna por la hegemonía del nacionalismo vasco; por una parte el PNV representaba al nacionalismo tradicional, mientras que ETA representaba el nuevo nacionalismo surgido en la dictadura. Según el pensamiento político de Monzón, en el País Vasco solo existían dos fuerzas: ETA (el etismo) y el PNV (el jelkidismo). Por lo tanto, según Monzón, el etismo y el jelkidismo debían llegar a un acuerdo conjunto de puntos mínimos para, una vez planteado a las demás fuerzas nacionalistas, hablar con el Gobierno de igual a igual. Se trataba, en primer lugar, de construir país y, más adelante, plantearse qué tipo de sociedad se quería formar, cuestión que Monzón consideraba secundaria en esos momentos. Las fuerzas estatales no eran del interés de Monzón, pues eran españoles, no eran de los suyos; en el fondo de esta cuestión se encontraba la idea que había aparecido ya en ETA-V Asamblea y que identificaba al vasco con el nacionalista vasco, es decir, para Monzón y el etismo lo que hacía ser vasco era el ser nacionalista. Sin embargo, en contra de la idea de Monzón, el PNV se negó tanto a hacer el boicot a las elecciones que plantaba Monzón como a formar un frente abertzale; es más, en el Senado en el Frente Autonómico con el PSOE. 
Ni siquiera fue posible un frente político en el ámbito de la izquierda abertzale. Inicialmente, tanto ETA(pm) como ETA(m) crearon una plataforma electoral con el nombre de Euskal Erakunde Herritarra (EEH) a la espera de qué ocurría con la amnistía de los presos políticos. Cuando se produjo la liberación de los presos en marzo, ETA(pm) optó por presentarse a las elecciones y se desligó de EEH. De esta forma nació la coalición Euskadiko Ezkerra (EE), nombre bajo el cual confluyeron tanto EIA (el brazo político de ETA(pm)) como MCE-EMK. Al no incluir los delitos de sangre (para ello habría que esperar a octubre), ETA(m) y el conjunto restante de EEH decidieron boicotear las elecciones.
Sin embargo, sí existió una colaboración entre el PNV y el PSOE sobre la base de las demandas mínimas: libertad, amnistía y autonomía. Más específicamente, las dos formaciones coincidían en la reclamación del autogobierno; demanda que, de hecho, era asumida por la totalidad de las fuerzas de la oposición. El exacerbado nacionalismo español del régimen de Franco, acompañado por un riguroso centralismo, provocó que la reclamación de un nuevo sistema de organización del Estado de carácter autonómico fuese parte sustantiva del programa de los partidos de la oposición. Sucedió así que el rechazo al franquismo produjo una convergencia entre la idea de la democracia con la del reconocimiento de las nacionalidades, de manera que la reivindicación de la libertad iba asociada al restablecimiento de los Estatutos de Autonomía. No fue pues extraño el acuerdo al que llegaron la mayor parte de los partidos democráticos vascos (PNV, PSOE, ESEI, PCE-EPK, DCV y ANV) con el llamado «Compromiso Autonómico» en mayo de 1977. Sobre la base de un programa de mínimos, su objetivo central era exigir el «reconocimiento inmediato de la personalidad política y administrativa de Euskadi». Como una derivación de este acuerdo, se constituyó para las primeras elecciones democráticas de junio de 1977 el Frente Autonómico con candidaturas conjuntas al Senado en las tres provincias vascas y en Navarra por parte del PNV, del PSOE, de ESEI e independientes.
Las elecciones generales celebradas el 15 de junio de 1977 significaron una importante clarificación del panorama político vasco. Los resultados electorales supusieron un baño de realismo, conociéndose por primera vez la opinión de los ciudadanos. Se midió la fuerza de cada grupo e ideología y las ensoñaciones acerca de una Euskadi socialmente revolucionaria se evaporaron. De las elecciones surgieron en Euskadi dos partidos triunfantes con el mayor porcentaje de votos: el PNV y el PSOE. El hecho de que no estuvieran en primera línea en la lucha contra el franquismo no les pasó factura, sino que una suerte de memoria histórica permitió que emergieran de nuevo como fuerzas dominantes tal y como lo habían sido ya en la Segunda República. 
| Elecciones generales de España de 1977 Resultados en el País Vasco                                              |           |         |    |         |
| Datos | Opción    | Votos   | %  | Escaños |
| - Censo: 1 659 466 - Votantes: 1 297 550 (78,19 %) - Votos Nulos: 4058 (2,11 %) - Abstención: 361 916 (21,81 %) |           |         |    |         |
| PSE-PSOE | 322 617   | 25,40%  | 9  |         |
| PNV+UAN | 314 272   | 24,74 % | 8  |         |
| UCD | 204 636   | 16,11 % | 7  |         |
| AP+GU+AFN | 93 809    | 7,39 %  | 1  |         |
| EE+UNAI | 85 906    | 6,76 %  | 1  |         |
| PCE-EPK | 67 736    | 5,33 %  | 0  |         |
| DCV+EDP | 36 550    | 2,88 %  | 0  |         |
| ESB | 36 002    | 2,83 %  | 0  |         |
| Otros | 121 000   | 9,53 %  | 0  |         |
| Votos en Blanco                                                                                                 | 3166      | 0,25 %  | -  |         |
| Total Votos Válidos                                                                                             | 1 270 203 | 100 %   | 26 |         |

| Resultados por provincias |                  |         |             |                   |           |             |                  |         |             |                   |         |
| Álava                     | Álava            | Álava   | Guipúzcoa   | Guipúzcoa         | Guipúzcoa | Navarra     | Navarra          | Navarra | Vizcaya     | Vizcaya           | Vizcaya |
| Opción                    | Votos            | Escaños | Opción      | Votos             | Escaños   | Opción      | Votos            | Escaños | Opción      | Votos             | Escaños |
| UCD                       | 38 338 (30,86 %) | 2       | PNV         | 102 494 (30,94 %) | 3         | UCD         | 75 036 (29,03 %) | 3       | PNV         | 171 991 (30,92 %) | 4       |
| PSE-PSOE                  | 34 244 (27,57 %) | 1       | PSE-PSOE    | 93 010 (28,07 %)  | 3         | PSE-PSOE    | 54 720 (21,17 %) | 2       | PSE-PSOE    | 140 643 (25,28 %) | 3       |
| PNV                       | 21 708 (17,48 %) | 1       | EE          | 31 208 (9,42 %)   | 1         | UNAI        | 24 489 (9,47 %)  | 0       | UCD         | 91 262 (16,41 %)  | 2       |
| AP                        | 7927 (6,38 %)    | 0       | GU          | 27 048 (8,16 %)   | 0         | AFN         | 21 900 (8,47 %)  | 0       | AP          | 36 934 (6,64 %)   | 1       |
| PCE-EPK                   | 3906 (3,14 %)    | 0       | ESB         | 18 167 (5,48 %)   | 0         | UAN         | 18 079 (6,99 %)  | 0       | EE          | 30 209 (5,43 %)   | 0       |
| DCV                       | 3439 (2,77 %)    | 0       | DCV         | 16 627 (5,02 %)   | 0         | AET         | 13 195 (5,11 %)  | 0       | PCE-EPK     | 29 968 (5,39 %)   | 0       |
| Abstención                | 26 112 (17,06 %) | -       | Abstención  | 102 080 (23,33 %) | -         | Abstención  | 56 700 (17,76 %) | -       | Abstención  | 177 024 (23,62 %) | -       |
| Total Censo               | 153 080          | 4       | Total Censo | 437 592           | 7         | Total Censo | 319 222          | 5       | Total Censo | 749 572           | 10      |

El centro (representado por la Unión de Centro Democrático (UCD)) y la derecha (representada por la Alianza Popular (AP)) obtuvo unos resultados dignos, muy por debajo de la media nacional en el caso de la UCD; pero teniendo que hacer frente a condiciones muy duras a causa de la presión terrorista que sufrían. Muy significativo resultó que la única provincia en la que la UCD no presentó candidatos fue Guipúzcoa, y AP se presentó bajo las siglas Guipúzcoa Unida (GU). La coacción que ejercían los violentos en esta provincia era cada vez mayor, coaccionando la libertad de estas formaciones y sus posibilidades de expansión y arraigo; y aun con ello, las elecciones mostraron que el centroderecha de ámbito estatal continuaba contando con un espacio social en el País Vasco.
Los resultados electorales supusieron también el desplome de los grupos a la izquierda del PSOE, con unos magros resultados del PCE-EPK y la marginación de los grupos izquierdistas. En cuanto a la izquierda abertzale, se evidenció que tenía una fuerza limitada, lejos de la que esperaban: EE (la coalición apoyada por ETA(pm)) se quedó con un escaño y un escaso 6 %, mientras que la abstención (opción apoyada por ETA(m) y el conjunto de fuerzas de EEH) se mantuvo en unos porcentajes similares a la media española, por lo que se deduce que tuvo una incidencia reducida. De todas formas, el boicot planteado por estas fuerzas impedía obtener una imagen política exacta de la sociedad del momento.

##### El Proceso Constitucional y el Consejo General Vasco
La celebración de las elecciones del 15 de junio de 1977 supuso la entrada en una nueva etapa política en la que el debate público giraría, básicamente, en torno a la autonomía y a la amnistía. En su transcurso, colisionaron abiertamente los dos modelos de construcción del país: el democrático y el que protagonizaban los violentos. Fue también un tiempo en el que comenzaron a abrirse las brechas entre el PNV y el PSE-PSOE una vez obtenidas y encauzadas las reclamaciones unitarias, abriéndose el paso hacia la disputa por la hegemonía política del País Vasco.
La hoja de ruta del «Compromiso Autonómico» establecía que, una vez celebradas las elecciones, se constituyese una Asamblea de Parlamentarios Vascos para poner en marcha el proceso autonómico y elaborar un proyecto de estatuto. Tal asamblea se celebró el 19 de junio en Guernica y en ella se integraron la totalidad de los parlamentarios elegidos a excepción de los diputados y senadores navarros de la UCD, que rechazaban la posibilidad de integración de Navarra en la futura comunidad vasca. Esta ausencia anunciaba uno de los principales escollos a la hora de agilizar la formación de un régimen preautonómico vasco pues el PSE y, especialmente, el PNV eran favorables a la integración de Navarra en el organismo que se constituyera al efecto. Estas divergencias retrasaron la constitución del organismo preautonómico en Euskadi hasta que finalmente, en diciembre de 1977, se desatascaba el punto muerto llegándose a un acuerdo por el cual la UCD admitía la incorporación de Navarra siempre y cuando así lo solicitara el organismo foral navarro competente y una posterior ratificación por referéndum por los ciudadanos navarros. Superado el obstáculo se aprobó la creación de un organismo preautonómico, el Consejo General Vasco, que en febrero de 1978 quedó constituido. Entre las fuerzas parlamentarias había acuerdo acerca del carácter transversal que debía tener este nuevo organismo, que había de recoger la pluralidad surgida de las elecciones.
El Consejo se formó a partir de los componentes de los partidos que habían obtenido representación en las elecciones: 5 consejeros del PSE, 5 consejeros del PNV, 3 consejeros de la UCD, 1 consejero de EE y 1 consejero independiente. A la hora de decidir quién debía presidir el consejo se presentaron como candidatos Ramón Rubial por el PSE y Juan de Ajuriaguerra por el PNV. Tras varias votaciones empatadas, el socialista Ramón Rubial fue elegido en octava vuelta Presidente del Consejo General Vasco. La opción del PSE de mantener a su candidato resultó muy controvertida y ha continuado siendo debatida con posterioridad; si bien el argumento que entonces se manejaba de ceder la presidencia al PNV para conseguir un mayor compromiso de este partido con el proceso democrático español evaluada con el paso del tiempo no resulta convincente. El caso es que la elección de Rubial marcó una nueva etapa en las relaciones PSE-PNV, desde entonces más tensas y enconadas, y reflejó también la decisión de los socialistas de protagonizar el proceso autonómico en Euskadi. Por su parte, la reacción del PNV fue la de distanciarse del Consejo General Vasco y, aunque participaron con cinco consejerías, hicieron patente su frialdad hacia la nueva institución a la vez que se afirmaban en la decisión de mantener el Gobierno Vasco en el exilio presidido por Leizaola. Venían a conceder, de este modo, la legitimidad histórica a este último en tanto que al Consejo General Vasco le otorgaban la calidad de mero órgano administrativo mientras no llegasen la autonomía y el Estatuto. Por esta razón, el PNV se negó a conceder a Ramón Rubial el título de Lendakari como Presidente del Consejo General Vasco, si bien el término Lendakari se aceptó en los documentos en euskera.
El Consejo General Vasco tuvo que hacer frente a una situación muy complicada. En el inicio de su mandato se marcó como tareas prioritarias la restitución de los Conciertos, el reforzamiento democrático y una autonomía no inferior a la conseguida en el pasado; una labor ambiciosa abordada desde un organismo que nacía carente de atribuciones, a la espera de que una ley-estatuto estableciese las competencias del País Vasco. El camino estatutario comenzó cuando el Consejo General Vasco, sin esperar al referéndum de la Constitución, decidió en noviembre de 1978 encargar a la Asamblea de Parlamentarios Vascos la elaboración del proyecto estatutario. La redacción del proyecto duró apenas un mes, pues se pretendía que el proyecto estatutario vasco fuera el primero en ser presentado el Congreso, ya que ello aparejaba la inexistencia de una casuística similar que pudiera significar la existencia previa de techos competenciales. Otro elemento político que explica la brevedad de la redaciión del proyecto estatutario fue la consideración de que el logro del autogobierno político sería un factor que apaciguaría la situación de crispación y violencia política. El proyecto fue aprobado por la Asamblea de Parlamentarios Vascos la noche del 23 de diciembre de 1978 y llegó al Congreso de los Diputados poco antes de que fuera disuelto, tras el referéndum constitucional. La disolución de las Cortes el 29 de diciembre de 1978 originó una paralización momentánea del procedimiento.
Mientras todo esto sucedía, la sociedad vasca hizo frente a otro debate suscitado en torno a la pieza legal clave del nuevo sistema democrático español: la Constitución. Este debate puso en primer plano el creciente divorcio entre nacionalistas y no nacionalistas. La Constitución consagró la idea de un «Estado social y democrático de Derecho», concepto que fusionaba tres ideas de distinto origen histórico, que el texto constitucional consideraba unidas e interdependientes: el Estado de Derecho, el Estado Social y el Estado Democrático. Los otros dos principios básicos en los que se fundamentó la Constitución fueron la Monarquía Parlamentaria (por lo que el Rey se convertía en Jefe del estado, pero sin control del Ejecutivo y sometido al control del parlamento) y el Estado de las Autonomías, con la que reconocía y garantizaba el acceso al autogobierno de las distintas nacionalidas y regiones de España. Además, la Constitución garantizaba la separación de poderes mediante un órgano autónomo de Gobierno para el Poder Judicial, el Consejo General del Poder Judicial, y el establecimiento del Parlamentarismo. Por último, la Constitución establecía los derechos y libertades tanto individuales como colectivas (como el derecho de asociación, el derecho al honor, a la tutela judicial efectiva, a la inviolabilidad del domicilio, y a la libertad de expresión e información) junto con derechos sociales básicos (como el derecho a una vivienda, a la educación o a la sanidad entre otros).
Hasta su definitiva aprobación en el Congreso, el proyecto constitucional atravesó un denso debate en el que el PNV participó activamente, aunque estuvo ausente en la ponencia encargada de la elaboración del anteproyecto debido a cuestiones de reglamento (en aquel momento no reunía el número suficiente de diputados para formar un grupo parlamentario propio, lo que daba acceso a formar parte en la ponencia). Los constituyentes intentaron de manera continuada que el PNV se comprometiera con la Constitución por su importancia para traer la paz al País Vasco, pero el PNV esquivó reiteradamente estos intentos. Dos han sido las razones que tradicionalmente se han asociado a esta actitud; la primera es la posibilidad de ser considerado traidor por parte de la militancia de la izquierda abertzale y la segunda se asocia a la capacidad de presionar posteriormente en la redacción del Estatuto de Autonomía. El PNV intentó incorporar la foralidad a la Constitución y lo planteó a través de una enmienda al proyecto. Esta enmienda dio lugar a un largo debate a lo largo del trámite parlamentario, quedando tras su modificación recogida en la Disposición Adicional Primera de la Constitución con la siguiente redacción:

La Constitución ampara y respeta los derechos históricos de los territorios forales. La actualización general de dicho régimen foral se llevará a cabo, en su caso, en el marco de la Constitución y de los Estatutos de Autonomía.

No era el texto que el PNV presentó, pero contenía el concepto clave de los Derechos Históricos y, de hecho, el diputado jelkide Xabier Arzalluz la votó favorablemente en la comisión del Congreso.
La Constitución, tal y como quedó redactada finalmente, suponía un evidente paso adelante para el autogobierno del país e implicaba un explícito reconocimiento de la singularidad del País Vasco, generándose en el PNV opiniones contradictorias sobre si apoyarla o no. Finalmente, el PNV no apoyó la Constitución al no compartir el texto de la Disposición Adicional Primera, amparándose en que la inclusión del concepto de foralidad en una disposición adicional podría dar lugar a futuros incumplimientos. Sin embargo, dicha disposición iba a tener posteriormente un efecto jurídico destacado al ponerse en marcha el Estatuto de Autonomía. En cualquier caso, la opción del PNV leída en términos aplicables al País Vasco supuso un nuevo choque con el PSE. El distanciamiento entre ambos partidos fue ostensible y, a su vez, la grieta entre los nacionalistas y los que no lo eran se ensanchó.
El referéndum constitucional del 6 de diciembre de 1978 reflejó una vez más la singularidad política del País Vasco, con unos resultados que diferían de los del resto de España. En la campaña, los partidos de ámbito estatal (UCD, PSOE, PCE y AP) fueron partidarios de la aprobación de la Constitución, PNV y ESEI favorables a la abstención, mientras que la izquierda abertzale (con sus dos principales referentes: EE y la recién fundada HB) pidieron el voto negativo. Los resultados en el País Vasco significaron el triunfo con un 72 % a los partidarios de la Constitución con un porcentaje amplio sobre el voto negativo, que sin embargo obtuvo un respaldo del 22 %. Lo más resaltable de estos resultados fue la fuerte abstención que superó el 51 %, muy por encima del cómputo global que se situó en el 33 %, sobresaliendo especialmente Vizcaya y Guipúzcoa con alrededor del 57 % de abstenciones.
| Referéndum Constitucional 1978 ¿Aprueba el proyecto de Constitución?                                            |         |         |   |
| Datos | Opción  | Votos   | % |
| - Censo: 1 913 980 - Votantes: 934 005 (48,80 %) - Votos Nulos: 13 367 (1,43 %) - Abstención: 979 975 (51,20 %) |         |         |   |
| Sí | 661 412 | 71,84 % |   |
| No | 203 995 | 22,16 % |   |
| Votos en Blanco                                                                                                 | 55 231  | 6,00 %  |   |
| Total Votos Válidos                                                                                             | 920 638 | 100 %   |   |

| Resultados por provincias |                  |                   |                   |                   |
| Opción                    | Álava            | Guipúzcoa         | Navarra           | Vizcaya           |
| Sí                        | 73 409 (72,45 %) | 139 777 (64,56 %) | 182 207 (76,42 %) | 266 019 (73,01 %) |
| No                        | 19 726 (19,47 %) | 65 429 (30,22 %)  | 40 804 (17,11 %)  | 78 036 (21,42 %)  |
| Abstención                | 70 590 (40,71 %) | 285 357 (56,57 %) | 120 548 (33,37 %) | 503 480 (57,54 %) |
| Total Censo               | 173 412          | 504 389           | 361 243           | 874 936           |

##### La Consecución de la Autonomía
Aprobada la Constitución, se disolvieron las Cortes y se convocaron elecciones generales, que se celebraron el 1 de marzo de 1979. En ellas se iba a presentar por primera vez la marca civil de ETA(m), Herri Batasuna (HB), lo que era también un buen barómetro para medir el apoyo con el que contaba la banda en la sociedad.
Los resultados supusieron un triunfo del PNV, no tanto considerados aisladamente pues bajó tanto en número de votos como de diputados (de 8 a 7) respecto a las elecciones generales de 1977, sino por el descalabro del PSE-PSOE, con un descenso acusadísimo que le supuso perder entre esas dos elecciones del orden de unos 77 000 votos y unos 6 puntos porcentuales. En cambio, la UCD obtuvo un buen resultado, quedando en la práctica como la única representación del centro-derecha estatal en el País Vasco. Sin embargo, no llegó a absorber todo el voto de AP, que presentándose como Unión Foral del País Vasco sufrió un duro correctivo. Posiblemente, el dato más llamativo de las elecciones fue la fuerte irrupción electoral de la izquierda abertzale con una HB que se presentaba por primera vez obteniendo un 14 % de los votos (unos 170 000), lo que sumado a los obtenidos por EE (en pleno proceso de evolución hacia el rechazo del terrorismo) servía para constatar el arraigo que la comunidad de la violencia había alcanzado en el País Vasco.
| Elecciones generales de España de 1979 Resultados en el País Vasco                                                |           |         |    |         |      |
| Datos | Opción    | Votos   | %  | Escaños | Dif. |
| - Censo: 1 911 185 - Votantes: 1 277 555 (66,85 %) - Votos Nulos: 25 908 (2,03 %) - Abstención: 633 630 (33,15 %) |           |         |    |         |      |
| PNV | 298 597   | 23,86 % | 7  | 1       |      |
| UCD | 251 909   | 20,13 % | 8  | 1       |      |
| PSE-PSOE | 245 634   | 19,62 % | 6  | 3       |      |
| HB | 172 110   | 13,75 % | 3  | 3       |      |
| EE+UNAI | 91 068    | 7,28 %  | 1  | =       |      |
| PCE-EPK | 51 472    | 4,11 %  | 0  | =       |      |
| UFV | 34 108    | 2,72 %  | 0  | 1       |      |
| UPN | 28 248    | 2,32 %  | 1  | 1       |      |
| Otros | 76 311    | 6,10 %  | 0  | =       |      |
| Votos en Blanco                                                                                                   | 3190      | 0,25 %  | -  | -       |      |
| Total Votos Válidos                                                                                               | 1 251 647 | 100 %   | 26 | =       |      |

| Resultados por provincias |                  |         |             |             |                   |           |             |             |                   |         |             |             |                   |         |             |
| Álava                     | Álava            | Álava   | Álava       | Guipúzcoa   | Guipúzcoa         | Guipúzcoa | Guipúzcoa   | Navarra     | Navarra           | Navarra | Navarra     | Vizcaya     | Vizcaya           | Vizcaya | Vizcaya     |
| Opción                    | Votos            | Escaños | Dif.        | Opción      | Votos             | Escaños   | Dif.        | Opción      | Votos             | Escaños | Dif.        | Opción      | Votos             | Escaños | Dif.        |
| UCD                       | 29 625 (25,41 %) | 2       | =           | PNV         | 87 090 (26,50 %)  | 2         | 1           | UCD         | 83 302 (32,93 %)  | 3       | =           | PNV         | 161 480 (29,18 %) | 4       | =           |
| PNV                       | 26 722 (22,92 %) | 1       | =           | PSE-PSOE    | 59 863 (18,21 %)  | 2         | 1           | PSE-PSOE    | 55 399 (21,90 %)  | 1       | 1           | PSE-PSOE    | 105 481 (19,06 %) | 2       | 1           |
| PSE-PSOE                  | 24 891 (21,35 %) | 1       | =           | HB          | 57 811 (17,59 %)  | 1         | 1           | UPN         | 28 248 (11,17 %)  | 1       | 1           | UCD         | 88 431 (15,98 %)  | 2       | =           |
| HB                        | 11 594 (9,94 %)  | 0       | =           | UCD         | 50 551 (15,38 %)  | 1         | 1           | HB          | 22 425 (8,86 %)   | 0       | =           | HB          | 80 280 (14,51 %)  | 2       | 2           |
| UFV                       | 7205 (6,18 %)    | 0       | =           | EE          | 42 293 (12,87 %)  | 1         | =           | PNV         | 21 305 (8,42 %)   | 0       | =           | EE          | 32 363 (5,85 %)   | 0       | =           |
| EE                        | 5442 (4,67 %)    | 0       | =           | PCE-EPK     | 10 034 (3,05 %)   | 0         | =           | PC          | 19 522 (7,72 %)   | 0       | =           | PCE-EPK     | 31 942 (5,77 %)   | 0       | =           |
| Abstención                | 54 253 (31,15 %) | -       | Crecimiento | Abstención  | 172 369 (33,99 %) | -         | Crecimiento | Abstención  | 106 708 (29,34 %) | -       | Crecimiento | Abstención  | 300 300 (34,67 %) | -       | Crecimiento |
| Total Censo               | 174 145          | 4       | =           | Total Censo | 507 142           | 7         | =           | Total Censo | 363 713           | 5       | =           | Total Censo | 866 185           | 10      | =           |

Las elecciones municipales y forales celebradas un mes despuésn, el 3 de abril de 1979, no hicieron sino acentuar la tendencia marcada por las elecciones generales. El PNV aparecía cada vez más consolidado como fuerza mayoritaria en tanto que los partidos estatales seguían con su acusada sangría de votos mientras que la izquierda abertzale, y más específicamente HB, era refrendada como una potente fuerza electoral. Las ciudades más pobladas de Euskadi dieron una holgada mayoría al PNV, que de esta forma pasaba a hacerse con las capitales de las tres provincias vascas, al mismo tiempo que el desplome que sufría el PSE supuso que HB le superase en San Sebastián, Bilbao y Pamplona. Otro tano sucedió en las elecciones a Juntas Generales, donde el predominio del PNV se hizo aplastante, emergiendo HB como la segunda fuerza política de Euskadi mientras que los partidos políticos estatales sufrían una considerable pérdida de votos. Por su parte, la UCD fue la fuerza más votada en Pamplona, a escaso margen de HB. Los pactos postelectorales dieron la alcaldía de la capital navarra al PSE. Las elecciones al Parlamento de Navarra de 1979 dieron como ganador a la UCD.
El importante respaldo logrado por HB mostraba que ETA no solo era un problema que había que encarar desde el ángulo policial sino que tenía una importante vertiente social derivada del apoyo con que contaba entre un importante segmento de la población. El pluralismo político del País Vasco se mantenía, pero se reforzaba por uno de sus extremos lo que algunos autores han denominado como pluralismo poralizado. Así, después de las elecciones tomo cuerpo una hegemonía política nacionalista que se mantendrá en los años siguientes.
La nueva composición de las instituciones parlamentarias se trasladó al Consejo General Vasco, procediéndose a su remodelación con el fin de ajustarlo a los resultados electorales. No estaba presente HB pues, conforme a su criterio antisistema y de deslegitimación de las instituciones democráticas, optó por no acudir a los organismos parlamentarios (siendo la excepción su presencia en los municipios). De este modo, el nuevo Consejo General Vasco quedó integrado por 9 consejeros del PNV, 4 consejeros del PSE, 4 consejeros de la UCD y 1 consejero de EE; siendo designado presidente el jeltzale Carlos Garaikoetxea. El nuevo Consejo General Vasco se marcó como objetivo principal la negociación y aprobación del proyecto de Estatuto, gestiones que ya habían comenzado en la etapa anterior bajo la presidencia del socialista Ramón Rubial.
Tras el triunfo del PNV en las elecciones generales, este partido asumió en exclusiva el protagonismo de la representación vasca dejando de lado al resto de las fuerzas políticas, sin que la protesta de alguna de estas tuviera algún efecto. La importancia alcanzada por el PNV en el Consejo General Vasco hizo también que Suárez focalizara su esfuerzo negociador con este partido a la hora de detallar el futuro Estatuto de Autonomía. Tal fue así que las piezas clave de este estatuto fueron acordadas de forma bilateral entre el Gobierno de la UCD y el PNV, reservando a la comisión constitucional la labor de convalidar dichos acuerdos. Dentro de la negociación parlamentaria es de remarcar la importante fricción que existió entre el PSE y el PSOE a razón del Concierto Económico Vasco, ya que la dirección federal consideraba este instrumento una situación privilegiada respecto a otras comunidades autónomas, aunque los argumentos a su favor del PSE sobre su necesidad para asentar la Democracia en el País Vasco hicieron que finalmente lo apoyase. El Estatuto de Autonomía fue aprobado definitivamente por la comisión constitucional el 17 de julio de 1979.
El Estatuto venía a recoger buena parte de las aspiraciones nacionalistas. No en vano, desde un principio el guion sobre el que se articularon las negociaciones fue el del PNV, con cesiones importantes de los no nacionalistas en temas sensibles como la organización interna de Euskadi, la bandera, los símbolos, el himno, el nombre, etc. que habían sido al fin y al cabo los propios de la comunidad nacionalista. En la negociación con el Gobierno el PNV tuvo que aceptar ciertas restricciones como la definición de la definición de las competencias de Euskadi en el marco estatal, pero a cambio consiguió que se incorporase la regulación confederal de los Territorios Históricos, o vio plasmada la operatividad jurídica de conceptos como los Fueros y los Derechos Históricos, que fueron la base sobre la que se alcanzó un Estatuto con un elevado tope competencial. Se dio la paradoja de que la Constitución, a través de su Disposición Adicional Primera, jugó a favor de los nacionalistas. El Estatuto de Autonomía supuso, pues, que Euskadi se dotara de un amplio autogobierno, cayendo bajo su tutela materias tan sensibles como educación, sanidad y otros servicios públicos (medios de comunicación, transportes), permitiéndole poner en pie una policía autónoma, o dotándose de un sistema financiero y fiscal propio gracias al restablecimiento de los Conciertos Económicos.
La campaña del referéndum volvió a dividir Euskadi en dos polos, desplazándose la pugna nacionalismo vs. no nacionalismo hacia la confrontación entre un bloque pro-estatuto y otro que lo rechazaba. Este segundo estaba integrado por HB y partidos izquierdistas, que propugnaron la abstención, mientras que el favorable al Estatuto era un abigarrado grupo en el que se integraban formaciones estatales como el PSE, UCD, PCE-EPK y nacionalistas como el PNV y EE, en este último caso como un paso más de sus dirigentes para asentar la organización y el mundo de ETA(pm)en las vías políticas y democráticas. Por último la derecha, AP, y la extrema derecha, FN, pidieron el no.
Los resultados del referéndum supusieron un claro triunfo de los partidarios del Estatuto, con un porcentaje de la abstención no desdeñable (41 %). Fue una abstención significativamente inferior a la habida en el referéndum de la Constitución, o muy similar a la que registró, por ejemplo, el Estatuto de Autonomía de Cataluña, todo lo que apuntaría a que la propuesta abstencionista tuvo un reducido alcance. En cualquier caso, uno de los grandes objetivos anhelados con el Estatuto, el que sirviera de lugar de encuentro de los vascos, resultó parcialmente fallido. El mundo del no nacionalismo superó resistencias históricas y lo hizo suyo, pero no ocurrió lo mismo con el universo de la izquierda radical abertzale, que encontró otro frente al que oponerse.
| Referéndum Estatuto Autonomía 1979 ¿Aprueba el proyecto de Estatuto de Autonomía para el País Vasco?            |         |         |   |
| Datos | Opción  | Votos   | % |
| - Censo: 1 565 541 - Votantes: 921 436 (58,86 %) - Votos Nulos: 10 649 (1,16 %) - Abstención: 644 105 (41,14 %) |         |         |   |
| Sí | 831 839 | 91,33 % |   |
| No | 47 529  | 5,22 %  |   |
| Votos en Blanco                                                                                                 | 31 419  | 3,45 %  |   |
| Total Votos Válidos                                                                                             | 910 787 | 100 %   |   |

| Resultados por provincias |                  |                   |                   |
| Opción                    | Álava            | Guipúzcoa         | Vizcaya           |
| Sí                        | 92 535 (84,95 %) | 278 399 (92,89 %) | 460 905 (91,78 %) |
| No                        | 10 023 (9,20 %)  | 12 290 (4,10 %)   | 10 023 (5,02 %)   |
| Abstención                | 64 321 (36,77 %) | 204 155 (40,27 %) | 37 562 (42,51 %)  |
| Total Censo               | 174 930          | 507 002           | 883 609           |

Se iniciaba así una etapa caracterizada por la hegemonía del nacionalismo representado por el PNV, que copó las instituciones políticas y sociales vascas y se hizo fuerte en toda aquella organización que tuviera arraigo social en Euskadi. Los nuevos comicios celebrados en marzo de 1980 para elegir el primer Parlamento Vasco constituyeron un espaldarazo para la vía autonomista y para el autogobierno de Euskadi, expresando que la mayoría de la población optaba por esa alternativa. Implicaron asimismo que las tendencias políticas apuntadas en las elecciones anteriores se confirmaban, con un predominio del nacionalismo que llegó a sumar el 65 % del electorado, con la clara hegemonía del PNV que se consolidó como el partido ganador con una amplia ventaja sobre las demás formaciones. HB, por su parte, volvió a erigirse como segunda fuerza del país por encima de un alicaído PSE, que sin embargo dos años después, en las elecciones generales de 1982 y con una baja abstención volvería a mostrarse como un partido con un potente arraigo social.
Frente a la hegemonía del nacionalismo en general y del PNV en particular, la fragilidad organizativa de partidos como el PSE o la UCD era llamativa, sobre todo en este último caso, sin apenas militancia. Se produjo así la paradoja durante los años 1977-1979 de que mientras el PSE dirigía a través del Consejo General Vasco el proceso autonómico, era un partido carente de cuadros, de presencia en la sociedad, produciéndose un claro desajuste entre su fuerza electoral y su debilidad como organización. El contraste con el PNV en este terreno era acusadísimo, pues si por algo se caracterizaba este partido era por su visibilidad en la sociedad, haciendo perceptible su discurso de que era el partido de aquí, el que disponía de los medios para solucionar los graves problemas que atravesaba Euskadi.
ETA desplegó durante esta etapa una intensa actividad asesina que afectó con especial saña a todo lo que físicamente o simbólicamente pudiera relacionarse con España. Practicaron una especia de limpieza cultural, que coaccionaba cualquier expresión contraria al nacionalismo vasco y que, sin duda, limitó la libertad de los partidos estatales, su capacidad de arraigar socialmente y de ejercer la acción pública. Los partidos estatales, así como la opinión pública que sintonizaba con ellos, vivieron en unas condiciones de desventaja y de precariedad democrática, que lógicamente lastraron sus posibilidades de arraigo social.

##### Reacción política ante la violencia de ETA
El inicio de la Transición supuso una escalada en la acción de ETA, de manera que la cifra de asesinados fue aumentando a medida que se asentaba el régimen democrático. De los 16 asesinatos de 1975 se pasó a los 98 de 1980, la cifra más alta de toda la democracia, un asesinato cada tres-cuatro días. 246 víctimas inocentes entre los años 1978-1980, casi el 30 % de los asesinatos que ETA ha cometido a lo largo de su historia, al margen de heridos y damnificados. Con razón ese trienio en Euskadi es conocido como el de los años de plomo.
| Año  | N.º Fallecidos |
| ---- | -------------- |
| 1975 | 16             |
| 1976 | 18             |
| 1977 | 11             |
| 1978 | 68             |
| 1979 | 80             |
| 1980 | 98             |

Son cifras de asesinatos que ponen en evidencia el reto que lanzó ETA a la democracia y que, asimismo, reflejan el grave error en el diagnóstico de buena parte de los partidos democráticos, con el PSE y el PNV a la cabeza. Error porque ambos consideraron que ETA era un fenómeno derivado del franquismo, que se solucionaría con la democracia y tras alcanzar un alto grado de autogobierno. Se confiaba en las posibilidades de integración en la vida democrática tanto de ETA como de la izquierda radical abertzale a través de la aplicación de medidas políticas como el establecimiento y profundización de la libertad, la amnistía, la autonomía, la creación de una policía propia, etc; se pensaba, en suma, que ese mundo sería sensible a la democracia y se encontraría cómodo en ella.
Ello supuso, en el caso del PSE, que mantuviera durante la etapa al frente del Consejo General Vasco una actitud de disposición al diálogo con ETA, manifestándose a través del entonces consejero de Interior Txiki Benegas, una voluntad de negociación con la banda, que no llegó a fructificar pese a las gestiones acometidas. Se estaba todavía bajo el síndrome del franquismo, bajo la cultura de la oposición compartida al régimen, de sentir a ETA como una organización con la que se había convivido en la lucha común contra Franco. Así se explican, por ejemplo, pronunciamientos como los de Alfonso Guerra que, en marzo de 1977, mostraba su solidaridad con dos militantes de ETA abatidos, mientras que Benegas, en ese mismo acto, expresaba su condena por la muerte de dos activistas de ETA. Bien es verdad que eran todavía los primeros momentos de la Transición, pero ya en febrero de 1978, en documentos del partido se equiparaba la violencia institucional del Gobierno con la etarra. Paulatinamente, el PSE modificó su posición en la dirección de enclavar a ETA como un movimiento terrorista con el que no había posibilidades de negociación, siendo determinante en la fijación de este criterio el asesinato de un militante socialista, Germán González López, en octubre de 1979 por uno de los grupos emanados de ETA.
El PNV, por su parte, sostuvo una posición ambivalente; de condena a ETA por los métodos que empleaba, pero evocando a la par su componente legítimo como organización que luchaba por unas reivindicaciones nacionales justas. Al comienzo de la Transición se mantenía entre las bases del partido un hilo de comprensión hacia la banda forjado en el común sentimiento nacionalista, una simpatía paternal hacia los militantes de ETA con los que se discrepaba en los medios (la violencia), pero se coincidía en el fin (la lucha contra España). El PNV fue renuente a condenar a ETA, hecho que no se produjo hasta abril de 1976 cuando ETA asesinó a un empresario nacionalista, Ángel Berazadi Uribe. A partir de ese momento el PNV fue adoptando una posición más clara de rechazo, no sin que se produjeran muestras de disconformidad entre su militancia. No abandonó durante este tiempo su núcleo argumental de entender la violencia etarra como una consecuencia del rechazo del Estado a aceptar el derecho de autodeterminación. Ello le llevaba a esa ambigüedad en la que por una parte se condenaban los asesinatos de ETA, y a la par acciones policiales contra ella; o tendían a poner en el mismo plano al gobierno de la Unión de Centro Democrático y ETA, pues existía la convicción que exponía el jelkide Irujo de que ETA «es algo más y esencialmente distinto que el simple terrorismo como el alemán o el italiano».
Bien es verdad que ETA encontró unos insospechados aliados en su labor de deslegitimar la democracia en la extrema derecha violenta y en los grupos «incotrolados», que durante muchas fases de esta etapa camparon a sus anchas por las calles de Euskadi, provocando incidentes, sin que las autoridades pudieran controlarlos porque eran sus propios agentes los que los protagonizaban. A los asesinatos cometidos por ETA, les seguían en ocasiones pequeñas razias nocturnas de policías de paisano por ciudades de Euskadi amendrentando a la población, más frecuentes cuando las víctimas eran integrantes de las instituciones armadas. Tal comportamiento llegó a su paroxismo en julio de 1978, cuando dos compañías de la policía armada, uniformadas y en plena luz del día, tomaron al asalto la ciudad de Rentería (significada por su apoyo al mundo radical), cometiendo diversos destrozos en establecimientos comerciales, de los que sustrajeron bienes. Las fuerzas del orden público se empeñaron en aparecer ante la población vasca como residuos franquistas, interviniendo en muchos casos de manera desproporcionada y brutal, como una autoridad distante del ciudadano vasco, del que por sistema se desconfiaba. Se perpetuó de esta forma un clima de recelo en el País Vasco hacia los cuerpos de seguridad del Estado, por mucho empeño que pusieron los gobernadores civiles de estas provincias por proporcionarles otra imagen más acorde con los tiempos democráticos.
Más daño a la convivencia en Euskadi que los grupos de «incontrolados» hizo la aparición de un terrorismo de extrema derecha. Aunque los datos varían de unas fuentes a otras, se refleja un terrorismo de extrema derecha de baja intensidad en comparación con ETA, perocuya sola existencia era un factor más de degradación de la vida democrática y reforzaba en el mundo radical abertzale el imaginario de que se continuaba bajo la dictadura. Daba pie a que el mundo nacionalista colindante con ETA pudiera justificar su existencia, neutralizando la posible crítica a la organización etarra ante la existencia de otra violencia, esta sí denunciable, pues iba contra las aspiraciones del pueblo.
| Año  | N.º Fallecidos |
| ---- | -------------- |
| 1975 | 1              |
| 1976 | 0              |
| 1977 | 7              |
| 1978 | 2              |
| 1979 | 8              |
| 1980 | 19             |
| 1981 | 1              |

Una de las grandes dificultades que tuvo que hacer frente la Transición en Euskadi era la deslegitimización del Estado que había legado el franquismo y que había sido un soporte para que las respuestas violentas al Régimen fueran aplaudidas por una parte de la población. Lo expuesto sobre la actuación de las fuerzas del orden público o la sospecha de que el terrorismo de extrema derecha encontraba la connivencia en sectores de las fuerzas de seguridad, hicieron más ardua la tarea de asentar la democracia en Euskadi y de restar sustento social al radicalismo abertzale, reforzado cada vez que los aparatos del Estado se extralimitaban en sus funciones.
No obstante, estas actuaciones de la extrema derecha no pueden camuflar que el drama que vivió la sociedad vasca vino determinado por la acción terrorista de ETA y el indudable apoyo social con el que contó. A este respecto cabe preguntarse cómo reaccionó la sociedad ante aquella riada de atentados y asesinatos de ETA. La lectura de la prensa de la época resulta desalentadora pues el contraste entre el apoyo que encontraba ETA, y el que recibieron sus víctimas es brutal. Los funerales de estos últimos congregaban a un escaso número de personas, menos aún si eran miembros de las fuerzas armadas o de las fuerzas del orden público. Los documentos fotográficos resultan escalofriantes y nos hablan de la soledad del asesinado, que era despedido en ceremonias casi clandestinas, rodeado por sus compañeros de armas o de cuerpo, con ausencia de los partidos políticos, que todavía seguían secuestrados por el síndrome franquista de considerarlos como colectivos vinculados a la dictadura. Por el contrario, los etarras muertos en enfrentamientos con los servicios de seguridad, eran acogidos con pesar y expresiones de solidaridad, cuestionándose casi por principio la versión oficial de los hechos, produciéndose huelgas y manifestaciones de apoyo, y con una posición de buena parte de los partidos políticos democráticos generalmente ambigua. En contraste con lo dicho antes, los funerales de los etarras muertos eran multitudinarios, con intervenciones de los oficiantes religiosos en los que tendían a presentar a los miembros de ETA como luchadores de la libertad, o bien se diluía la culpabilidad de ETA en un «todos somos responsables en alguna forma del drama que está sucediendo aquí, todos somos solidarios de un drama colectivo», como dijo el monseñor Añoveros en 1977.
Tal y como se ha observado, los partidos políticos reaccionaron tarde y de forma timorata ante la penetración de la violencia en el tejido social y no promovieron el rearme moral de la sociedad ante el terrorismo. Fueron los pequeños partidos como DCV o el PCE-EPK, los primeros que no solo denunciaron con contundencia a ETA, sino que además pidieron una reacción social ante esa lacra, un trabajo de pedagogía en la sociedad que hiciera frente a los violentos y socavara su fuerza. Hubo que esperar a junio de 1978 para que se convocara la primera concentración contra el ETA, todavía minoritaria, que se produjo a raíz del asesinato del periodista José María Portell, promovida por el PCE. Mucha mayor amplitud y difusión tuvo la primera gran manifestación que a instancia del PNV se celebró en octubre de ese año contra la «violencia» terrorista. La convocatoria inicial del PNV era contra el terrorismo y, aunque en ella no se hacía referencia explícita a ETA y además se volvía a mencionar la responsabilidad las responsabilidad del Gobierno, generó un profundo malestar entre su militancia. Para paliar tal efecto, el PNV fue durante los días siguientes bajando el tono de la convocatoria, haciéndola más imprecisa, de manera que en posteriores comunicaciones ampliaba la condena a las «otras» violencias, para acabar por despachar a la UCD de la manifestación acusándole de que tenía «corresponsabilidad» en la violencia en Euskadi debido a su negativa a asumir «soluciones políticas». Todo ello no impidió a los grupos abertzales organizaran, como tantas veces, una contramanifestación con el lema Ayer y hoy con nuestros gudaris.
Estos datos nos pueden ayudar a encajar el comportamiento de la ciudadanía vasca ante esa violencia terrorista que se fue extendiendo en Euskadi, sin que se registrara una reacción social significativa en su contra. En la sociedad vasca hubo una mezcla de pasividad, indiferencia, miedo, cuando no complacencia entre algunos sectores, ante la dimensión que tomó el terrorismo. Se aprendió a convivir con el asesinato, las bombas, los secuestros, como si fueran parte del acontecer diario y se llegó a integrar el terror como una pauta más con la que coexistir. Los ciudadanos evitaban ciertas calles, algunos comentarios, o sobresalir a la hora de exponer opiniones de rechazo a los violentos por sea caso. La indiferencia, el «a mí que no me toque», se fue haciendo la norma en la sociedad, que hizo del silencio su conducta. Hubo una transferencia de silencio de la crítica pública del franquismo, a la censura a ETA en la Transición. El resultado fue que no se produjo durante esta etapa una movilización de la sociedad civil contra ETA.
Uno de los asesinatos cometidos por ETA refleja el deterioro que el terrorismo generó en la sociedad. El entonces consejero de Interior Txiki Benegas del Consejo General Vasco lo relataba así:

ETA asesinó de madrugada en Villafranca de Ordicia a un joven guardia civil y a su novia a la salida de una discoteca cuando ya en su vehículo se aprestaban a abandonar el lugar. El joven cayó por efecto de las balas reclinado sobre el volante y su peso accionó el claxon del vehículo, que comenzó a sonar. Así estuvieron durante veinte minutos con el claxon sonando sin que nadie se atreviera a auxiliarlos. No sabemos si el atentado fue mortal, pero en el supuesto de que no lo hubiera sido lo cierto es que, a los veinte minutos de haberse producido, cuando llegó la ambulancia habían muerto. Algunos testigos confesaron después que de vez en cuando se encendía una luz en un piso, se abría una contraventana, que a los pocos segundos se entornaba, la luz se apagaba, y el claxon seguía sonando como una póstuma sinfonía monocorde que tocaba a muerte.

Esto ocurría en enero de 1979.

#### Navarra: Comunidad Foral
A finales de los años setenta del siglo XX Navarra conservaba sus fueros (reconocidos por la Ley de Modificación de los Fueros de 1841) como reconocimiento a la contribución de sus voluntarios, en particular los requetés, al éxito de la rebelión militar que desencadenó la Guerra Civil en 1936. Su autonomía foral destacaba más, porque, tras la caída de Bilbao en junio de 1937, el gobierno de los sublevados había liquidado por decreto el concierto económico en las provincias de Guipúzcoa y Vizcaya por su «traición» a la causa nacional.
Por eso, Navarra, y en mucha menor medida Álava, escapó de la implacable política de uniformidad cultural y de centralismo administrativo y legislativo que impuso el régimen franquista, ya que la administración foral había sido pionera en la aplicación de muchas de las medidas, en particular la depuración del magisterio y la cesión a la Iglesia del control de la enseñanza, a través de la Junta Superior de Educación, de la moralidad y de las costumbres. No en vano, la guerra se había convertido en una Cruzada defensora de la fe y contra el comunismo.
Franco concedió a Navarra la Cruz Laureada de San Fernando por su heroísmo y contribución desde los primeros días al éxito de la rebelión militar, medalla que entregó en un solemne acto oficial en la Ciudadela de Pamplona, con desfile de los voluntarios navarros tras las banderas de sus tercios y brigadas:

Como recuerdo a las gestas heroicas de Navarra en el Movimiento Nacional y homenaje a quien tan reciamente atesora las virtudas de la Raza, concedo a la provincia de Navarra la Cruz Laureada de San Fernando, que desde hoy deberá grabar en su escudo.
Francisco Franco, 1937.

Ahora bien, ganada la guerra e instaurado el nuevo Estado, tuvieron que ponerse al día sus relaciones con el régimen foral navarro, cuyas raíces se anclaban en la llamada Ley Paccionada (1841) por la que Navarra, después de la primera guerra carlista, dejó de ser un Reino de la Monarquía Hispánica y se convirtió en provincia foral. 

##### El cambio en la sociedad navarra en los años setenta
En los años 60 y 70 la Diputación realizó grandes inversiones. El presupuesto foral pasó de 900 millones de pesetas en 1965 a 2500 millones en 1970, 5000 millones en 1975 y 12 500 millones en 1979. Pero a estas cifras había que sumar las de los presupuestos extraordinarios que permitieron la inversión pública foral: 17 000 millones en el Plan 1972-1975 y 30 000 del Plan 1976-1979, que se costearon mediante endeudamiento.
Ni la Diputación ni su estructura organizativa (necesitada de una reforma interna tanto entre sus funcionarios como en los modelos organizativos) estaban preparados para responder a las nuevas exigencias impositivas, económicas y sociales, ni a las demandas democráticas que ya comenzaban a latir en la sociedad navarra. Como corporación que era, cada diputado foral tenía el mismo poder de voto en el Pleno de la Diputación, en el que debían aprobarse todos los asuntos; pero, como responsables de todas y cada una de las actuaciones realizadas en su distrito, los diputados atendían más a los deseos de sus posibles valedores, los ayuntamientos de cada Merindad, que a las necesidades generales. Estaban habituados a recibir a los alcaldes y concejales (de cuyo apoyo dependía el que fueran elegidos o reelegidos), y, en bastantes ocasiones, a los vecinos de cualquier pequeño cuando recurrían a ellos en demanda de ayuda.
No obstante, la Diputación fue modernizándose a la par que lo hizo la sociedad navarra. Al iniciarse la década de 1970 tenía ya poco que ver con la de los años previos a la Guerra Civil (cuando los tradicionalistas y los partidos de la derecha eran hegemónicos) y se encontraba en medio de un cambio económico y social espectacular, que convertiría a Navarra en una de las regiones más industrializadas y con mayor renta per cápita de España, aunque también una de las más conflictivas. Cabe preguntarse, por tanto, acerca del alcance de la hegemonía, por otra parte indudable, de tradicionalistas y partidos conservadores, puesto que el poso dejado por los liberales, republicanos y socialistas en el primer tercio del siglo XX, fue considerable, sobre todo en algunas zonas: la Ribera, con mayoría en numerosos municipios, y algunos valles (Burunda, Aézcoa, Roncal) y Pamplona capital. Además, habría de añadir el peso del nacionalismo vasco también en la capital y en la zona norte de su Merindad.
De cualquier modo, los cambios demográficos, sociales, económicos y de mentalidades producidos en estos años evidenciaron que las costuras de Navarra estallaban por todas partes. Un buen reflejo de ello son las profundas transformaciones demográficas. Entre 1900 y 1960 el crecimiento poblacional de Navarra había sido muy lento, mientras que se aceleró en las dos décadas siguientes, en cuanto despegó el proceso de industrialización. El saldo migratorio, que venía siendo negativo desde mediados del siglo XIX (110 000 personas entre 1900 y 1960), cambió de signo para ser positivo en los últimos cuarenta años del siglo XX. Desde 1960 la provincia se convirtió en receptora de inmigrantes, si bien el fenómeno no alcanzó grandes proporciones.
Durante el último tercio del siglo XX el aspecto más relevante es la inmigración interior, procedente de zonas agrarias de economía tradicional, una parte importante de cuyos habitantes se trasladó, junto con los originarios de fuera de Navarra, a los focos industriales y urbanos atraídos por sus mayores oportunidades de empleo y mejores salarios por efecto de los más elevados rendimientos de la industria y de los servicios en relación con los de la agricultura. Como consecuencia, la población urbana pasó del 33 % en 1960 al 58,5 % en 2001. En este sentido conviene destacar que solo hubo dos zonas de expansión demográfica: el área metropolitana de Pamplona, que concentra más de la mitad de la población provincial, y la zona meridional limítrofe al Ebro, la Ribera, sobre todo la tudelana. En el resto, excepto algunos núcleos concretos, el estancamiento o el declive (particularmente en la Montaña) fue la nota dominante.

### La democracia
El atentado indiscriminado de ETA en la calle Correo produce, durante la celebración de la VI Asamblea en 1973, discrepancias entre los sectores que abogan por la prioridad absoluta de la actividad terrorista y quienes desean su supeditación a las luchas políticas. ETA sufre su escisión más importante y se divide en ETA(pm) y ETA(m). ETA(pm) abandonaría el terrorismo en 1981, seis días después del golpe de Estado del 23F, ante el riesgo de involución política que ponía en peligro lo conseguido desde 1975 hasta entonces. El partido próximo a sus postulados políticos, Euskadiko Ezkerra, evolucionó desde posiciones marxistas a posiciones más próximas al eurocomunismo para acabar convirtiéndose en un partido socialdemócrata con acento vasquista. Tras sucesivas crisis internas pasaría a formar parte del Partido Socialista de Euskadi, filial vasca del Partido Socialista Obrero Español, mientras que su corriente crítica más importante acabó integrada en Eusko Alkartasuna. La otra rama, ETA (m), se conformaría como vanguardia del llamado Movimiento de Liberación Nacional Vasco que agrupa a la estructura sociopolítica de la denominada izquierda abertzale. Esta consideró que los adelantos democráticos habían sido inadecuados o insuficientes por lo que continuó la lucha armada, cometiendo multitud de actos terroristas que han costado la vida a más de 800 ciudadanos. Su partido hermano, la coalición Herri Batasuna, tomó como proyecto político la Alternativa KAS sin aceptar posibilidades reformistas o intermedias y logró algunos éxitos electorales notables. Mantuvo una postura antisistema, ausentándose de las diversas instituciones a las que se presentaba, y posturas hostiles con otros movimientos políticos hasta su reconversión en Batasuna en 2001 y su ilegalización en 2003.
El PNV presidió el Gobierno vasco desde 1980 hasta 2009 (cuando, a pesar de ser la primera fuerza política en número de votos, perdió la presidencia ante el pacto de investidura entre el PSE-E y el PP), habiendo afrontado una dramática recorversión industrial. La escisión interna de este partido, de donde nació EA, llevó a gobiernos de coalición con los socialistas bajo la presidencia de José Antonio Ardanza por un período de 12 años. 
La ruptura de la colisión PNV-PSE, en el marco de una oposición creciente al nacionalismo impulsada por el gobierno central dominado por el PP, conformó un contexto de enfrentamiento político entre nacionalistas vascos y nacionalistas españoles, en el que los dirigentes del Partido Popular buscaban ganar la presidencia del Gobierno vasco, cosa que no consiguieron.
Los gobiernos surgidos de la nueva situación política fueron de una debilidad extrema a no tener el apoyo suficiente en el Parlamento Vasco. estos gobiernos, bajo la presidencia de Juan José Ibarretxe, se conformaron como tripartitos con la participación de PNV, EA y Ezker Batua, filial vasca de Izquierda Unida. Aun así han precisado, para sacar algunas leyes adelante, el apoyo puntual de otras organizaciones, incluida la que representa a la izquierda abertzale.

### Actualidad

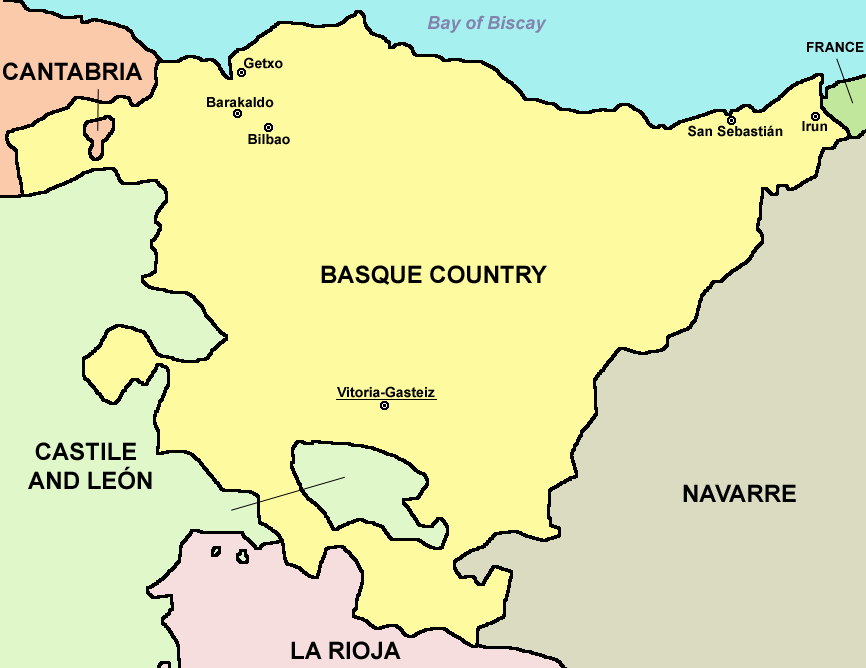
Comunidad autónoma

El Gobierno vasco impulsó, tras la estrecha victoria del PNV en las elecciones autonómicas de 2001, la modificación del Estatuto de Guernica mediante un proyecto de reforma llamado Plan Ibarretxe, que propugnaba para el País Vasco un estatus de libre asociación. En 2004, el Plan Ibarretxe fue aprobado en el Parlamento autonómico vasco con mayoría absoluta con el apoyo de los partidos nacionalistas vascos (Partido Nacionalista Vasco, Eusko Alkartasuna y Aralar) y de Ezker Batua (partido que también formaba parte del gobierno en coalición con EA y el PNV). Tres de los siete escaños del grupo Ezker Abertzalea (elegidos por Euskal Herritarrok) también dieron su apoyo al proyecto. Los partidos del PSE-PSOE y el Partido Popular del País Vasco se opusieron al texto del Plan, que fue llevado al Parlamento nacional en 2005 donde se discutió en un único pleno, no planteándose negociaciación alguna sobre el mismo. El lendakari Ibarretxe expuso ante los diputados presentes en el Parlamento su Plan, que fue rechazado por el 90 por ciento de los 350 diputados presentes. Los partidos políticos nacionalistas vascos e Izquierda Unida apuestan por defender el derecho de autodeterminación de los ciudadanos vascos frente a PP y PSE-PSOE que están en contra del mismo, amparados en la Constitución española de 1978.
Por diversas causas como pudieran ser entre otras la ilegalización de los partidos políticos de la izquierda independentista radical, también denominada «Izquierda Abertzale» (Herri Batasuna, Batasuna...), por su negativa a condenar la violencia de ETA, su exclusión de las convocatorias electorales contando únicamente con representación mediante marcas electorales interpuestas como el Partido Comunista de las Tierras Vascas en el Parlamento Vasco, la declaración como terroristas de diversas organizaciones de su entorno (Jarrai, Haika, Segi), la ejecución de órdenes judiciales que afectan a su entramado económico y político, la presión ejercida por los sectores afines a los partidos que desarrollan su actividad en conformidad con la legalidad surgida de la constitución española de 1978, junto con el rechazo explícito creciente a la violencia y a los asesinatos por parte de la ciudadanía, llevaron a la izquierda abertzale a una estrategia de intento de diálogo con las fuerzas no nacionalistas y normalización política plasmada en la Propuesta de Anoeta. 
Tras una serie de conversaciones en secreto entre representantes del PSE-PSOE y la izquierda abertzale, ETA declaró en 2006 un «alto el fuego permanente» y entabló conversaciones con el Gobierno español, autorizado con anterioridad por el Congreso de los Diputados para tal fin. Las conversaciones no dieron fruto y, a finales de ese año, ETA asesinó a dos personas mediante una bomba en el aparcamiento del aeropuerto de Barajas, lo que redujo las expectativas de acuerdo. Aunque las reuniones siguieron los meses siguientes, ETA rompió definitivamente la tregua en junio de 2007 mediante un comunicado. Las relaciones entre la izquierda abertzale y el Gobierno central se deterioraron tras la ruptura oficial por parte de ETA del alto el fuego y los atentados que siguieron. Se decreta la vuelta a prisión de De Juana Chaos, miembro de ETA anteriormente excarcelado por cumplimiento de la pena impuesta, con una nueva condena por unos artículos en la prensa en que se consideró que realizó amenazas. El sistema judicial siguió aplicando la Ley de Partidos Políticos e instruyendo antiguas causas, por las que se detiene y encarcela a Arnaldo Otegi, máximo representante en esa fecha de la Izquierda Abertzale, aumentando la presión al entorno del MLNV. A día de hoy Otegi continua en prisión. 
Tras un proceso de debate interno entre finales de 2009 y 2010 en el que se adoptó la resolución Zutik Euskal Herria, en la cual se rechazaban el uso de la violencia y se apostaba por la alianza entre fuerzas soberanistas, ETA declaró un alto el fuego unilaterla, permenente, verificable y de carácter general. La alianza entre fuerzas soberanistas vascas se materializó como Bildu, coalición que agrupó a la izquierda abertzale, Eusko Alkartasuna y Alternatiba, a la que posteriormente se añadiría Aralar para las coaliciones Amaiur y Euskal Herria Bildu. En 2011, ETA abandonó las armadas decretando el «cese definitivo de la actividad armada» y en 2012 se produjo la legalización de la izquierda abertzale con el partido Sortu. El partido había intentado registrar un año atrás siendo prohibida su inscripción y obtuvo su legalización tras ganar el recurso de amparo en los tribunales. Este escenario ha dibujado cuatro principales fuerzas en el País Vasco: el PNV (centroderecha nacionalista vasca), Bildu (coalición de izquierda soberanista vasca), PSE-EE (centroizquierda españolista) y PP (derecha españolista).
En Navarra los Gobiernos del PSN, federación navarra del PSOE, inmersos en diversos episodios de corrupción, por los que los dos últimos presidentes socialistas de Navarra ingresaron en la cárcel, fueron sustituidos por los de UPN, representantes navarros del PP, que han venido realizando una política de afirmación de la identidad navarro-españolista frente a la identidad navarro-vasquista vinculada al nacionalismo vasco que recientemente se han ido organizando en frentes comunes que han dado como resultado las coaliciones Nafarroa Bai, Bildu, Geroa Bai y Amaiur. Las posturas representadas por CDN, escisión extinta de UPN, fueron poco a poco reincorporándose al partido matriz y a su concepción política.
En la actualidad tanto el País Vasco como Navarra, se encuentran estadísticamente entre las comunidades con los índices más elevados de progreso de España, a niveles incluso superiores a la media europea.
El estatus político de los territorios franceses se ha mantenido invariable desde el siglo XIX. Hay movimientos que ante la reforma territorial de descentralización francesa promueven instituciones propias para el País Vasco, sin que hayan podido tener suficiente eco en el Gobierno de París.

## Vascos ilustres
Son muchas las personalidades de origen vasco. Siempre destacaron por ser afamados marinos, exploradores y activos participantes en empresas militares (como en la conquista de América), económicas o religiosas, desde ambos lados de los Pirineos.

### Marinos y militares
- Juan Sebastián Elcano completó la primera vuelta al mundo, y los pilotos vizcaínos participaban en la Carrera de Indias.
- Alonso de Salazar, sucesor de Elcano en la capitanía de la expedición de García Jofre de Loaísa, descubrió las islas Marshall y el atolón Bokak.
- Juan de Urbieta soldado. Participó en la batalla de Pavía, apresando al monarca francés Francisco I.
- Miguel López de Legazpi conquista para la Corona española las islas Filipinas.
- Andrés de Urdaneta establece la ruta de Filipinas a Acapulco.
- Blas de Lezo, militar, defendió la ciudad de Cartagena de Indias del intento de invasión inglesa en el curso de la guerra del Asiento.
- Pedro Navarro y Machín de Rentería combaten en las campañas del Mediterráneo.
- Las escuadras de Vizcaya y Guipúzcoa participan activamente en las acciones navales españolas. Es de destacar la actuación de la escuadra de Guipúzcoa, bajo en mando de Miguel de Oquendo en la batalla de la isla Terceira, o el nombraniento de Oquendo y Recalde, almirantes de las escuadras de Guipúzcoa y Vizcaya como tenientes del duque de Medina Sidonia en la jornada de Inglaterra de la Grande y Felicísima Armada. El hijo de Miguel de Oquendo, Antonio, también fue un renombrado marino de la Armada Española.
- En la batalla de Trafalgar muere heroicamente, al mando del San Juan Nepomuceno, el marino guipuzcoano Cosme Damián Churruca.
- Miguel de Aguinaga y Mendigoitia, fundador de la ciudad colombiana de Medellín el 2 de noviembre de 1675.

### Escritores
Algunos de los más destacados (en orden cronológico):
- Bernard Detchepare (Sarrasquette, Baja Navarra, c. 1480 - 1545), Sacerdote, Párroco de la iglesia de Saint-Michel-le-Vieux (en la localidad de Eyheralarre, cercana a San Juan Pie de Puerto), autor del primer libro escrito en euskera. Su única obra, titulada Linguae Vasconum Primitiae (Primicias de la lengua de los vascones), fue impresa por primera vez en Burdeos en 1545.
- Jean de Liçarrague (Briscous, Labort, 1506 - La Bastide-Clairence, Baja Navarra, 1601), Pastor de la iglesia reformada, tradujo la primera versión del Nuevo Testamento al euskera que junto con su Calendario de festividades religiosas, y sus Lecciones rudimentarias para aprender a leer y la doctrina, fueron publicadas por primera vez en La Rochelle en 1571.
- Pierre Topet (Barcus, Sola, 1786 - 1862), versolari y bardo.
- Miguel de Unamuno (Bilbao, 1864 – Salamanca, 1936), filósofo, es el escritor vasco más reconocido internacionalmente (en especial por su obra Niebla).
- Pío Baroja (San Sebastián, 1872 – Madrid, 1956).
- Ramiro de Maeztu, (Vitoria, 1875 – Aravaca, 1936).
- Ignacio Aldecoa, (Vitoria, 1925 - Madrid, 1969).

### Pintores
- Ignacio Zuloaga
- Vicente Ameztoy

### Escultores
- Jorge Oteiza (Orio, 1908-2003)
- Eduardo Chillida (San Sebastián, 1924-2002)
- Agustín Ibarrola (Basauri, 1930-2023)
- Néstor Basterretxea (Bermeo, 1924-2014)
- Patxi Xabier Lezama (Zalla, 1967)

## Citaciones
- Artículo periodístico hablando de diferentes estudios que avalan la hipótesis sobre el orige prehistórico de los vascos (enlace roto disponible en Internet Archive; véase el historial, la primera versión y la última).